# Storia della moda 1550-1600

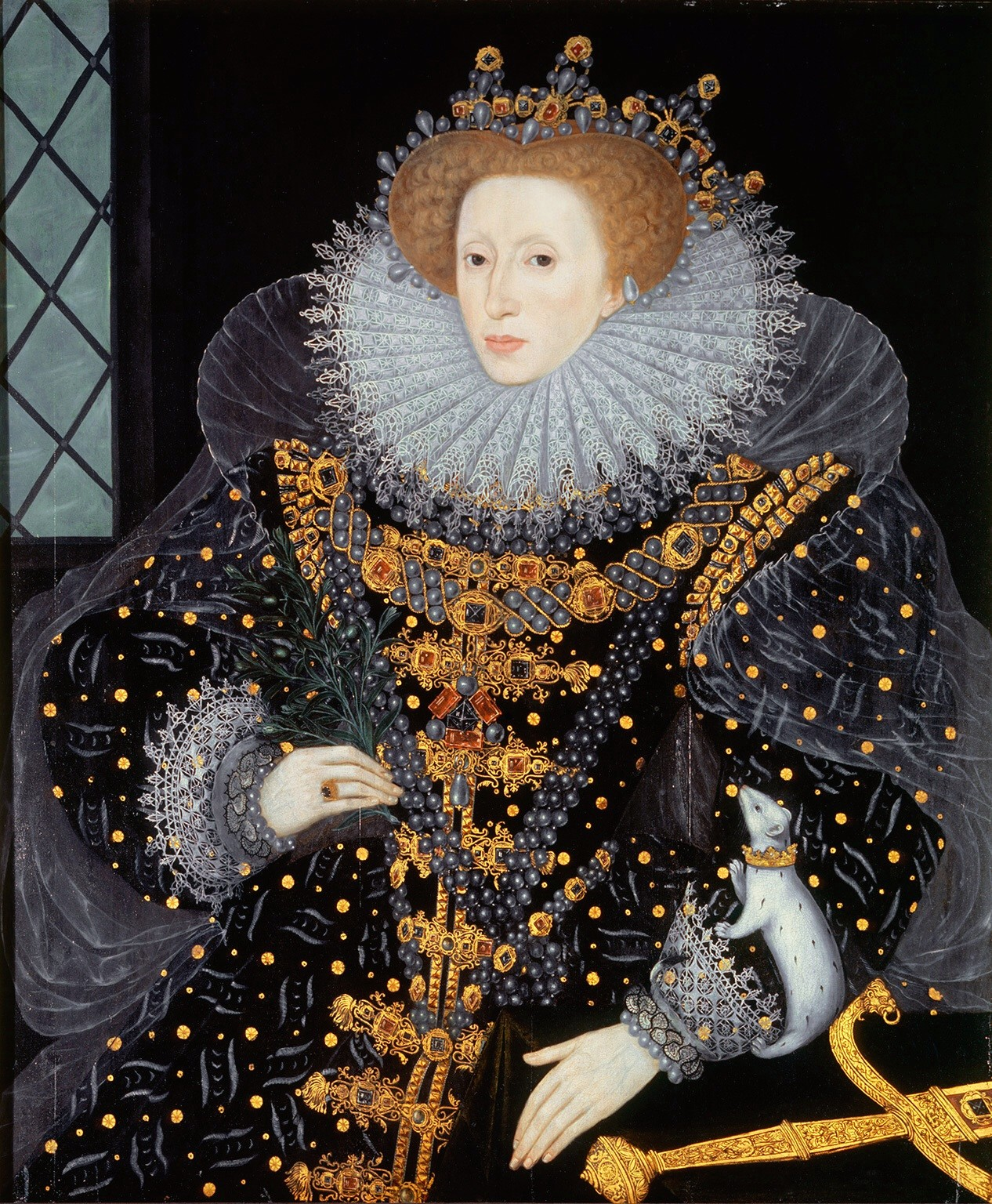
Opulenza inglese, reticella italiana, gorgiera e ricami di fattura polacca, guardinfante francese, severità spagnola: "Il ritratto con l'ermellino" di Elisabetta I d'Inghilterra

La storia della moda 1500–1600 nell'Europa occidentale fu caratterizzata da una crescente opulenza nei costumi. Stoffe differenti, tagli, ricami, finiture applicate e altre forme di ornamenti superficiali furono il tratto distintivo di quest'epoca. La silhouette si presentava conica per le dame e squadrata per gli uomini con spalle larghe e vita stretta e forma a V. Le maniche e le gonne delle signore iniziarono nuovamente ad espandersi e l'enfasi delle spalle a sbuffo continuò ancora nel secolo successivo. Ornamento tipico dell'epoca fu la gorgiera che da modesto ornamento attaccato al collo divenne un vero e proprio accessorio separato, in lino, decorato con pizzo, intagli e ricami, a forma di ventaglio, sostenuto da stecche di ferro.

## Mode generali

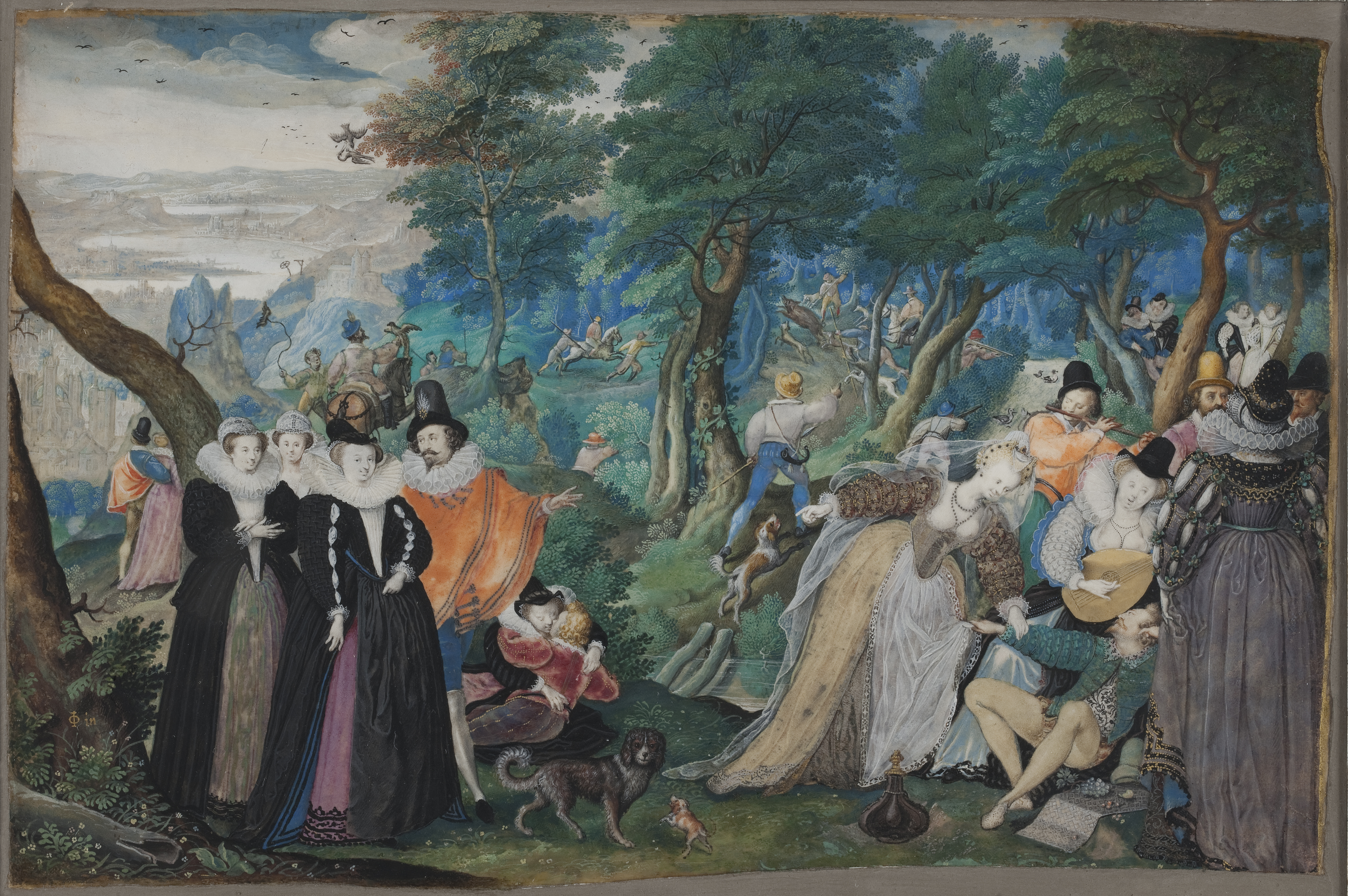
Dipinto allegorico di Isaac Oliver del 1590–1595 che mette in contrasto vestiti e comportamenti licenziosi e virtuosi.

### Moda spagnola
Carlo V, re di Spagna, Napoli, Sicilia e imperatore del Sacro Romano Impero, cedette il regno spagnolo a suo figlio Filippo e l'impero a suo fratello Ferdinando I nel 1500 , ponendo così fine al dominio di una sola corte sull'Europa occidentale, ma il gusto spagnolo per una sobria ricchezza anche nel vestiario continuò a dominare la moda per tutto il secolo. Con i contrasti tra cattolici e protestanti, le differenze tra si paesi divennero ancora più marcate. La severa e rigida moda della corte spagnola rimase dominante quasi ovunque ad eccezione di Francia ed Italia. Il nero era il colore principale per gran parte delle occasioni formali. Il nero era un colore difficile da ricavare e pertanto era visto come simbolo di lusso oltre che di austerità nel vestire. I cortigiani spagnoli, ad ogni modo, non erano i soli a indossarlo, ma anche la borghesia dei paesi protestanti se ne servì notevolmente. Gli abiti erano spesso molto intricati, elaborati con tessuti pesanti come velluti e seta ricamata, adorni di gioielli colorati come rubini, diamanti e perle per contrastare il colore scuro degli abiti. Janet Arnold nella sua analisi del guardaroba della regina Elisabetta I d'Inghilterra ha identificato stili francese, italiano, olandese e polacco oltre a quello spagnolo nei suoi abiti. 

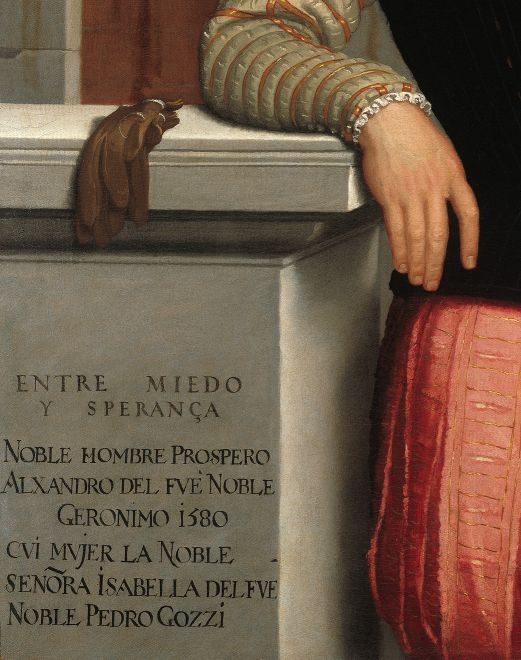
Un doppietto italiano con decorazioni applicate per creare un contrasto con la giacca nera, 1560.

Le gorgiere di lino erano nella moda spagnola un tratto distintivo e crebbero nel corso del tardo Cinquecento sempre di più, giungendo a necessitare di un supporto in fil di ferro. La gorgiera era portata in tutta Europa da uomini e donne e giunse a impiegare persino 17 metri di stoffa lineare che veniva poi arricciata. Alcune gorgiere erano realizzate in reticella delicata, un ricamo a intaglio che si evolverà poi nel merletto del XVII secolo.

### Stile elisabettiano
La figura predominante di Elisabetta I come regina d'Inghilterra nella seconda metà del Cinquecento, impose profondi cambiamenti nella moda femminile della sua epoca. Come sovrana essa richiedeva che la sua immagine fosse sempre la più pura possibile e, sebbene la moda femminile tendesse a mostrare un'immagine più sensuale della donna, l'Inghilterra elisabettiana non dimenticò mai l'idea di purezza e perfezione che la regina voleva incarnare a nome di tutte le donne del sue paese.
L'epoca elisabettiana aveva propri costumi e regole sociali che si riflettevano poi nella moda, campi che la stessa regina sovrintendeva per tutto il suo regno personalmente. Le regole erano ben note all'intera popolazione inglese e le pene per chi le violava erano spesso severe, giungendo persino alla perdita della proprietà, dei propri titoli e persino della vita.
Circa i materiali per la produzione degli abiti, solo ai reali era permesso di indossare l'ermellino. Gli altri nobili di minor rango potevano indossare come ornamenti in pelo la volpe e altre pellicce animali. I vestiti indossati in quest'epoca vennero perlopiù ispirati da motivi geometrici, probabilmente a causa dell'interesse nelle scienze e nella matematica. "Le decorazioni alternavano figure come gli ossi di balena al fiore dell'aglio orsino con una particolare enfasi agli elementi geometrici e naturali".
Le classi più elevate, ad ogni modo, avevano pure delle restrizioni. Alcuni materiali come gli abiti intessuti con fili d'oro erano riservati unicamente alla regina, a sua madre, ai suoi eredi, agli zii, alle sorelle e ad alcune donne da lei scelte che appartenessero al rango delle duchesse, marchese e contesse. Viscontesse e baronesse, invece, dovevano usare altri materiali perché non potevano ottenere concessioni in tal senso.
Durante l'era elisabettiana anche i colori divennero una prerogativa regale e dipendevano dallo status sociale. Il viola era destinato alla regina e ai membri diretti della sua famiglia. Le classi sociali più basse potevano vestire unicamente di marrone, beige, giallo, arancio, verde, grigio e blu, con tessuti come la lana, il lino e la pelle di pecora, mentre gli aristocratici vestivano spesso di seta o velluto.

### Stoffe e decorazioni
La tendenza generale del periodo era quello di abbondare con la superficie decorata, in particolare presso l'aristocrazia. Camicie e maglie erano spesso ricamate e decorate con pizzi. Velluti e broccati avevano decorazioni in merletto a tombolo, fili d'oro e d'argento o addirittura gioielli cuciti. Sul finire del secolo, si diffuse l'uso di ricami in seta policroma come segno pubblico di ostentazione della propria ricchezza.
L'uso di colori sobri non è chiaro ma sovente è associato alla Spagna come pure all'uso della lana spagnola Merino. Paesi Bassi, stati tedeschi, Scandinavia, Inghilterra, Francia e Italia assorbirono lo stile spagnolo già negli anni '20 del Cinquecento. Le stoffe erano tinte con colori variabili come ad esempio il prezioso Chermes. I colori meno costosi erano l'arancio, il rosa (ricavato dal guado) e da diverse varietà di piante che producevano colori come il giallo e il verde.
Sul finire del secolo, si accentuarono le differenze nella moda tra i protestanti inglesi e olandesi, generalmente più sobri nei colori, e i toni sgargianti delle corti italiane e francese. Questa distinzione continuerà anche nel XVII secolo.

## Moda femminile

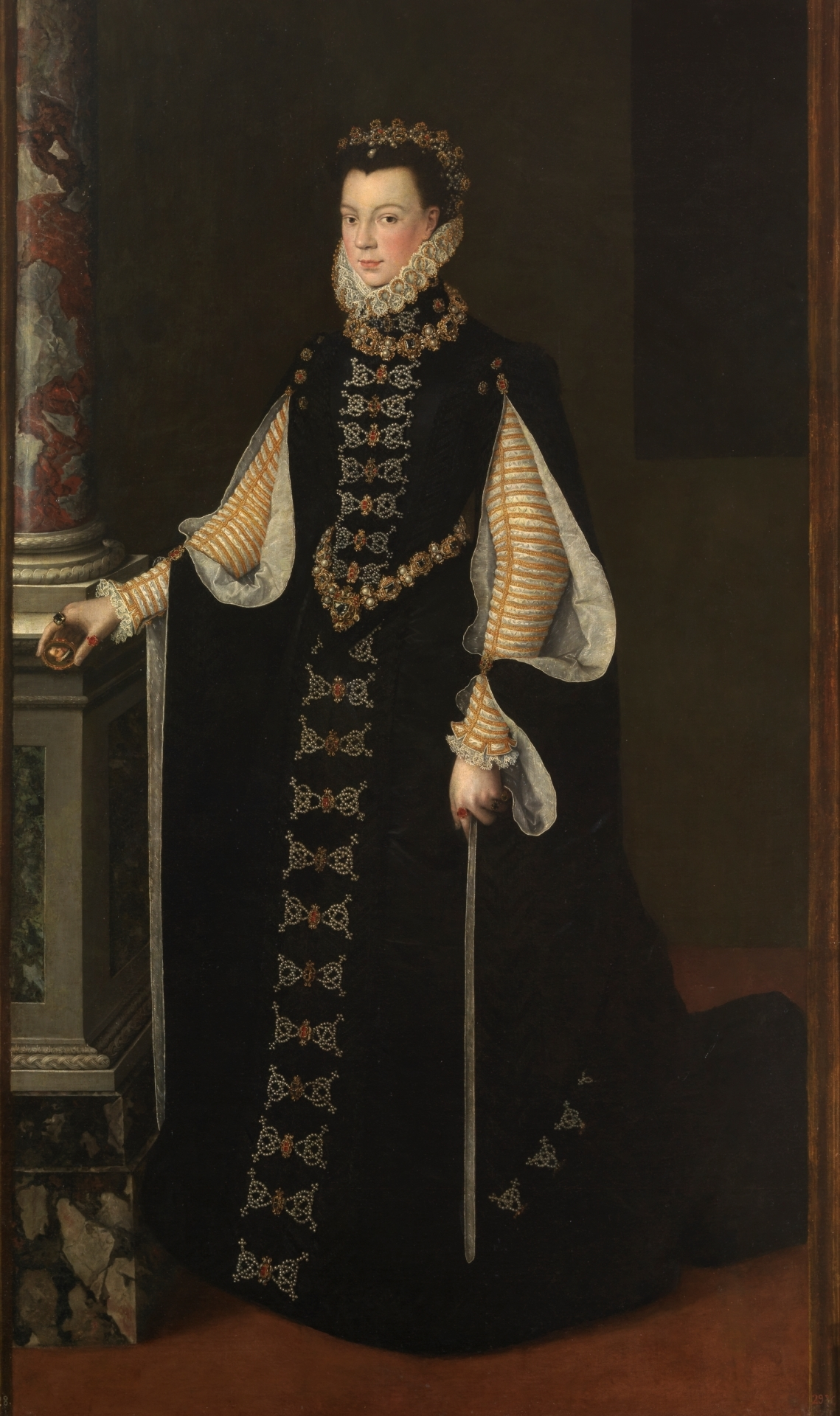
Moda spagnola: Elisabetta di Valois, regina di Spagna, indossa un abito nero con maniche foderate di bianco, e una forma generalmente conica creata dal guardinfante. 1565.

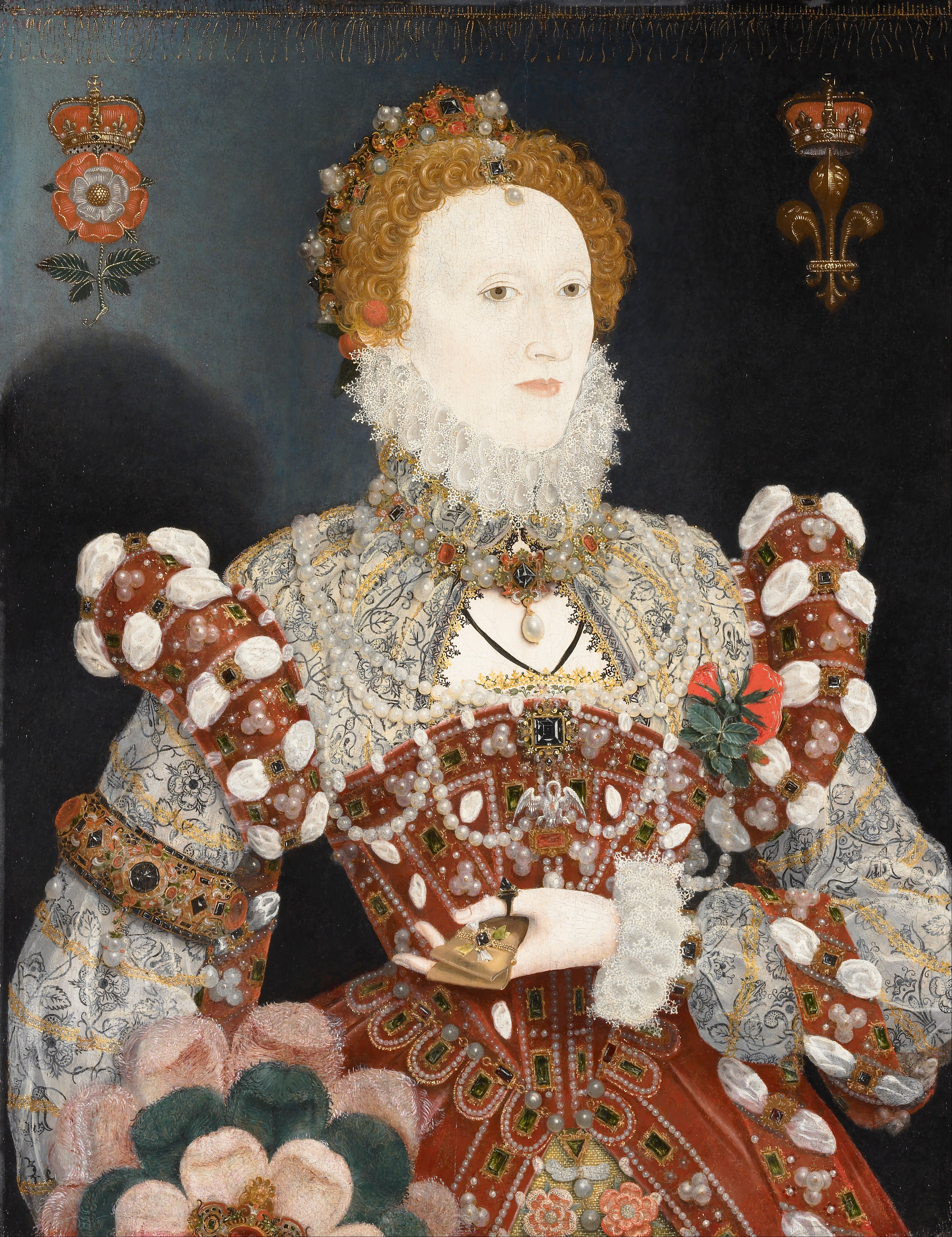
Elisabetta I indossa delle spalline imbottite e ricamate allo stesso modo dei polsini delle maniche. 1572.

Gli abiti femminili dell'epoca erano generalmente composti da un abito e da una sottogonna. Un'alternativa all'abito era una giacca corta portata con la gonna. Le maniche, in precedenza note "a trombetta" tra gli anni '40 e '50 del Cinquecento, scomparvero negli anni '60 in favore di maniche più lineari ed aderenti. La silhouette aveva come intento generale quello di enfatizzare le spalle ed i fianchi. La tecnica del tessuto spaccato, in particolare negli abiti di foggia italiana, si evolvette sino a formare vere e proprie decorazioni imbottite che contrastavano con la linea semplice degli abiti. Dagli anni '80 del secolo, gli inglesi raggiunsero l'apice delle spalle imbottite con i shoulder rolls, veri e propri rotoli di stoffa, spesso ingioiellati, portati all'altezza delle spalle per evidenziarle ed esagerarne la forma.

### Abiti, vesti e sottovesti
Il vestito più comune era costituito dall'abito, detto in spagnolo ropa, in francese robe ed in inglese gown o frock. L'abito poteva essere di diversi stili: morbido o aderente, con maniche corte o lunghe, lungo fino ai piedi o con una piccola coda.
L'abito si portava sopra una veste o una sottoveste (o entrambe in caso di climi particolarmente rigidi). Prima del 1545, la veste era una specie di tunica a pezzo unico. Dopo quella data, sia le vesti che le sottovesti potevano avere la parte superiore slegata a formare un corpetto. La parte della veste che era visibile sotto la gonna era solitamente di tessuto più ricco, in particolare la parte frontale.
I corpetti di stile francese, spagnolo e inglese avevano forma di cono, conferendo così alla parte frontale una forma a V verso la vita. I corpetti italiani, invece, avevano la caratteristica forma a U anziché a V. Le donne spagnole indossavano corsetti chiamati appunto "corsetti spagnoli", più rigidi, che comprimevano la forma del torso a formare una forma geometrica conica. I corpetti potevano giungere quasi fino al collo. Erano fissati con gancetti sul fronte o lacci. La parte più alta dei corpetti era rifinita con bottoni o lacci

### Intimo

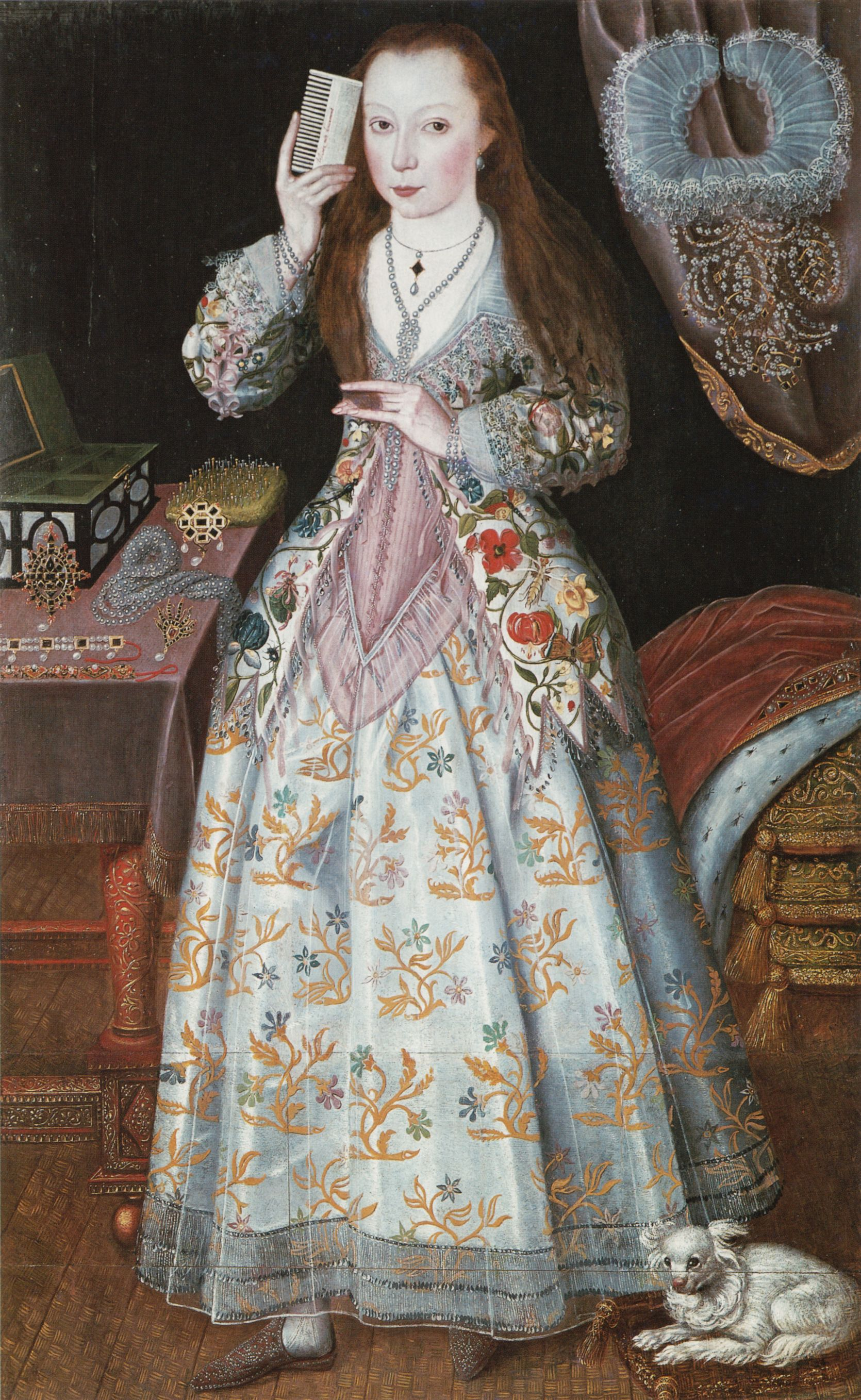
Elizabeth Vernon alla sua toeletta con una giacca di lino ricamata e un corsetto rosa, anni '90 del Cinquecento.

In questo periodo, l'intimo femminile era composto da camicie in lino facilmente lavabili. Questo era l'unico articolo indossato da ogni donna, indipendentemente dalla classe sociale. Le camicie delle donne più ricche erano ricamate o bordate di pizzo. Tutte avevano forma rettangolare e potevano essere con o senza maniche ed alcune potevano avere anche il collo alto per proteggere abiti e pizzi dal contatto diretto col corpo.
Le calze erano solitamente in lana e tenute con delle giarrettiere a nastro.
Il corsetto, chiamato vasquine in Spagna, era già entrato in uso nel mondo spagnolo nella prima metà del Cinquecento, da dove si diffuse poi in Italia, in Francia ed in Inghilterra. In quest'ultima nazione era diviso in due parti, una per il fronte e una per il retro, tenute insieme ed adattate con lacci ai fianchi, ed era per questo chiamato pair of bodies. Il corsetto era ad ogni modo destinato unicamente alle nobildonne che lo realizzavano con stecche di legno o di osso.
Le gonne erano mantenute in forma con l'uso di guardinfanti o alzagonne. In Spagna, la forma conica del "guardinfante spagnolo" rimase di moda sino all'inizio del XVII secolo, mentre ebbe ben poca fortuna in Francia dove le gonne erano portate perlopiù con forma arrotondata e sino al pavimento. Questa tipologia finì per prendere il sopravvento nella moda europea nel Seicento e rimpiazzo il guardinfante spagnolo.

### Partlet
Gli abiti a collo basso potevano essere "riempiti" con quello che in Inghilterra veniva chiamato partlet. Questo era portato sopra la camicia ma sotto l'abito ed era realizzato in linone. I partlets potevano essere di vari colori ma il bianco e il nero erano i più comuni. Il partlet poteva essere decorato anche con ricami ed era uno dei regali che la regina Elisabetta I d'Inghilterra amava maggiormente ricevere all'inizio del nuovo anno.

### Soprabiti
Le donne indossavano delle sovragonne chiamate salvaguardia sopra gli abiti da caccia o in caso di viaggio su strade polverose. In caso di brutto tempo si indossavano dei mantelli con cappuccio. Anche i mantelli semplici erano ad ogni modo molto popolari, in particolare in luoghi dai climi rigidi.
Solitamente o mantelli avevano una lunghezza pari ai 3/4 del corpo ma esistevano anche modelli più lunghi, adatti ai viaggi o allo stile personale che potevano quindi apportare modifiche come ad esempio un collo alto, un collo rivoltato o l'assenza di collare, o addirittura la presenza di maniche. I mantelli francesi erano particolarmente decorati, come del resto quelli spagnoli.

### Accessori
La moda di vestire o portare parti dell'abito di pelle di colore nero o martora si diffuse dall'Inghilterra in Europa continentale durante questo periodo; gli storici del costume chiamano questi accessori "zibellini". Gli zibellini potevano essere indossati integralmente, magari con occhi ingioiellati. La regina Elisabetta I d'Inghilterra si sa che ne ricevette uno prezioso come dono per il nuovo anno 1584. I guanti, realizzati in cuoio profumato, avevano spesso pizzi ricamati alla base. Si fecero strada in questo periodo anche i primi ventagli di concezione moderna, rimpiazzando gli antichi ventagli di piume di struzzo.
I gioielli erano popolari presso le classi più agiate. Collane in oro o in argento erano completate spesso da oggetti in vetro colorato, gemme, broches o fiori. Le cinture si distinsero come un oggetto sorprendente in quanto erano utilizzate sia come oggetto di moda che per funzioni pratiche. Le classi meno abbienti le indossavano come portaoggetti, mentre le classi più elevate le usavano come accessorio, magari ingioiellandole. Anche le sciarpe presero piede perché utili in diversi settori: potevano essere portate avvolte attorno al capo per proteggere la pelle e farle mantenere il classico colorito biancastro che tanto andava di moda all'epoca, oppure per proteggere l'area del collo e della testa nei giorni più freddi. Per questo motivo potevano essere realizzate nei materiali più diversi, dalla lana alla seta.
In viaggio, le nobildonne erano solite utilizzare anche una particolare maschera ovale di velluto nero per proteggere la pelle dal sole.

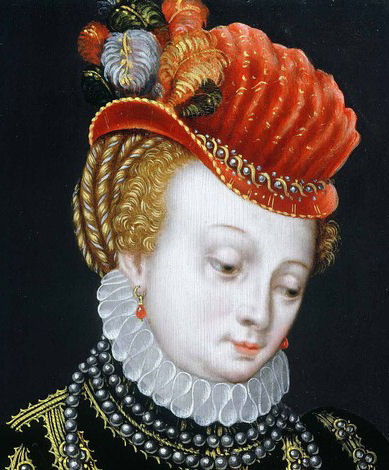
Capelli ricci, acconciati alla moda di fine Cinquecento

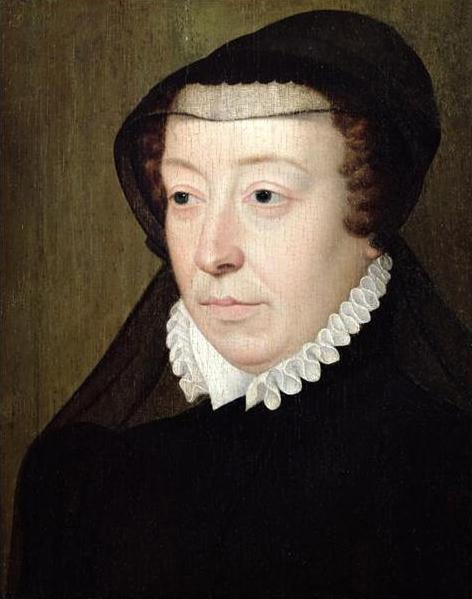
Caterina de' Medici in abiti vedovili con velo. Dopo il 1559.

### Acconciature e copricapi
Le donne sposate o promesse spose erano solite coprirsi i capelli come nei periodi precedenti. Poco dopo la metà del Cinquecento, l'acconciatura più diffusa per le signore consisteva nella divisione dei capelli in centro e abbondanza sui lati. Successivamente si iniziò ad arricciare la parte frontale dei capelli e a tenere la fronte alta. Parrucche e primitive extensions venivano utilizzate per modificare facilmente la propria acconciatura.

Sul capo poteva essere portata anche una cuffia di lino, in particolare se sopra si indossavano capelli o cappucci ed in particolare nei Paesi Bassi ed in Inghilterra. Continuarono ad essere utilizzati in questo periodo anche reticelle e pizzi per i capelli. Solitamente le donne che rimanevano vedove abbinavano al loro abito per l'occasione anche un velo nero da portare sul capo.

### Trucco
Lo standard di bellezza per le donne dell'epoca era, sul modello inglese della regina Elisabetta I, il mantenimento di una pelle particolarmente chiara (sino al bianco) o i capelli rossi naturali, guance e labbra rosse. Questo stile si diffuse in particolare nell'alta società inglese per contrastare anche attraverso la moda la naturale ostilità col regno di Spagna, dove le donne avevano per natura un colorito più scuro dei capelli, mediterraneo.
Per raggiungere queste tinte, ovviamente, le donne ricorrevano spesso a dei trucchi da applicare sulla pelle e sul capo. Questo cosmetico era noto col nome di cerone veneziano ed era composto da polvere di piombo e da aceto. Il primo ingrediente, per quanto fosse particolarmente coprente, era in realtà molto dannoso per la salute e infatti non erano infrequenti gli avvelenamenti da piombo. Altri ingredienti usati per la cosmesi erano lo zolfo, l'allume e la cenere.
La cocciniglia ed il vermiglione erano utilizzate invece per tingere di rosso. Il kajal era utilizzato per evidenziare l'area degli occhi e delle sopracciglia.

### Galleria di stile di metà Cinquecento

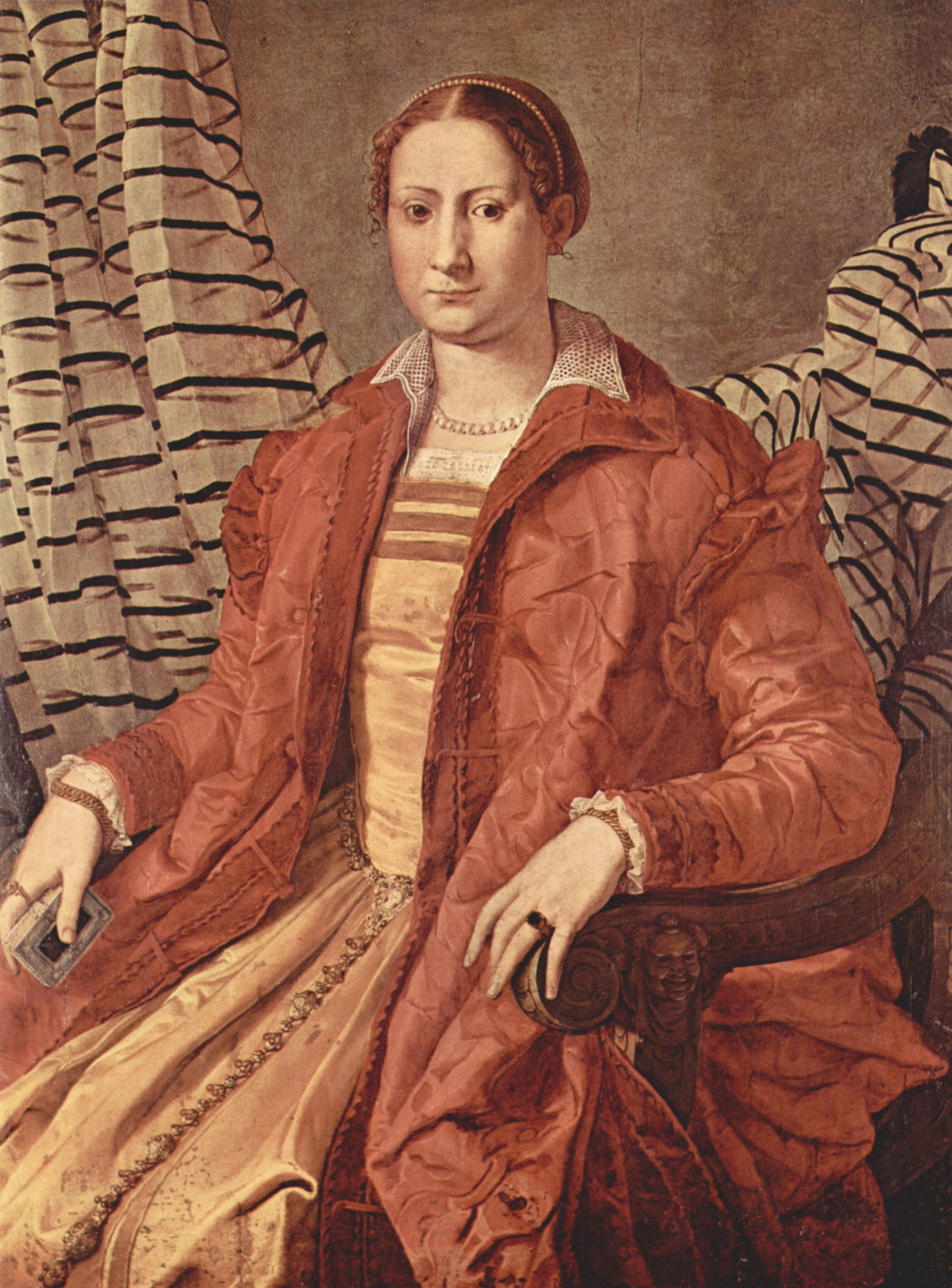
1 – 1550–55
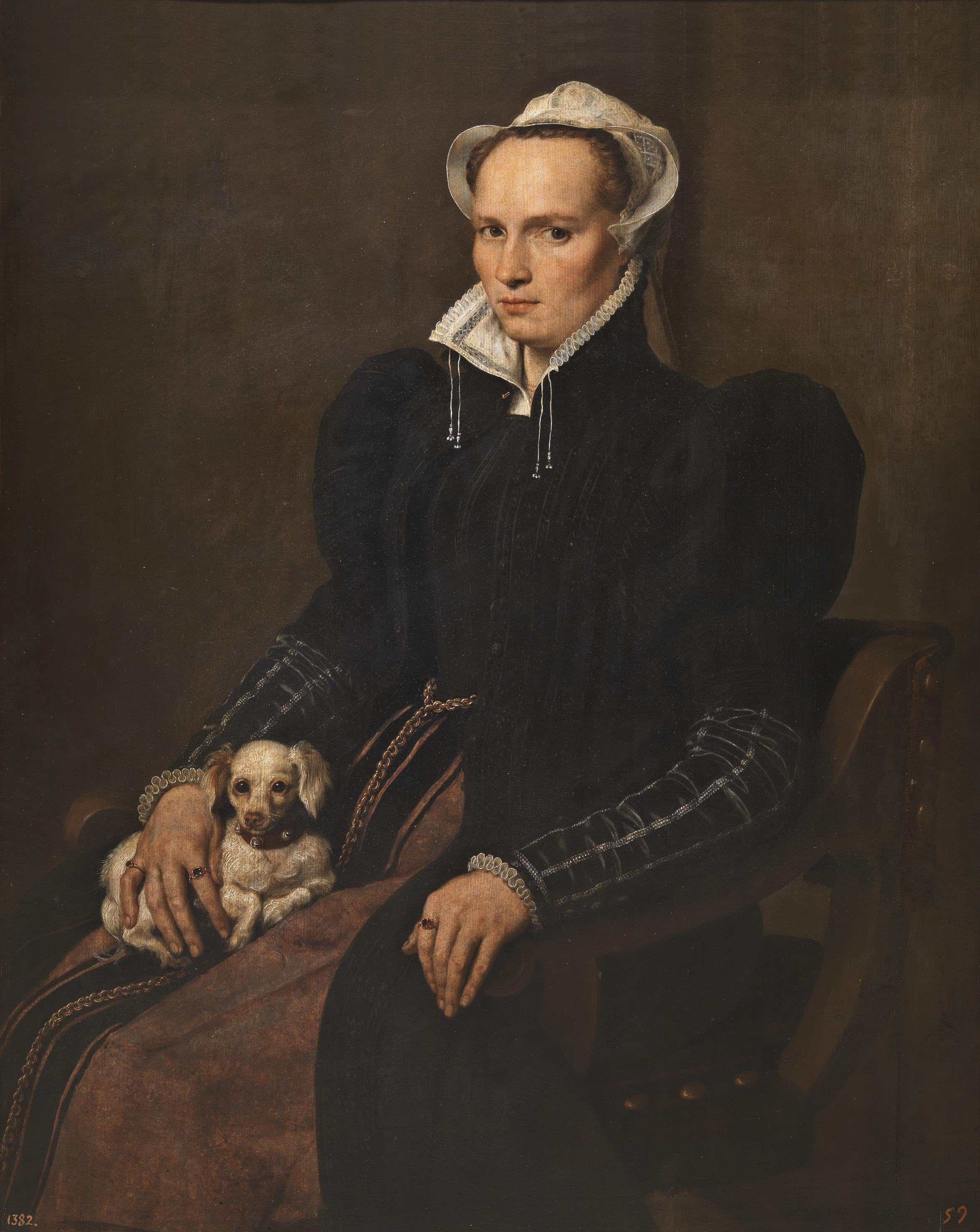
2 – 1554
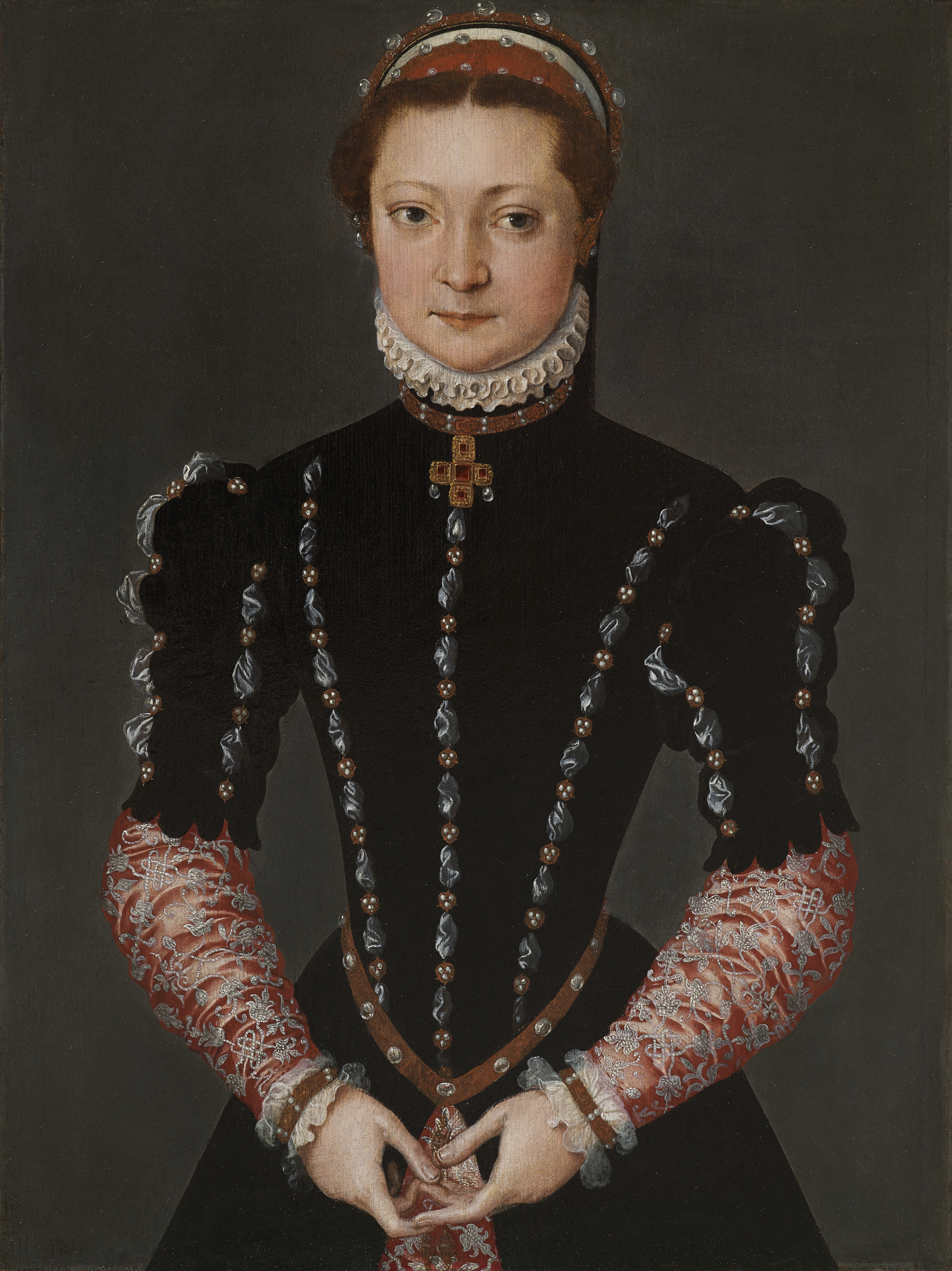
3 – 1554
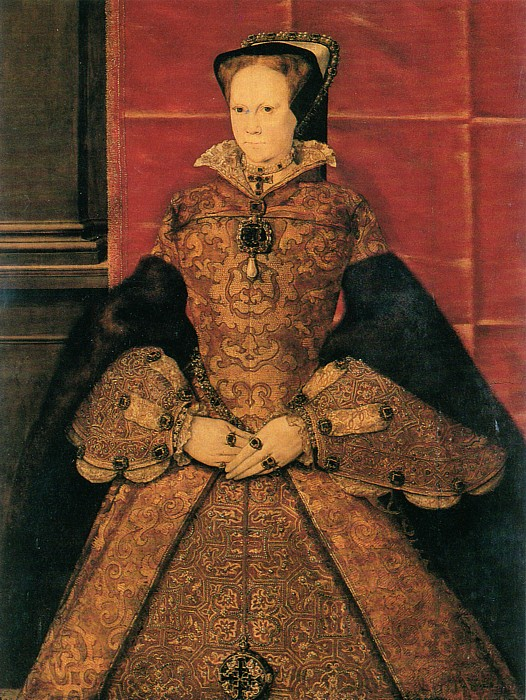
4 – 1554
5 – 1555
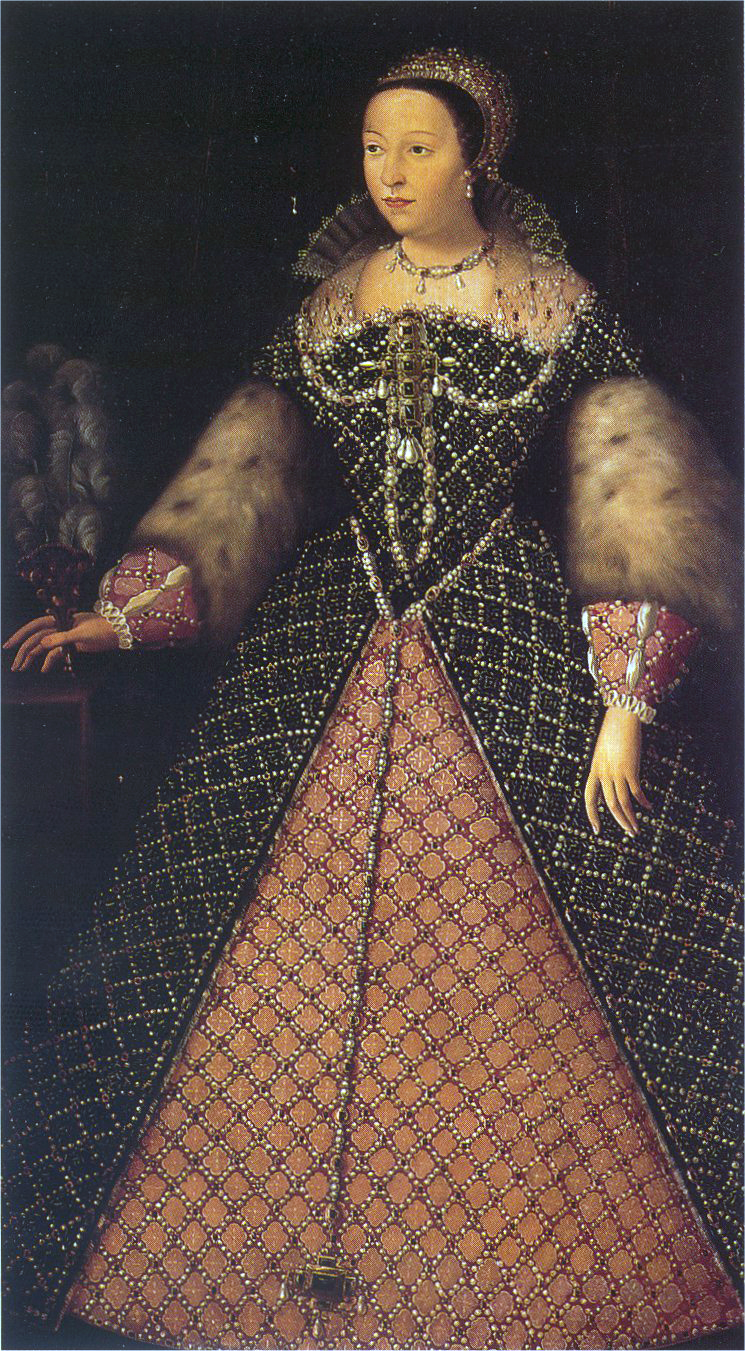
6 – c. 1555
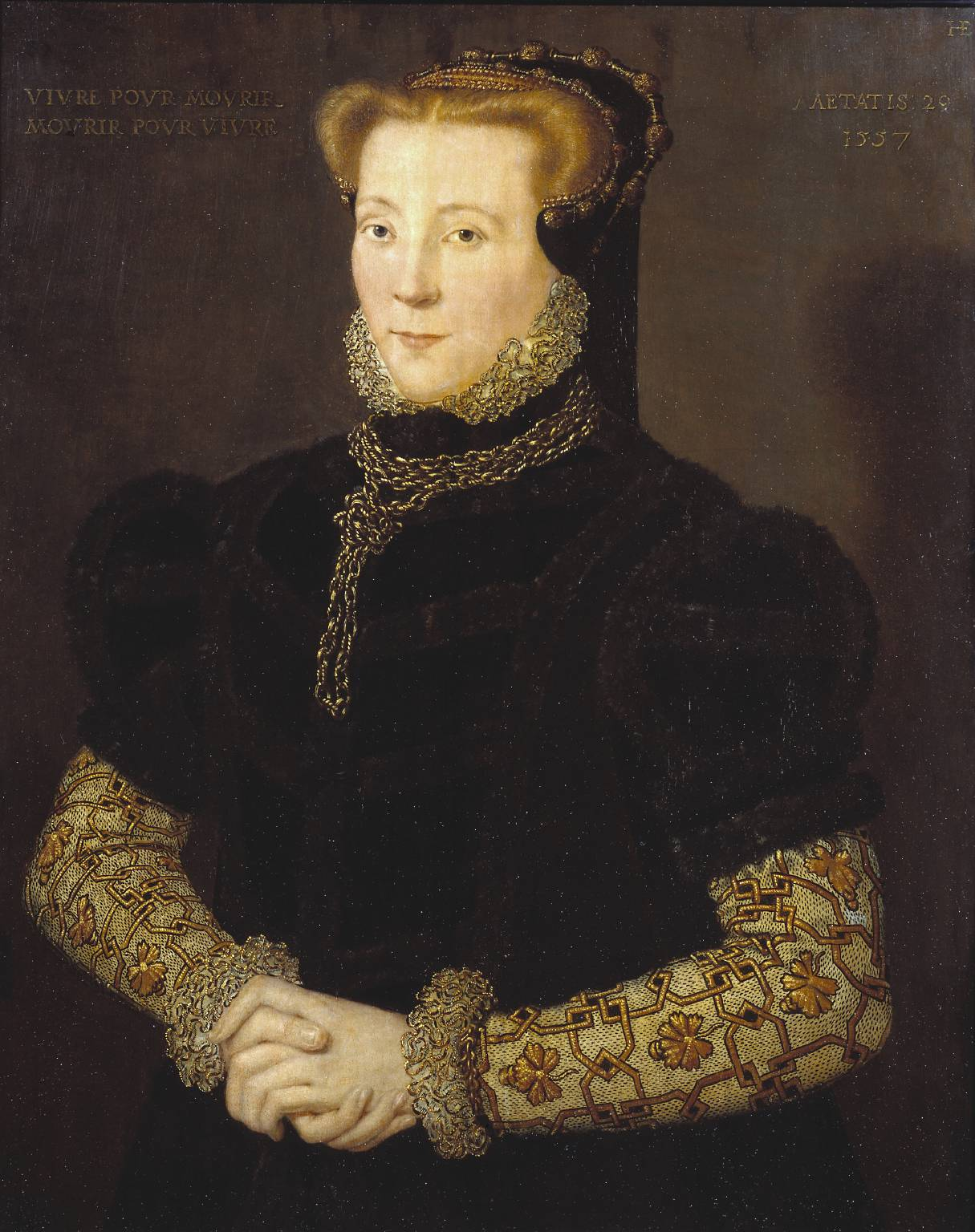
7 – 1557
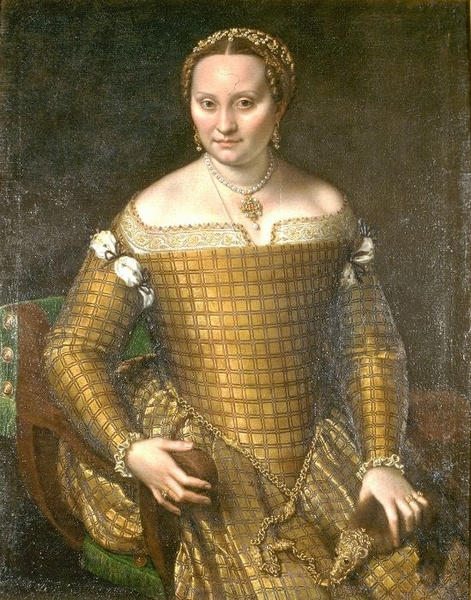
8 – 1557
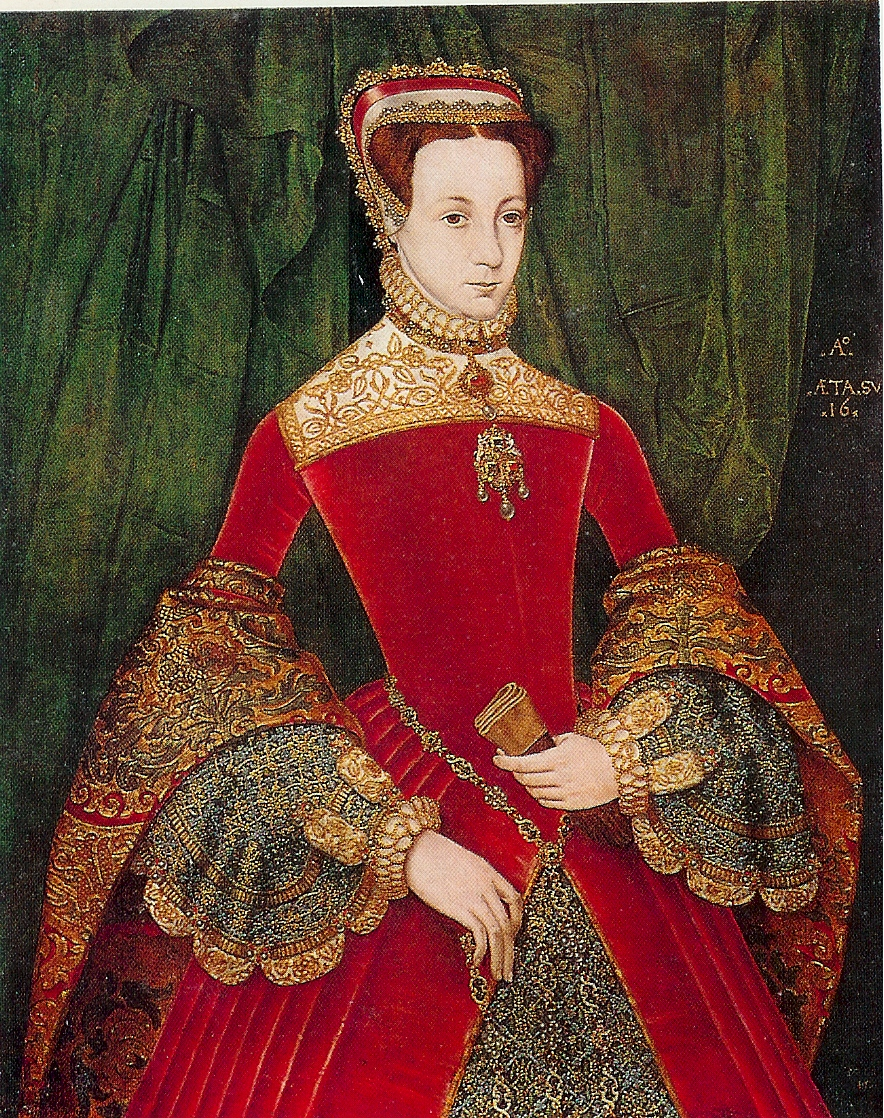
9 - 1557
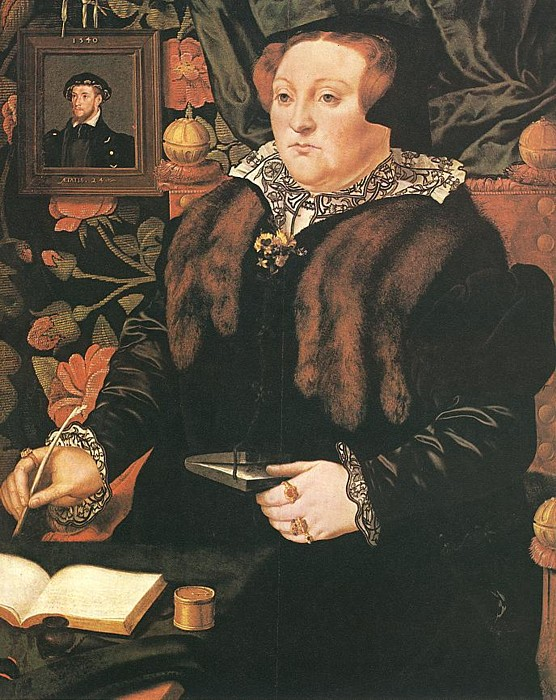
10 – 1555–58

1. Moda fiorentina di metà Cinquecento con gonne larghe in seta e un partlet aperto.
2. Moda olandese del 1554: una gonna nera con maniche a sbuffo portata sopra un corpetto nero e una gonna grigia con ricami neri.
3. Moda olandese del 1554: abito di stile spagnolo, pizzato di seta bianca e bottoni d'oro con ampie maniche ricamate. I capelli sono coperti con un pizzo francese al posto della tradizionale cuffia, ornato con perle.
4. Maria I d'Inghilterra indossa una gonna in fili d'oro con maniche "a trombetta" rifinite in pelo; 1554..
5. La dama in bianco del Tiziano illustra la moda veneziana del 1555.
6. Caterina de' Medici con un abito con maniche "a trombetta", c. 1555.
7. Donna sconosciuta che indossa una gonna scura e una collana ad anelli. Inghilterra, 1557.
8. Bianca Ponzoni Anguissola indossa una gonna color oro e una camicia con decorazioni in oro ricamate attorno al collo. Indossa anche uno zibellino attaccato ad una catena d'oro. Lombardia, 1557.
9. Mary Howard, duchessa di Norfolk indossa un abito di velluto rosso con maniche "a trombetta" con decorazioni a ricamo in oro, 1557.
10. La vedova Mary Nevill, baronessa Dacre indossa una gonna nera (probabilmente di velluto) con delle maniche di satin nero. Il collo e la camicia sono ornati con ricami in nero e uno scialle nero a mo' di tippet sulle spalle, fine degli anni '50 del Cinquecento.[37]

### Galleria di stile anni '60 del Cinquecento

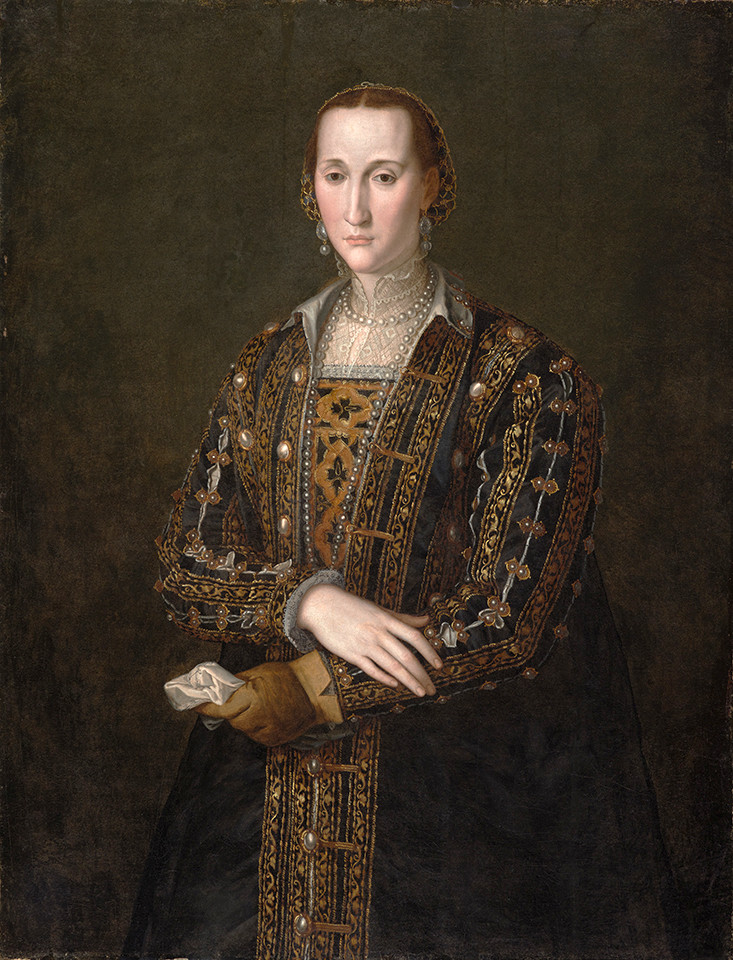
1 – 1560
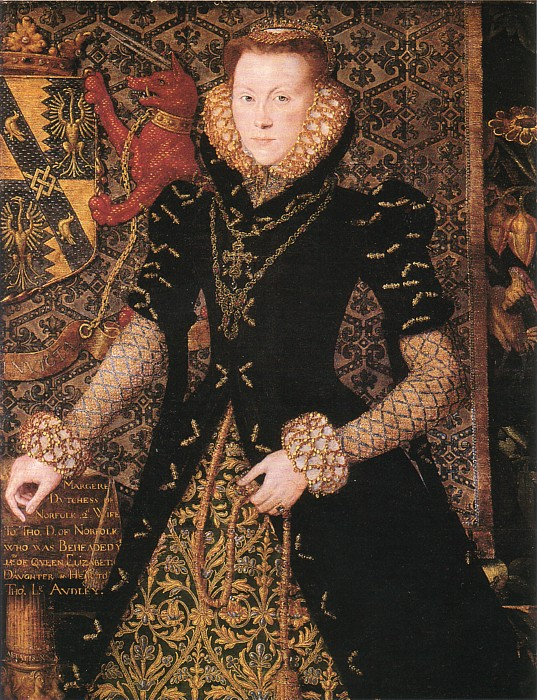
2 – 1562
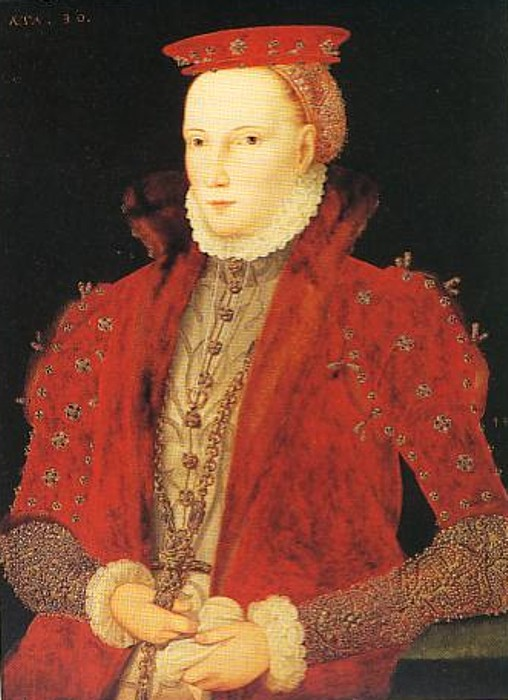
3 – 1563
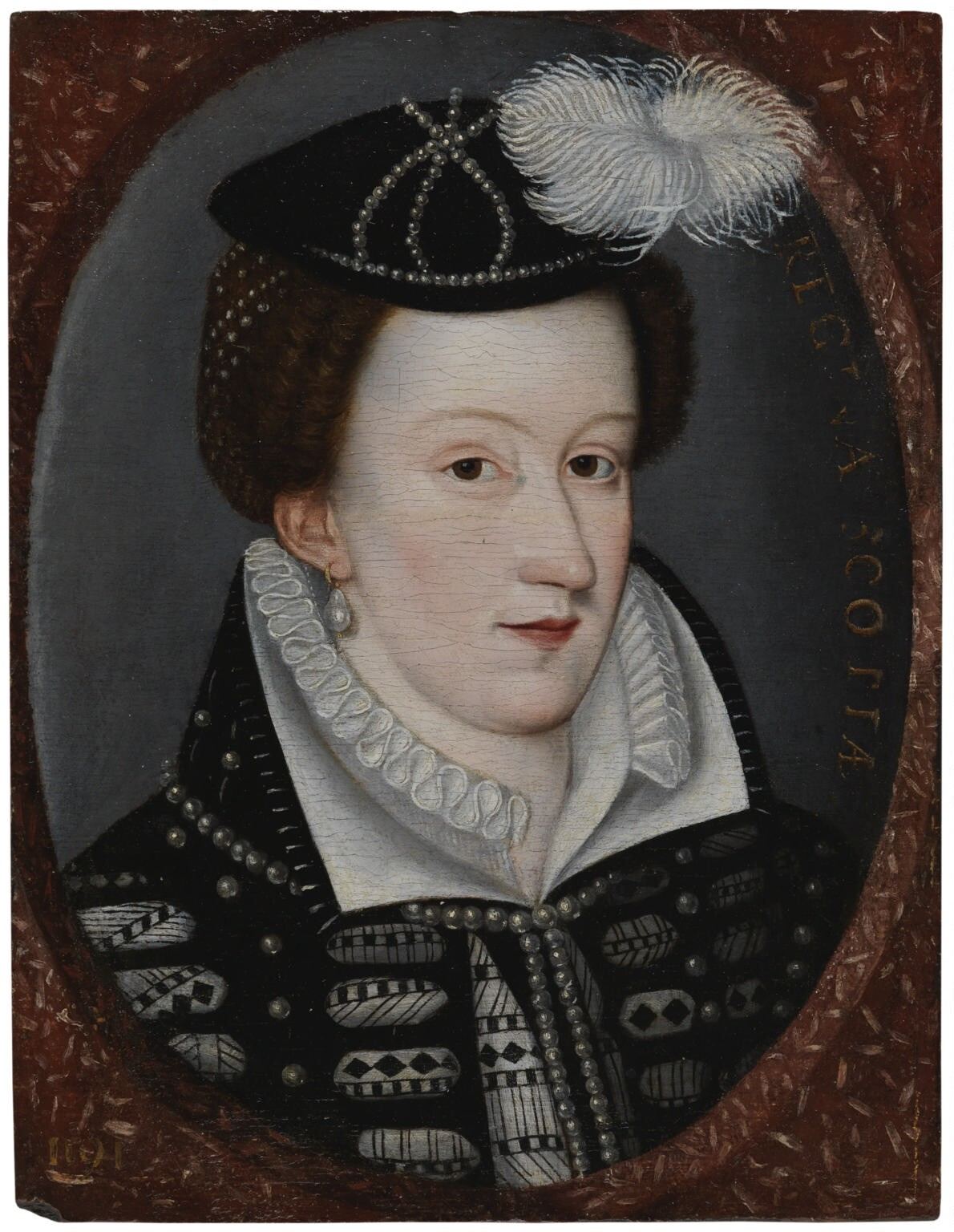
4 – Anni '60 del Cinquecento
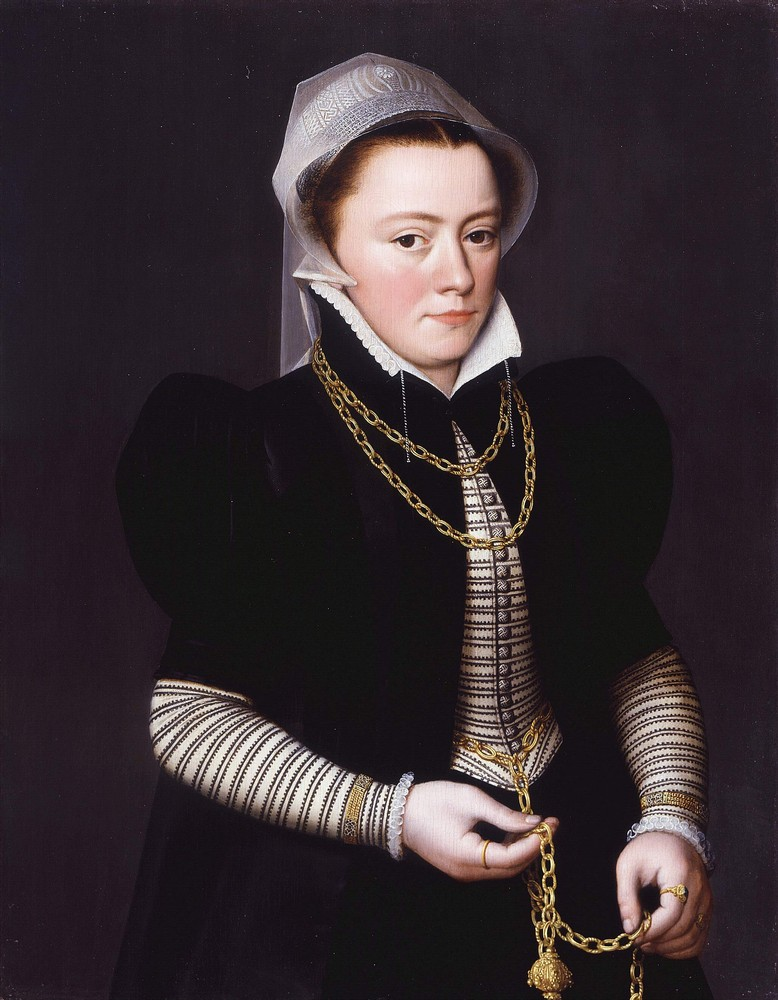
5 – 1560–65
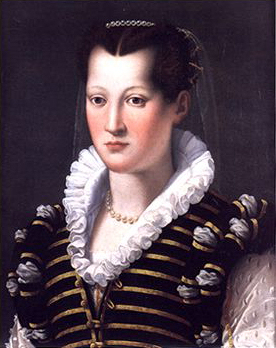
6 - 1560–65
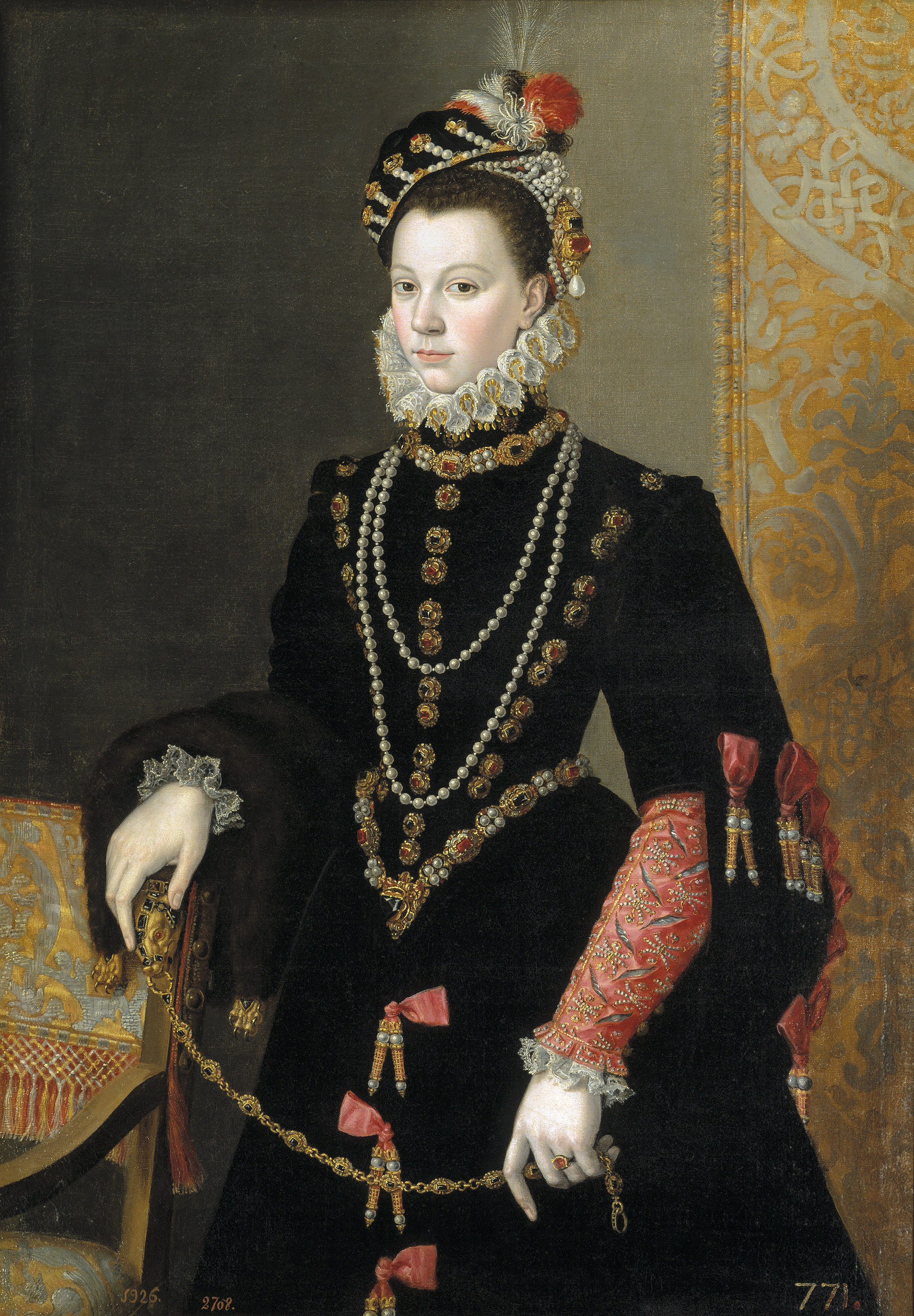
7 – Anni '60 del Cinquecento
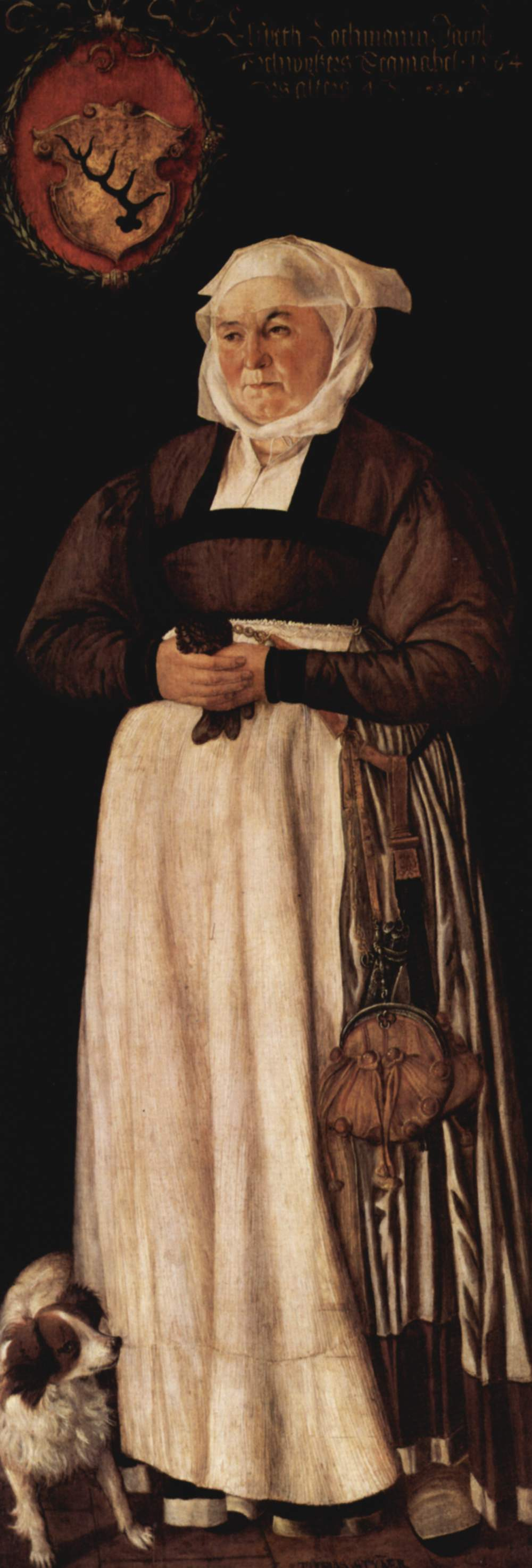
8 – 1564
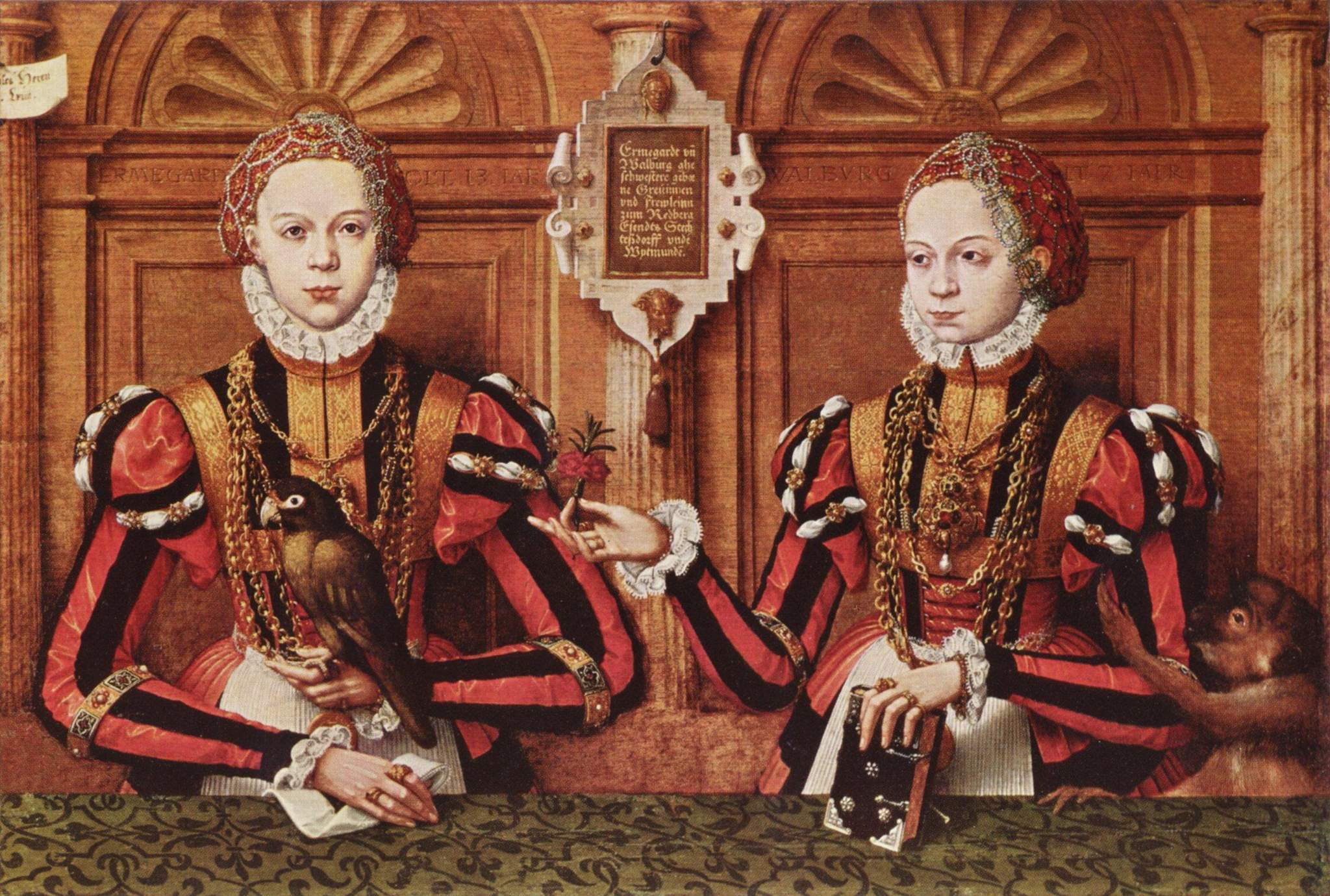
9 – 1564

1. Eleonora di Toledo indossa un abito nero con ricami anche sul partlet. Indossa anche dei guanti di colore marrone. 1560.
2. Margaret Audley, duchessa di Norfolk indossa un abito col collo alto. Sotto di questo indossa un corpetto a collo alto, una sottoveste, una sottogonna e decorazioni ricamate, 1562.
3. Il ritratto Gripsholm, raffigurante forse Elisabetta I, mostra la figura con un abito rosso con rifiniture in pelliccia.
4. Maria di Scozia indossa un collare aperto alla francese sotto un abito nero. Il copricapo, di colore nero, è decorato con perle ed è portato sopra una calotta che ne tiene i capelli. Anni '60 del Cinquecento.
5. Donna sconosciuta che tiene tra le mani un pomander, vestita di un abito nero con maniche a sbuffo. 1560–65.
6. Isabella de' Medici in abito con bottoni d'oro e nastri. Una doppia fila di imbottitura è presente sulle spalle; 1560–65.
7. Isabella di Valois, regina di Spagna in un severo abito di moda spagnola. Il collo dell'abito è particolarmente alto e ovunque vi sono dei gioielli sull'abito ed al collo.
8. Ritratto di Elsbeth Lochmann in stile modesto tedesco: la donna appare con una sottoveste di colore chiaro con sopra un abito di colore più scuro. Alla cintura porta una borsa elaborata e sul capo indossa il velo. 1564.
9. Le sorelle Ermengard e Walburg von Rietberg indossano abiti di fattura tedesca con maniche a sbuffo ed a collo alto con ricami in oro, gioielli e calotte a reticella ingioiellate. 1564.

### Galleria di stile anni '70 del Cinquecento

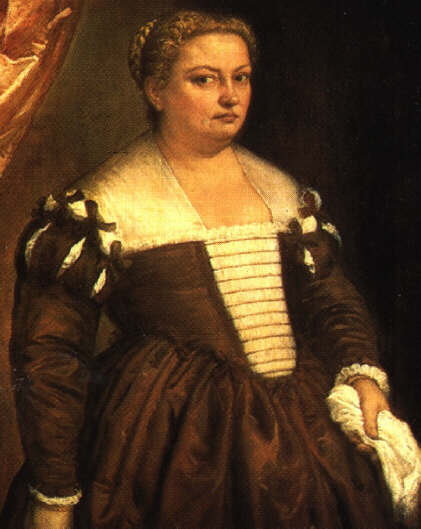
1 – 1570
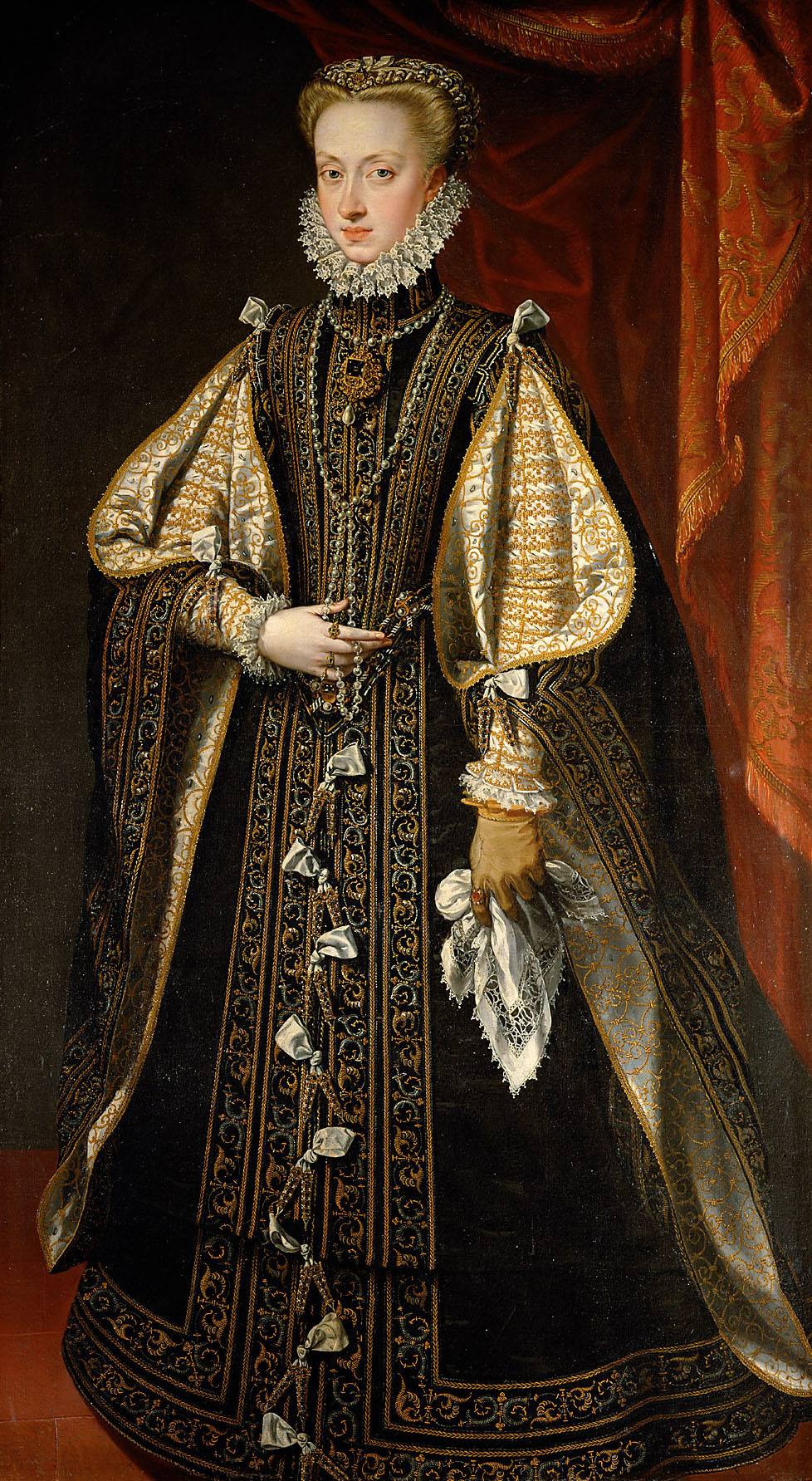
2 - 1571
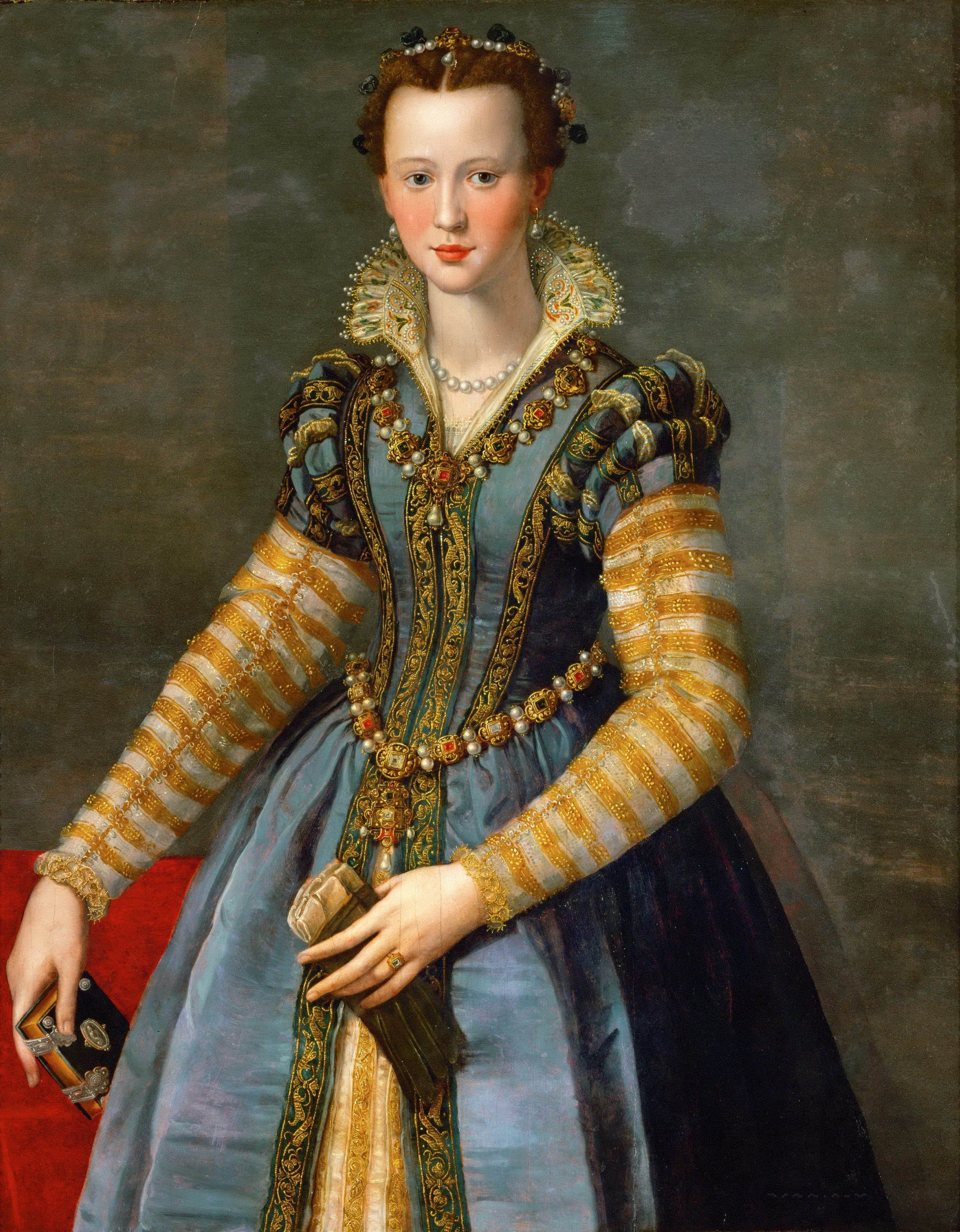
3 – 1571
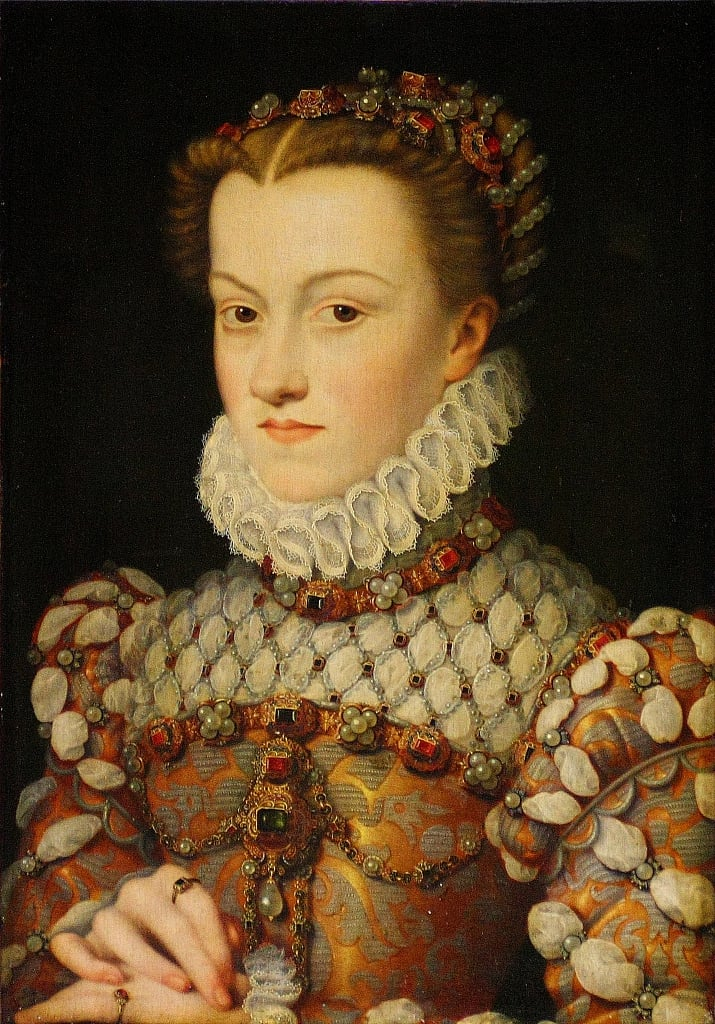
4 – 1571
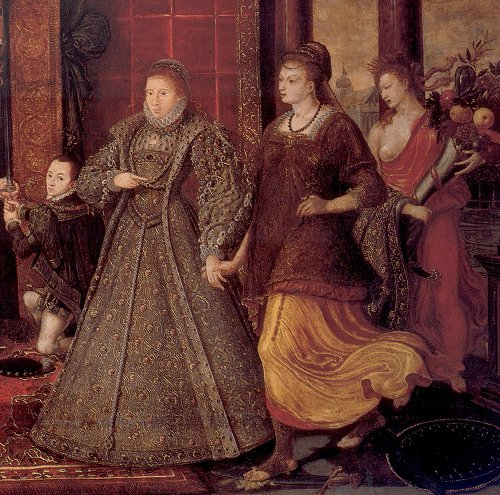
5 – c. 1572
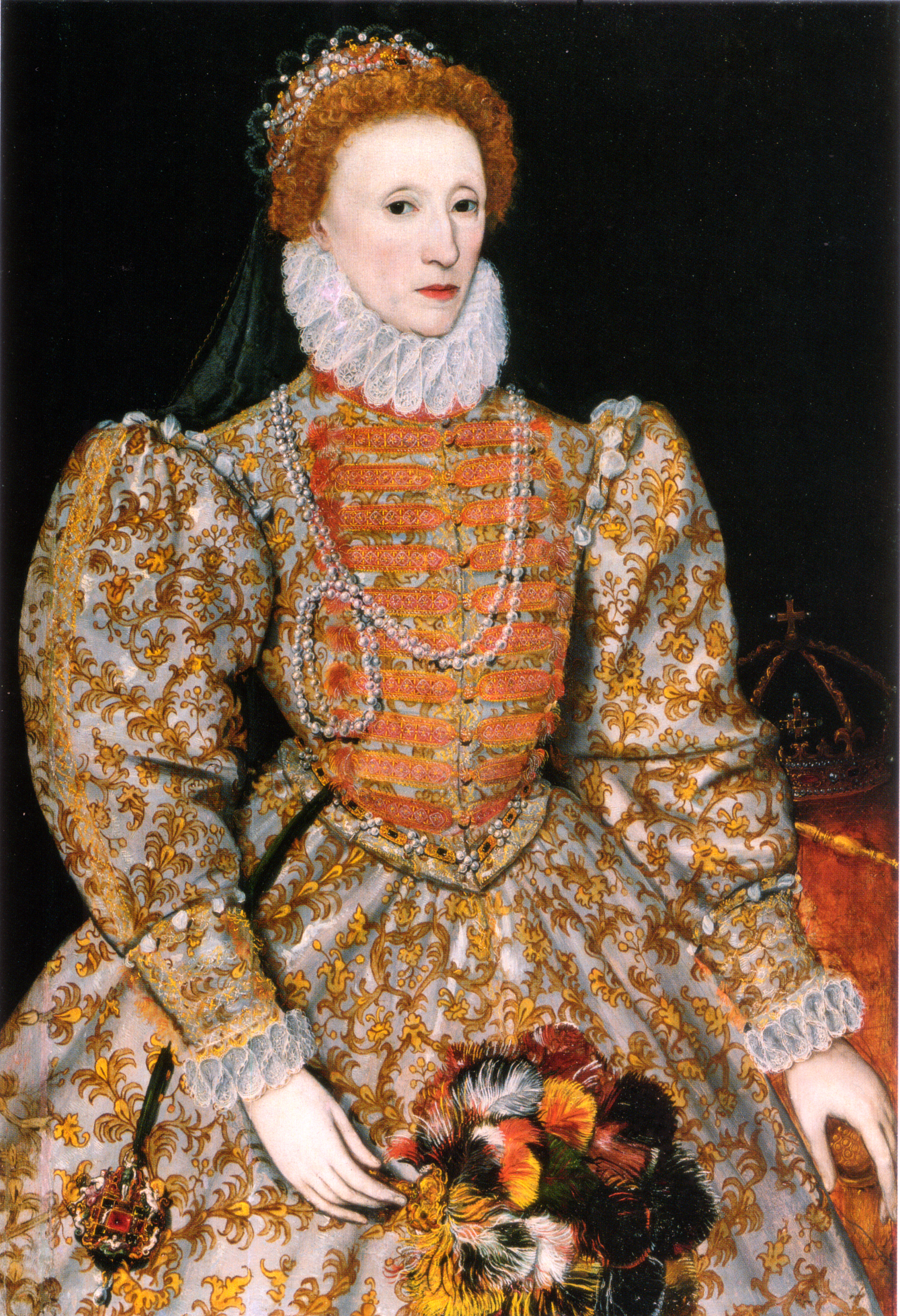
6 – c. 1575
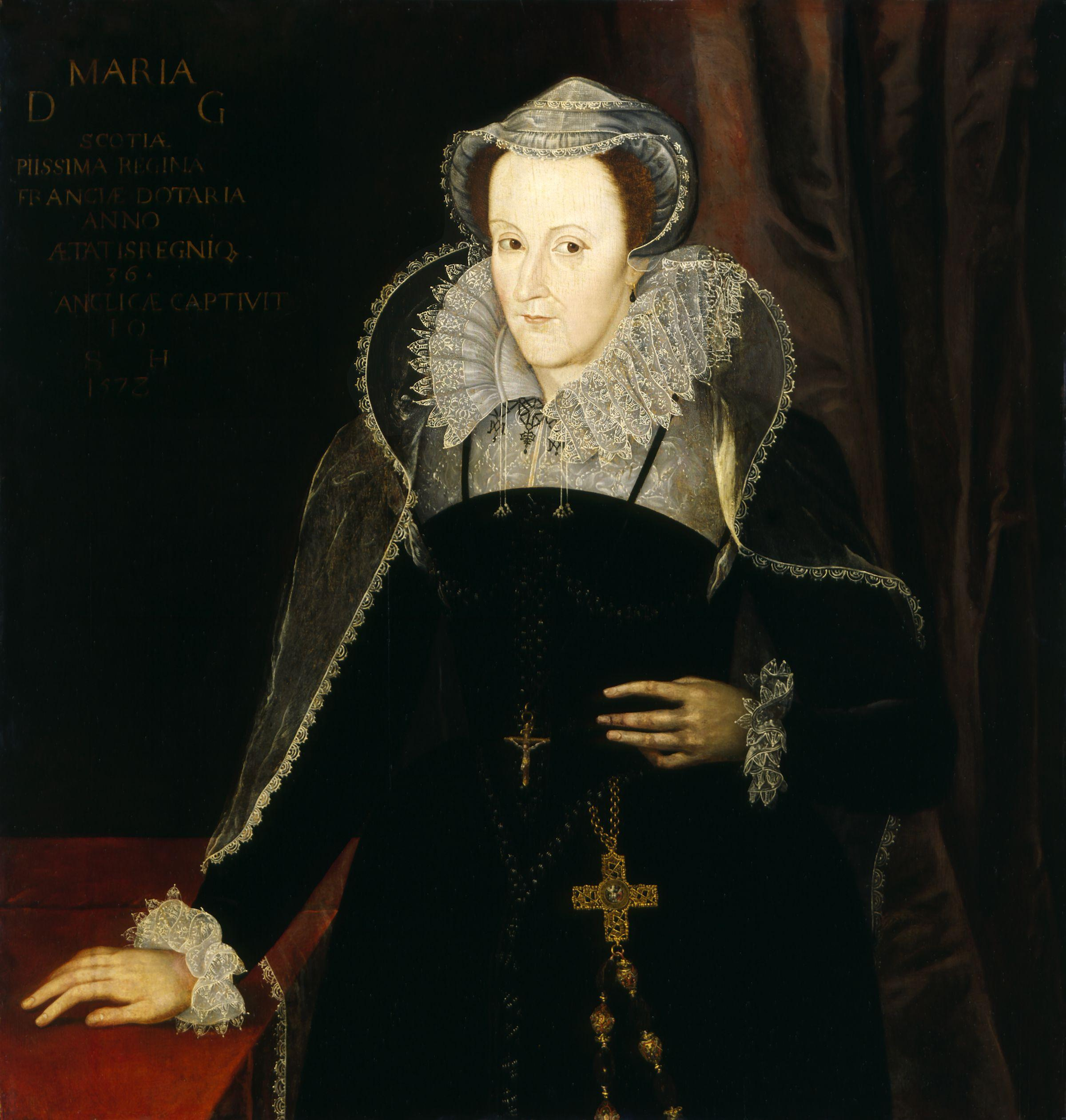
7 – c. 1578
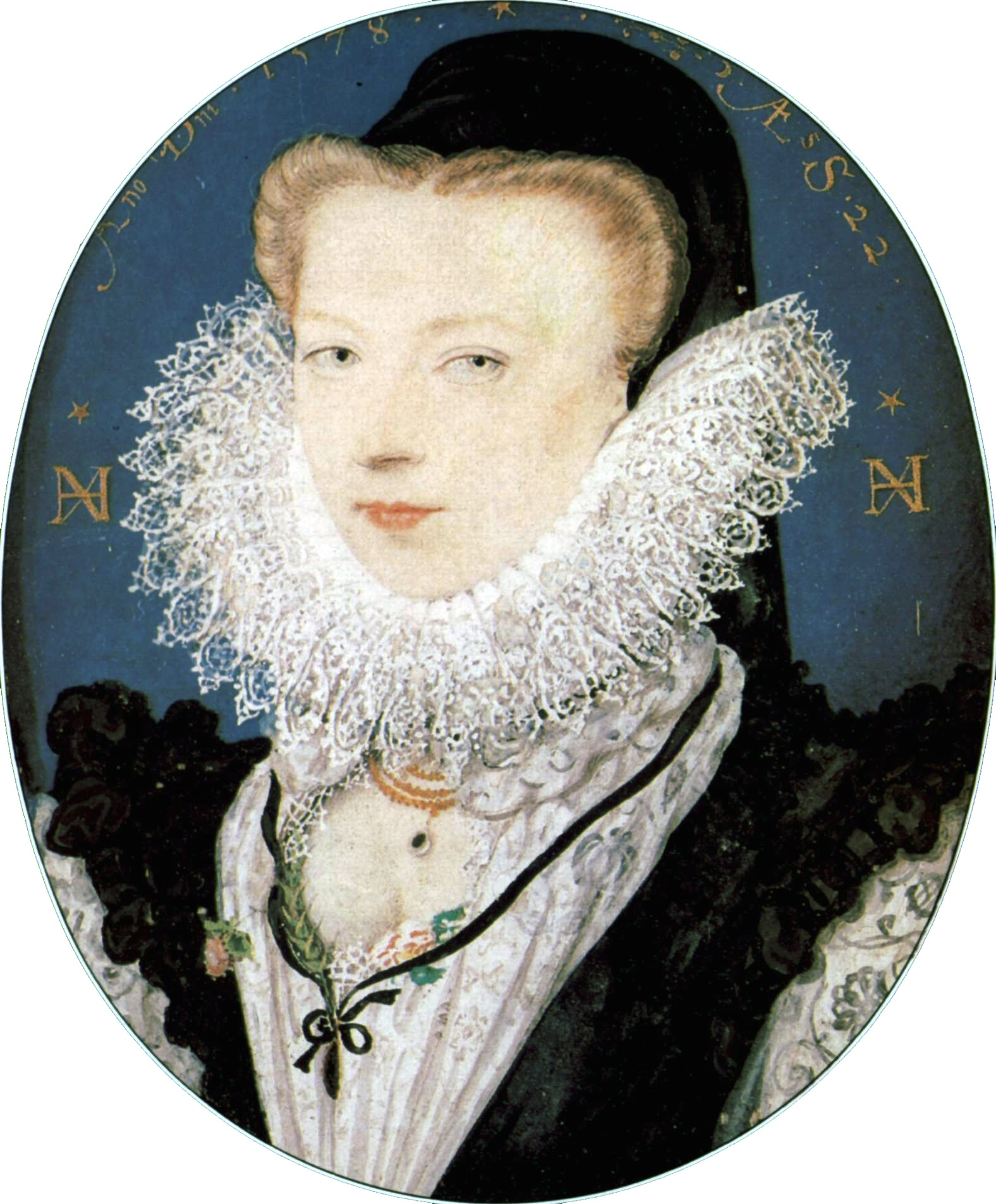
8 – 1578
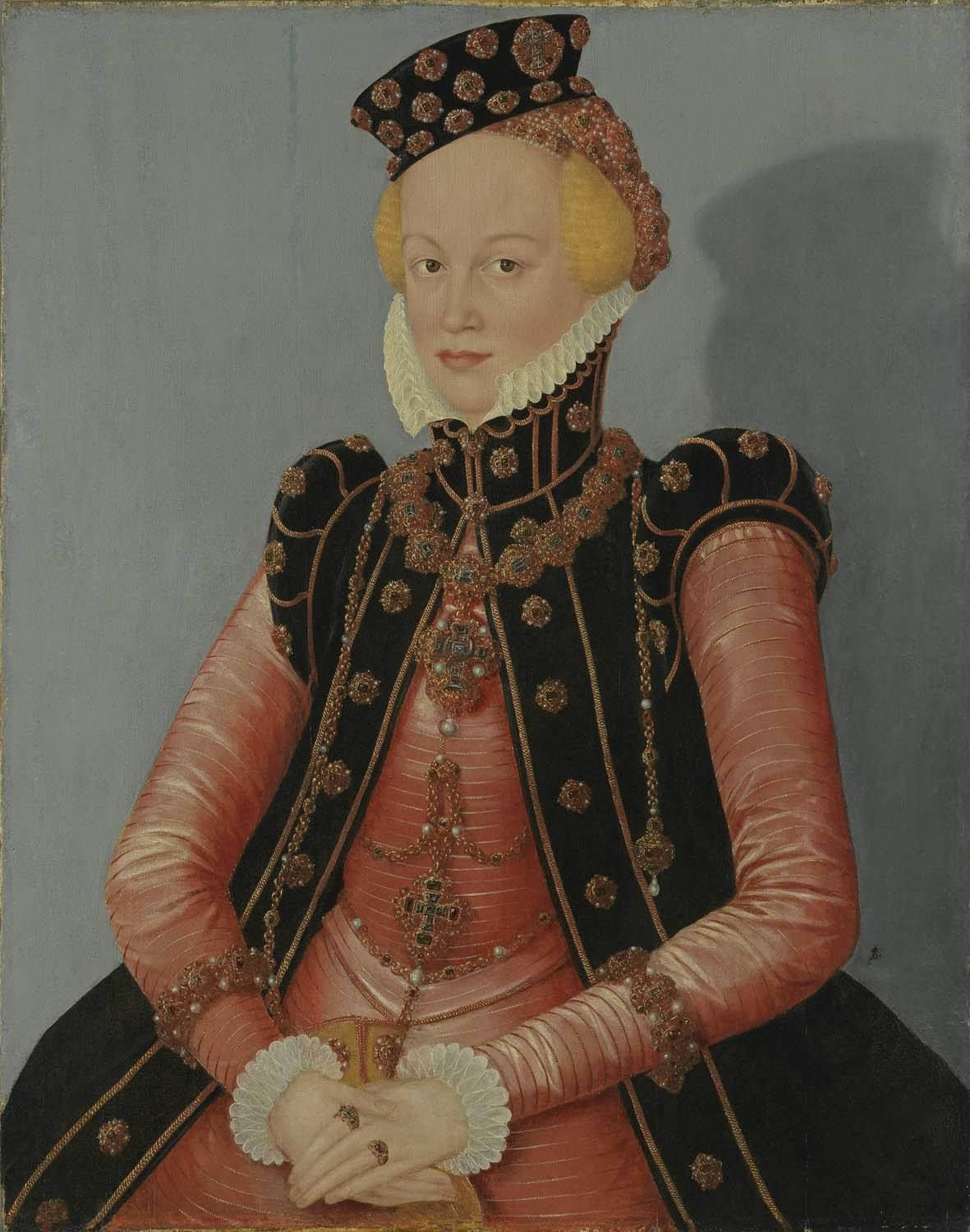
9 – 1579

1. Le allacciature orizzontali di una pettorina e di una camicia aperta sono caratteristiche della moda veneziana della seconda metà del Cinquecento. La gonna è alta fino ai fianchi.
2. La regina consorte di Spagna, Anna d'Austria in un ritratto di Alonso Sánchez Coello indossa un abito di moda spagnola, 1571.
3. Eleonora di Toledo a Firenze, indossa un abito blu con finiture in oro e maniche strette a trama orizzontale. 1571.
4. Elisabetta d'Austria è raffigurata dal pittore francese François Clouet in un abito di broccato con un partlet ingioiellato, 1571.
5. In questo dipinto allegorico del 1572, Elisabetta I indossa un abito aderente con maniche a sbuffo, particolarmente elaborato, e una camicia con pizzo ad alto collo.
6. Elisabetta I indossa un doppiopetto ricamato con una sottoveste abbinata. Janet Arnold ha suggerito come l'abito potesse essere di foggia polacca (simile ai modelli "alla ussara" indossati nel XIX secolo).
7. Maria, regina di Scozia, durante la prigionia indossò abiti di stile francese: il pizzo al collo, aperto sul davanti, riprende il velo utilizzato sul capo.
8. Miniatura di Nicholas Hilliard di sua moglie Alice che indossa un partlet aperto e un collo alto di pizzo. 1578.
9. Moda tedesca: Margherita Elisabetta di Ansbach-Bayreuth indossa un abito scuro a collare alto sopra un doppiopetto rosso-rosa con maniche in tinta. Indossa inoltre un cappellino scuro.

### Galleria di stile anni '80 del Cinquecento

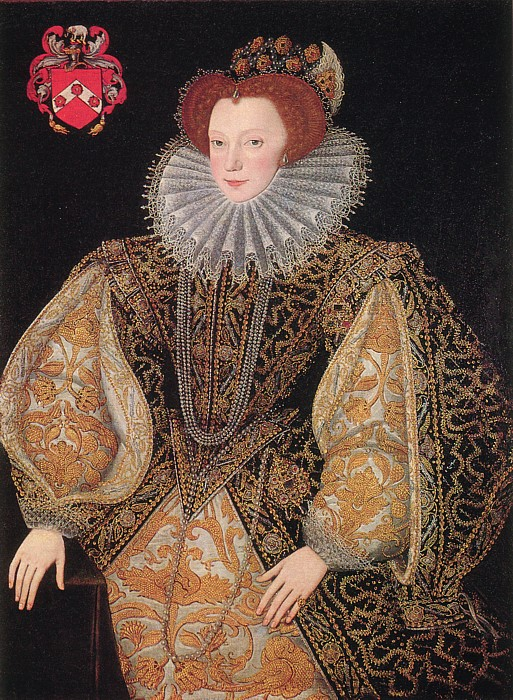
1 – 1580s
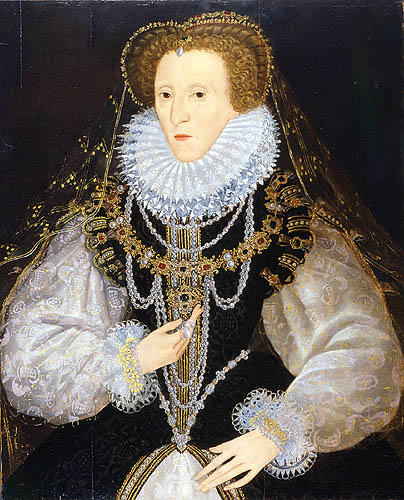
2 – Anni '80 del Cinquecento
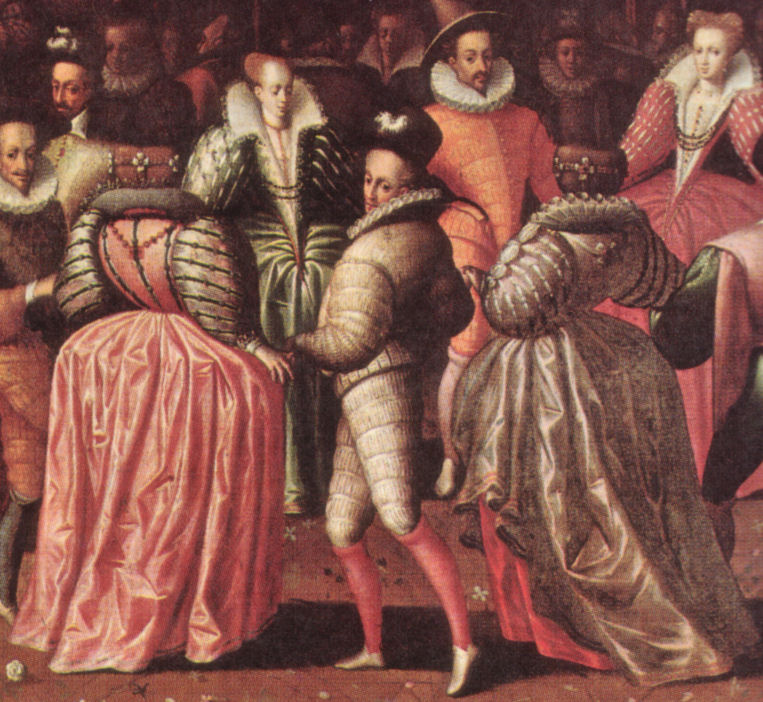
3 – Anni '80 del Cinquecento
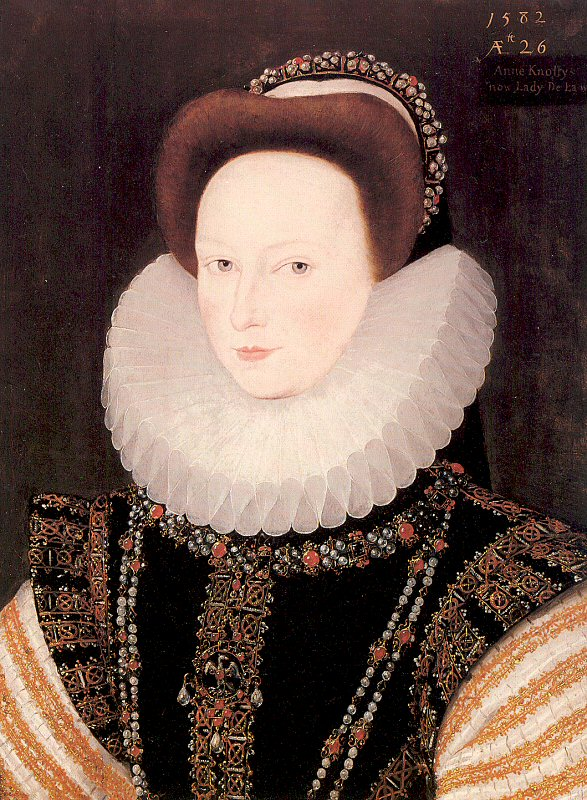
4 – 1582
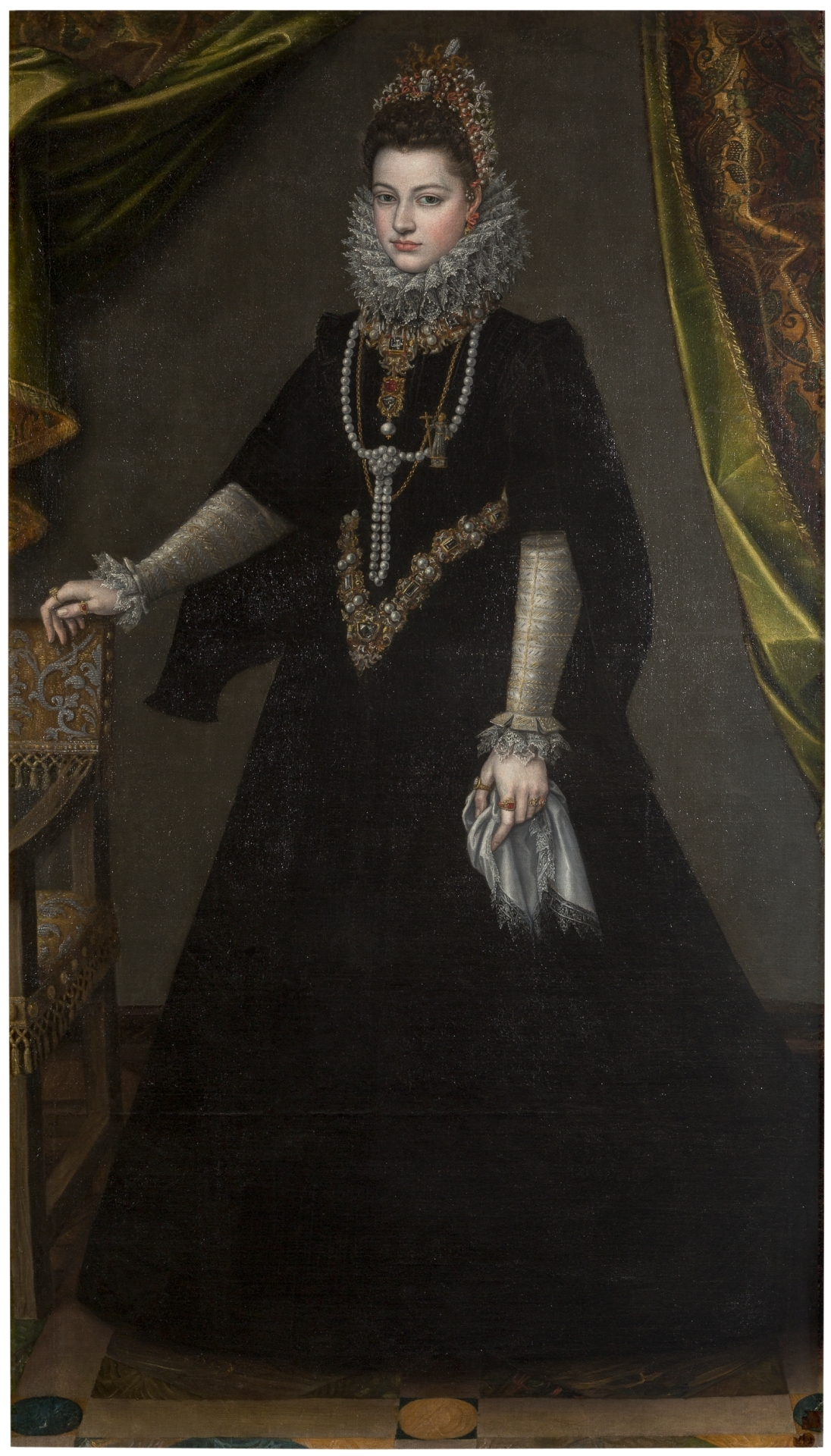
5 – c. 1584
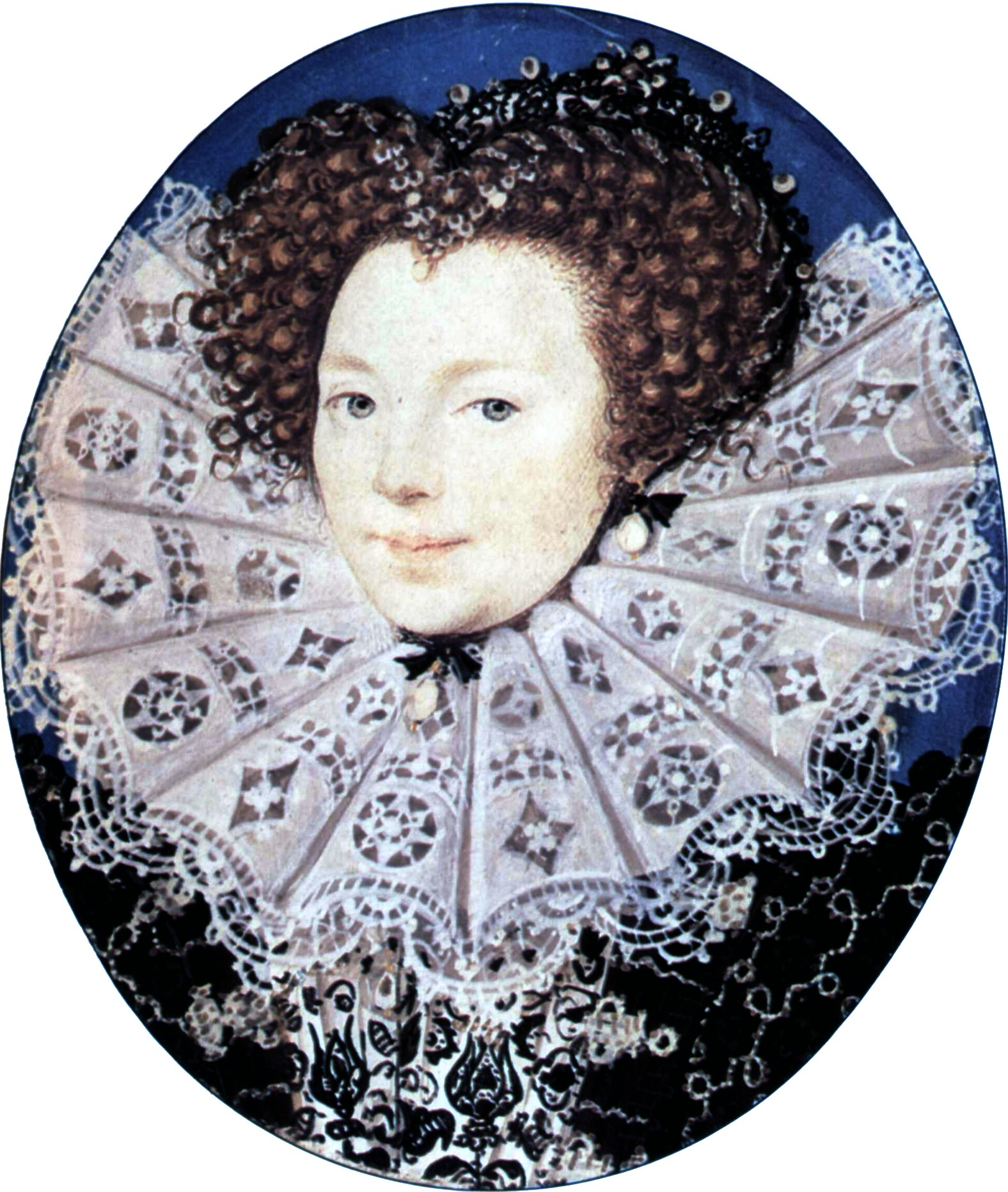
6 – 1585–90
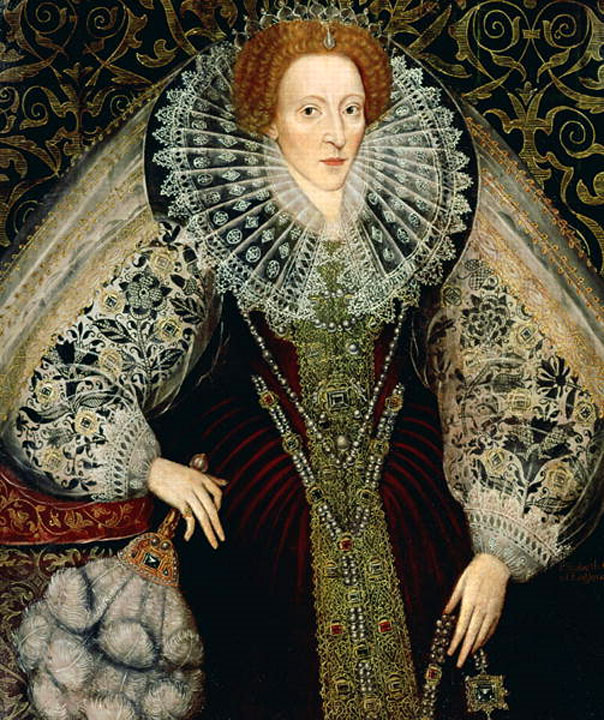
7 – 1585–90
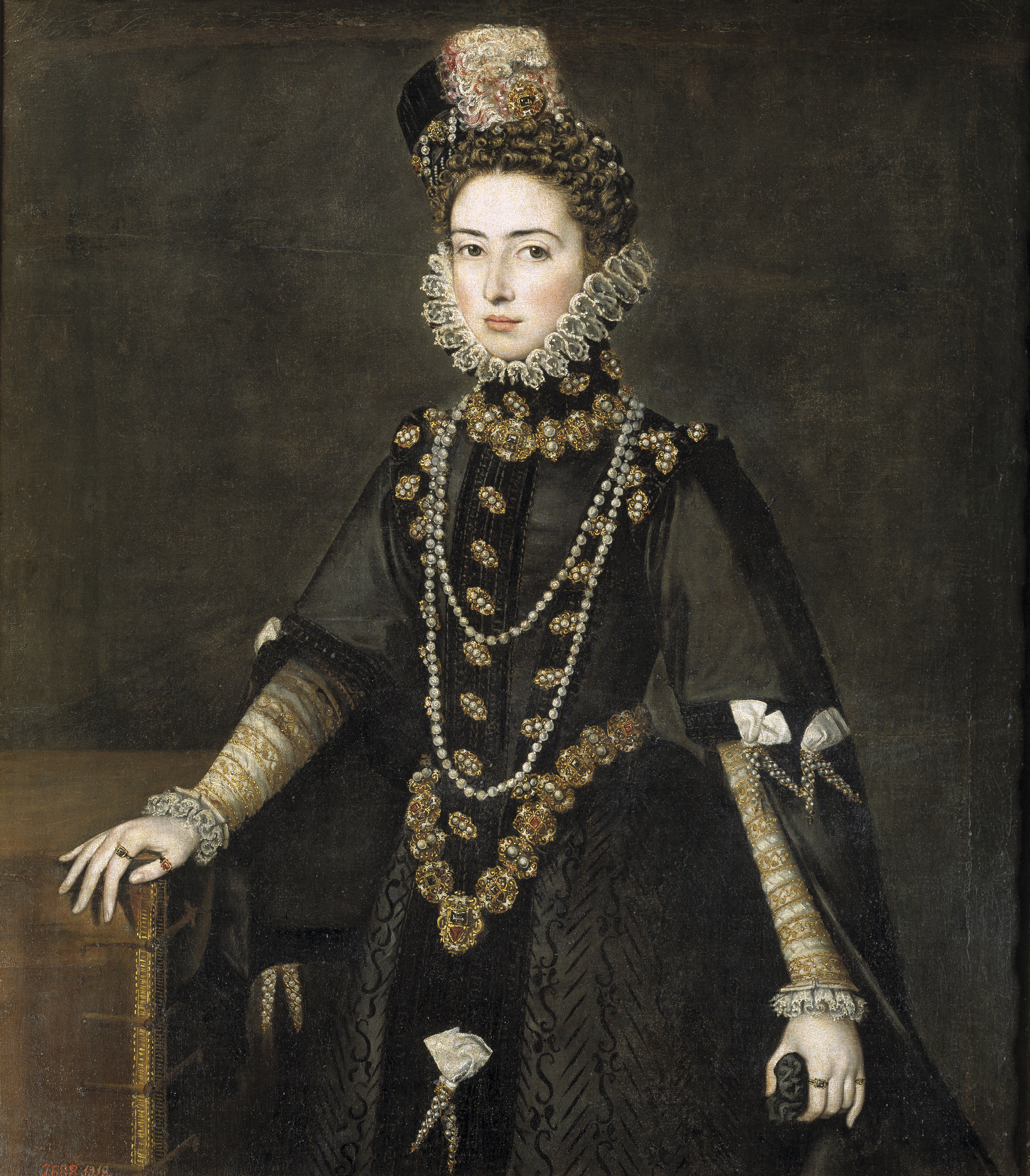
8 – 1585
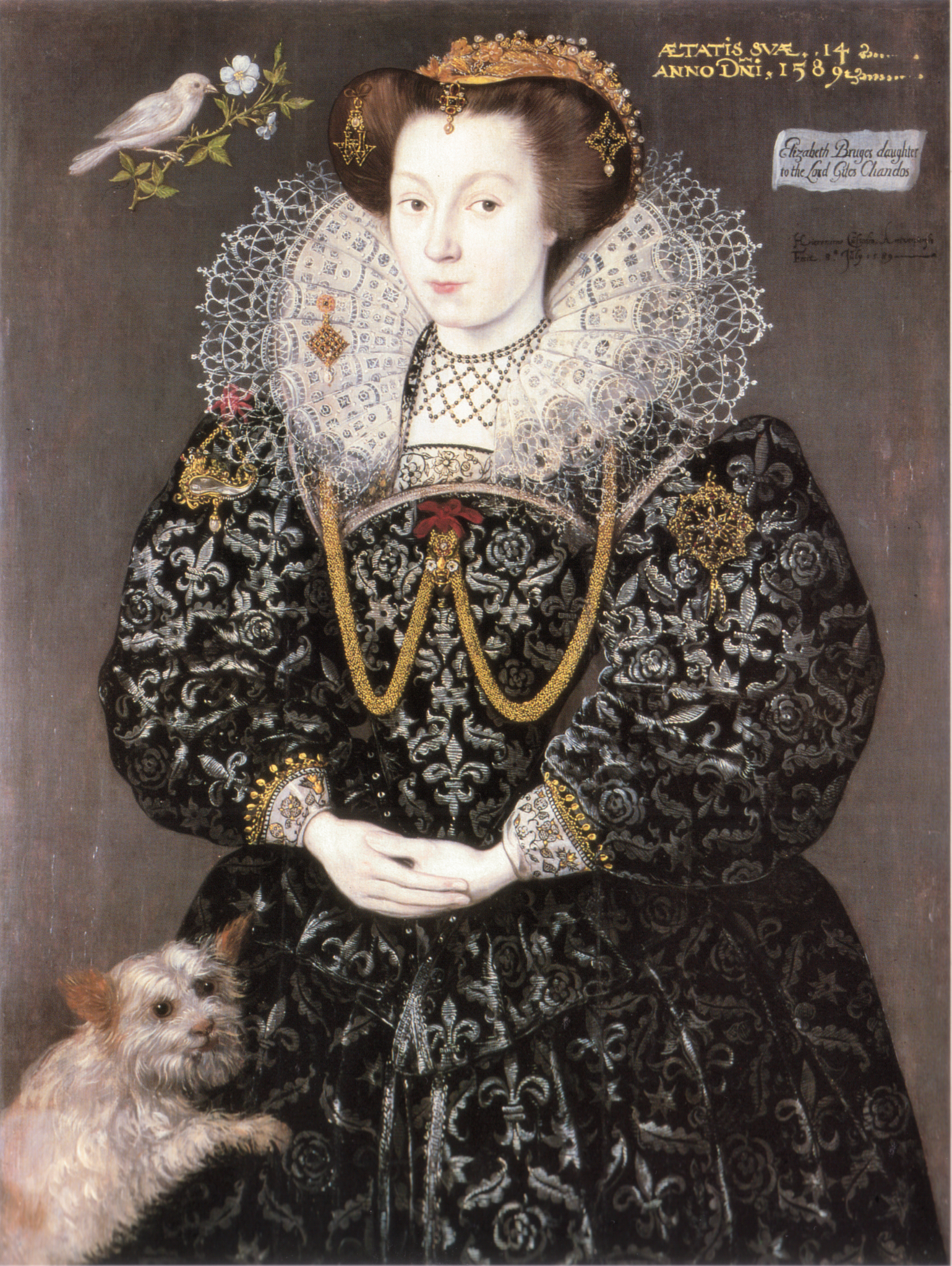
9 – 1589

1. Lettice Knollys indossa un abito nero ricamato in oro con maniche tonde, portato sopra una sottoveste e una gonna bianche decorate in oro con pizzi alle maniche; sul capo una reticella con piume di struzzo e gioielli. Anni '80 del Cinquecento.
2. Elisabetta I indossa un abito nero con bande verticali ricamate nella parte centrale. Le linee curve della gonna suggeriscono come la regina stesse in quel momento indossando un sostenitore per gonna alla moda francese. Sul capo, l'acconciatura a forma di cuore sostiene un velo decorato con perle. Primi anni '80 del Cinquecento.
3. Le dame alla corte francese del 1580 circa indossano una crinolina francese e maniche lunghe. Questo stile, iniziò a diffondersi anche in Inghilterra negli anni '90 del medesimo secolo.
4. Anne Knollys indossa un abito nero con maniche bianche decorate in pizzo color oro. Indossa inoltre sul capo del pizzo francese con gioielli e un velo nero; 1582.
5. L'Infanta Isabella Clara Eugenia di Spagna indossa qui una crinolina spagnola e una sovragonna chiusa (tipica spagnola). Il colore è il nero, tipico dell'austerità della corte spagnola dell'epoca, c. 1584.
6. Donna sconosciuta dipinta da Nicholas Hilliard indossa un collo alto in pizzo secondo la moda dell'epoca, 1585–90.
7. Elisabetta I indossa un collo alto di pizzo aperto sul fronte sostenuto da un supportasse. Le maniche dell'abito, di colore nero, sono decorate con pizzi bianchi, mentre al centro si trova una banda verticale ingioiellata, 1585–90.
8. L'infanta Caterina Michela di Spagna indossa un abito completamente nero con un collare di pizzo, e decorazioni in oro ricamate ed applicate. I gioielli che indossa consistono anche in una doppia fila di perle, un pendente e bottoni in oro abbinati ad una cintura del medesimo materiale.
9. Elizabeth Brydges, all'età di 14 anni, indossa un abito di broccato nero su una crinolina di stile francese. I ricami in oro si notano sulle spalle e presso le maniche. Lo stile è quello tipico inglese dell'epoca.

## Moda maschile

Robert Dudley, conte di Leicester nella moda degli anni '60 del Cinquecento: un doppiopetto, un farsetto aperto che termina sui genitali con la caratteristica conchiglia ancora in uso.

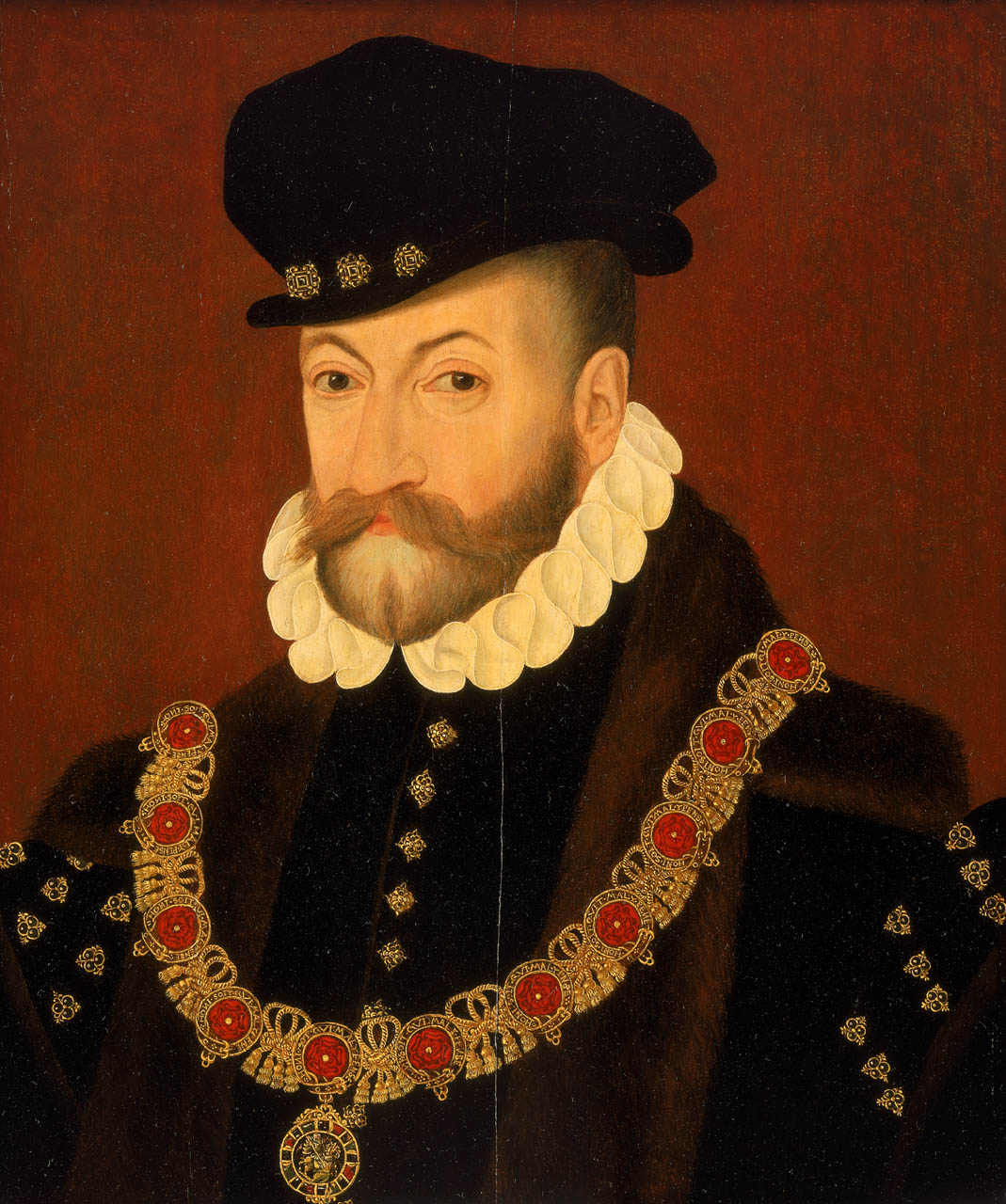
Il conte di Lincoln indossa un vestito ingioiellato con un prezioso collare dell'ordine della Giarrettiera c. 1575.

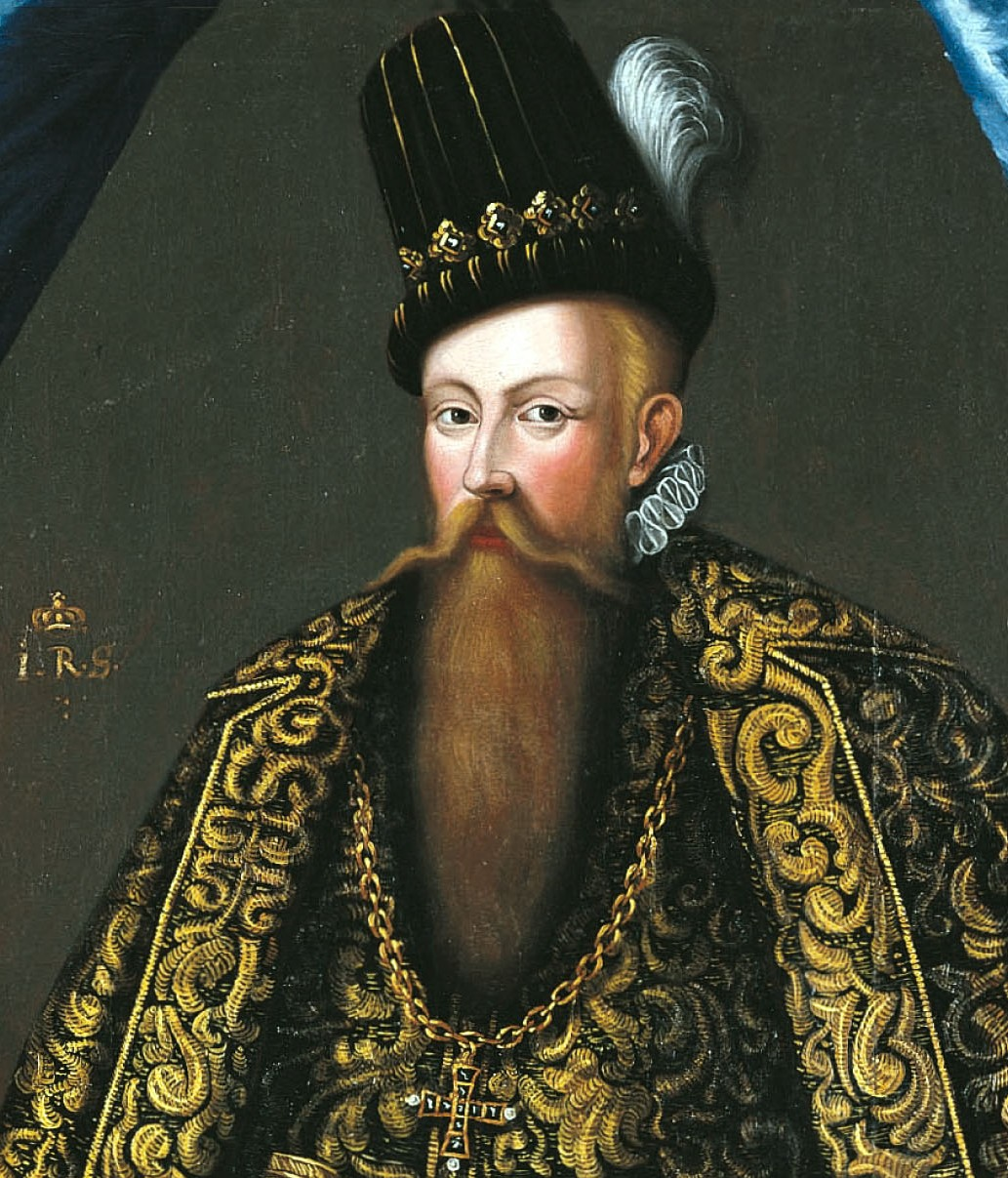
Re Giovanni III di Svezia indossa una cappa ricamata in oro con un collare, sopra il suo doppiopetto; c. 1580.

I vestiti maschili alla moda nella seconda metà del Cinquecento erano composti da una camicia di lino con pizzo al collo e alle maniche. Sopra la camicia si indossava un doppiopetto con maniche lunghe, talvolta sostenuto da stecche di legno o di osso per mantenere la forma tipica arcuata sul fronte. Opzionali erano il farsetto, solitamente senza maniche e realizzato in pelle, che era indossato sopra il doppiopetto. Col tempo entrambi questi ultimi capi divennero particolarmente colorati e decorati. La linea del ventre aveva sul fronte la caratteristica forma a V. Attorno al 1570 questa forma sul fronte venne esagerata sino al punto di dar vita a quello che gli inglesi chiamavano peascod belly, ovvero "pancia a pesca".
Sopra i genitali, ma come parte dell'abito, si portava la conchiglia mentre i pantaloni più diffusi erano i cosiddetti cannions, rigonfiati alle cosce e che spesso terminavano al ginocchio per consentire di indossare le relative calze.
Le scarpe erano generalmente piatte con punte arrotondate. Gli stivali erano riservati alla caccia o alla guerra.

### Soprabiti
Un giubbotto corto o una cappa sino ai fianchi erano solitamente il soprabito preferito dagli uomini della seconda metà del Cinquecento, talvolta anche con maniche, o in alternativa giacche militari come il mandilion. Le cappe più lunghe erano indossate in caso di pioggia o clima rigido. Solo gli uomini più anziani o in casa indossavano ancora degli abiti interi, ormai giudicati sorpassati, oppure erano destinati a specifiche professioni come ad esempio gli insegnanti o i medici.

### Acconciature e copricapi
I capelli degli uomini nella seconda metà del Cinquecento erano generalmente tenuti corti, ma iniziarono ad essere portati già più lunghi a partire dagli anni '80 del secolo. 
Negli anni '70 erano di moda cappelli di stoffa derivati dai copricapi già in uso nel periodo precedente, solo con la parte centrale più rialzata. Successivamente si diffuse il caratteristico cappello di forma conica noto come capotain che raggiunse altezze considerevoli sul finire del secolo. I cappelli maschili potevano essere decorati con gioielli o piume ed erano indossati all'aperto come in casa.
Cuffie e simili continuarono ad essere indossati dai bambini o dagli anziani in casa; se indossate dagli uomini adulti, solitamente le cuffie erano di colore nero.
Iniziò anche a diffondersi il cappello da notte, di forma conica, destinato alla casa, talvolta con ricami.

### Barba
Anche se la barba era già portata solitamente dagli uomini dalla prima metà del Cinquecento, con la seconda parte del secolo iniziò ad avere un significato sociale importante. Gli stili cambiavano molto di frequente. Tra gli stili più popolari si ricordano:
- La barba di Cadice che prese il nome dalla spedizione di Cadice del 1596. La classica barba cresciuta sul mento.
- La barba di capra ovvero il classico pizzetto. Era chiamato anche Pick-a-devant e Barbula.
- Il pizzo era solitamente un tipo di pizzetto particolarmente appuntito, solitamente potato con baffi altrettanto a punta.
- La barba a matita una piccola porzione di barba al centro del mento.
- La barba a stiletto simile appunto alla forma di uno stiletto da cui prendeva il nome.
- La barba tonda, suggerita per evidenziare gli zigomi maschili, era conosciuta anche col nome di barba a cespuglio.
- La barba a picche derivata dal disegno omonimo delle carte da gioco. Riempiva la parte alta del mento per terminare a punta nella parte sottostante. Era la favorita dai soldati e dai generali.
- La barba a marchesino; un tipo di barba particolarmente elegante portato attorno al mento.
- La barba a coda di rondine che consisteva in due code di barba da portare al centro del mento, separate nella parte centrale e spesso rivoltate in direzioni opposte. Era nota anche col nome di barba forcuta.

### Accessori
La bandoliera era un accessorio maschile molto di moda nella seconda metà del Cinquecento: era portata trasversale sul petto per poi girare attorno ai fianchi a mo' di cintura per consentire di appendervi diversi oggetti come una spada, un pugnale o dei corni da caccia.
I guanti erano spesso usati come indicatore di ricchezza. Dalla seconda metà del Cinquecento gli uomini iniziarono a privare i loro guanti delle dita perché potessero essere messi in mostra gli anelli che portavano.
Sul finire del secolo, anche gli uomini iniziarono a portare degli orecchini.

### Galleria di stile del 1550–1560

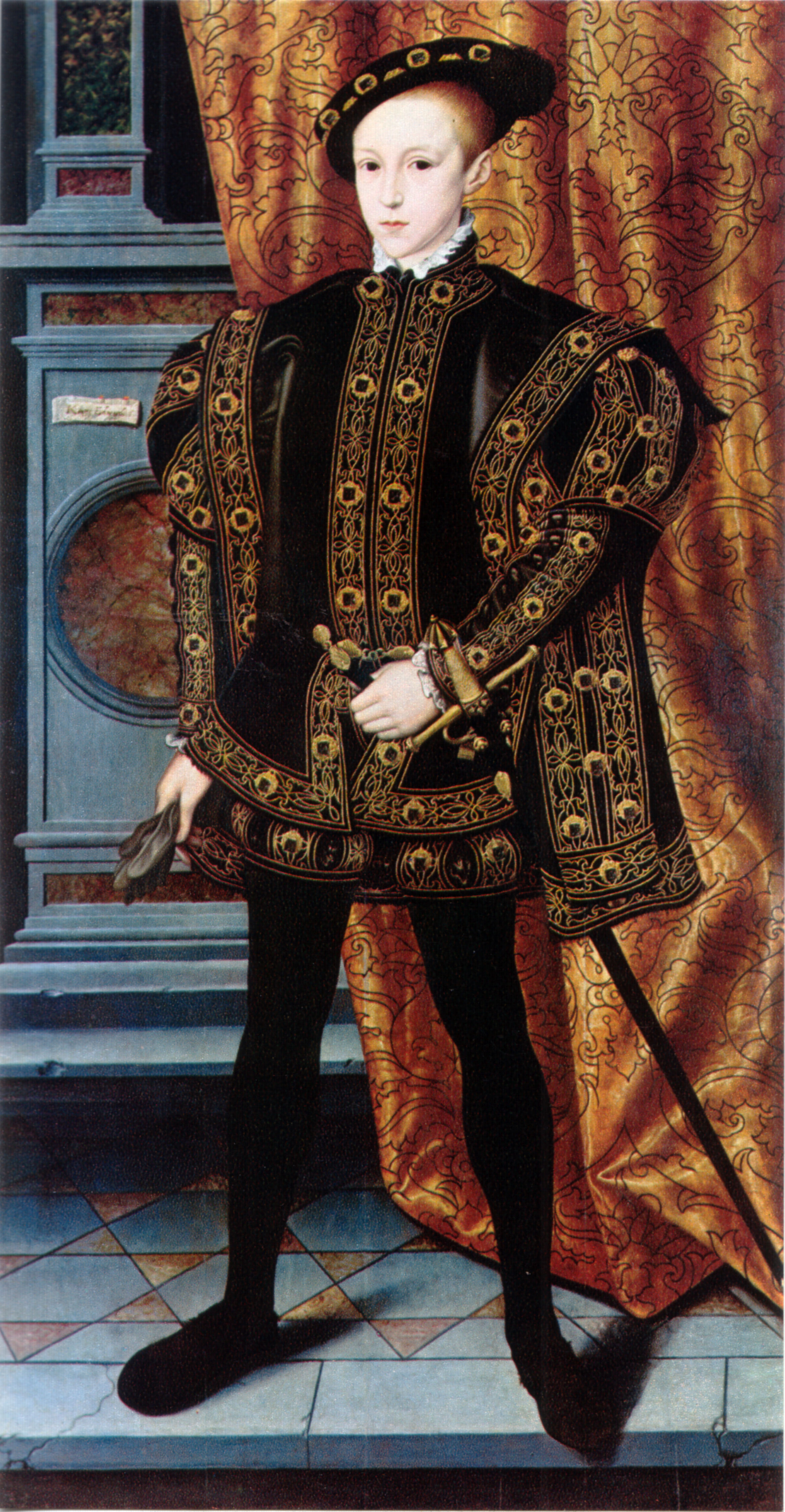
1 – c. 1550
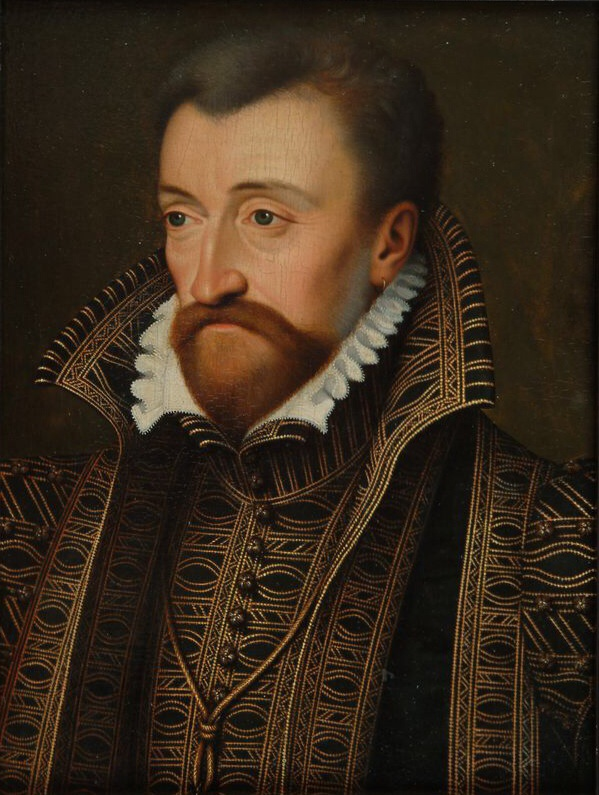
2 – 1557
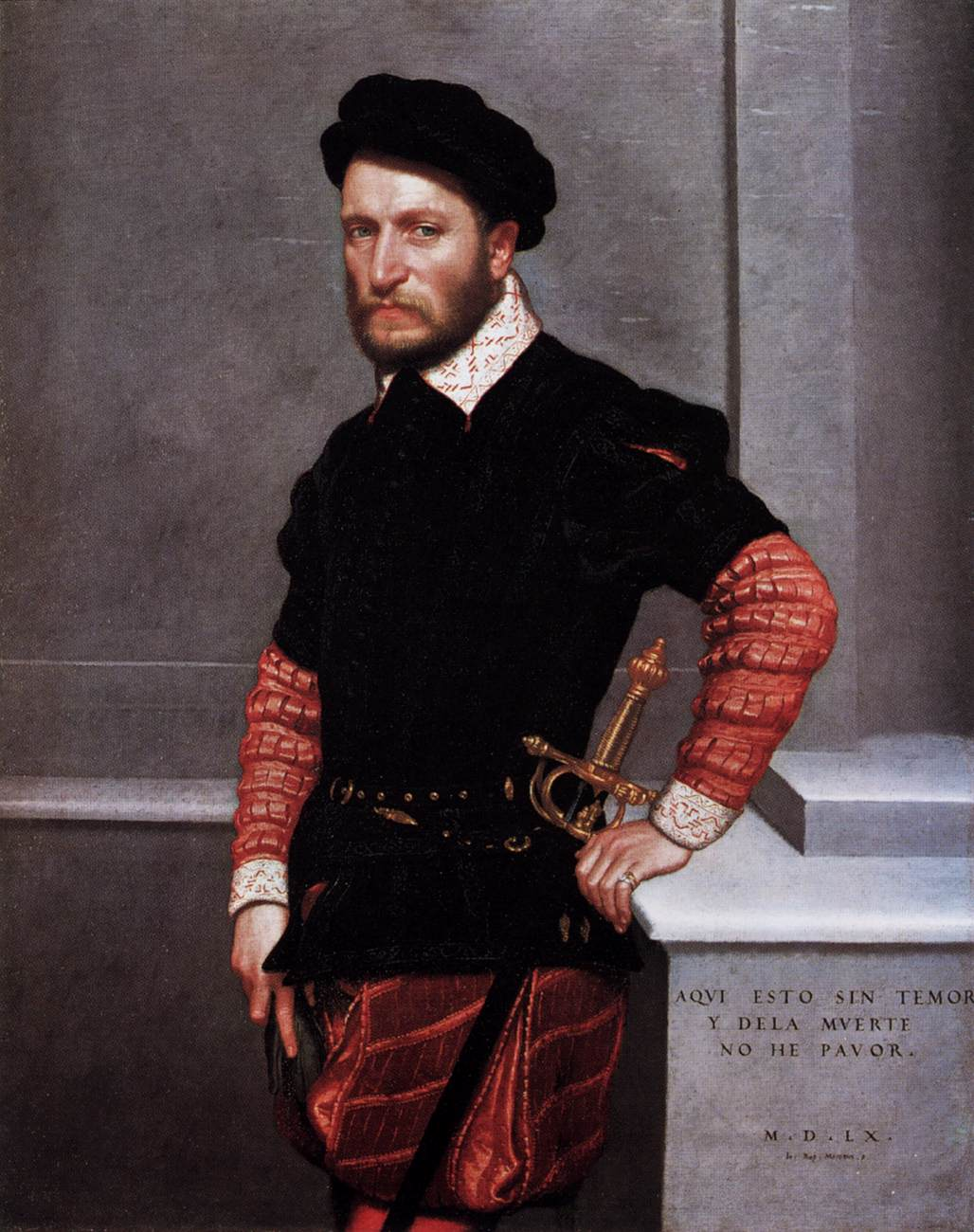
3 – 1560
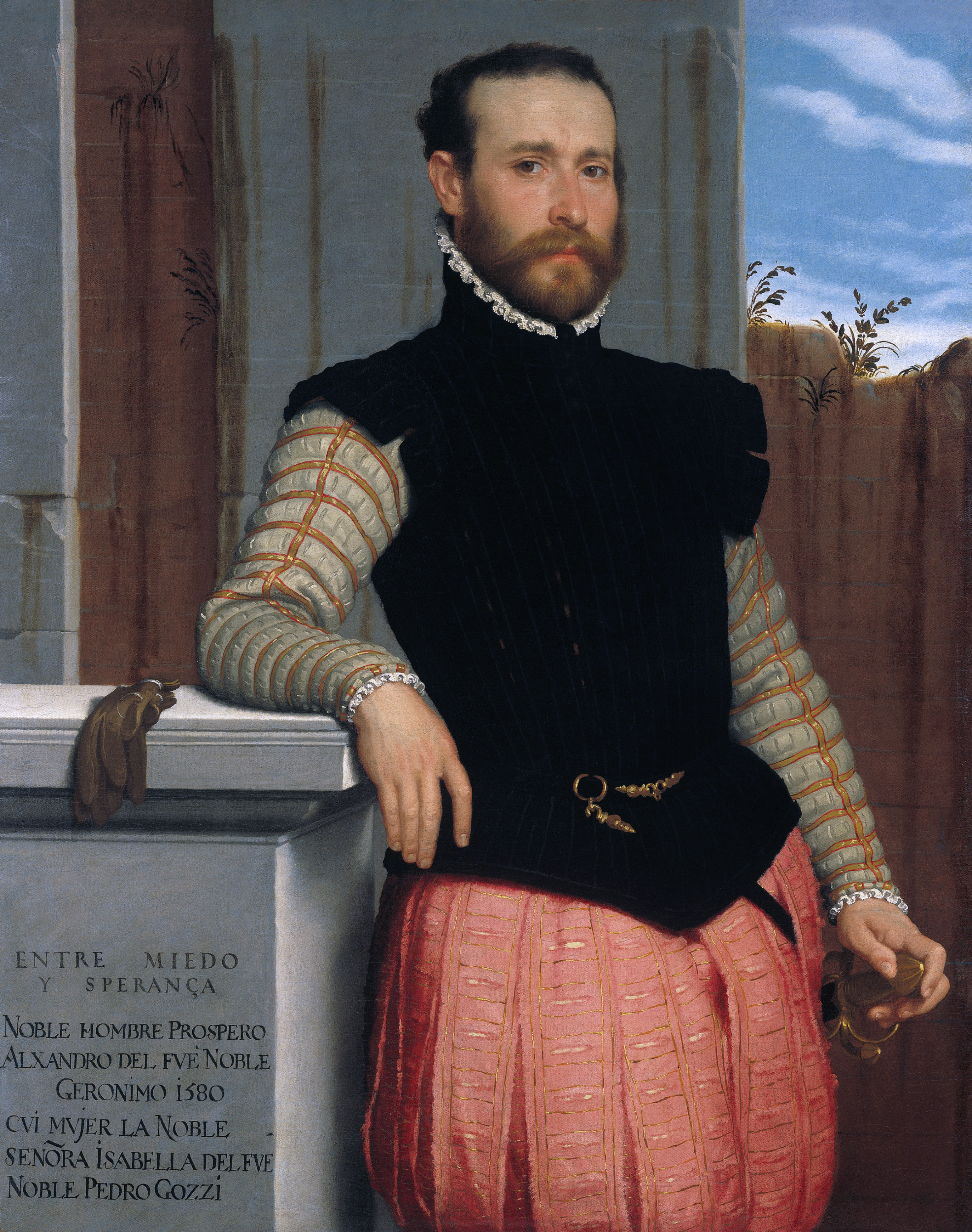
4 – 1560
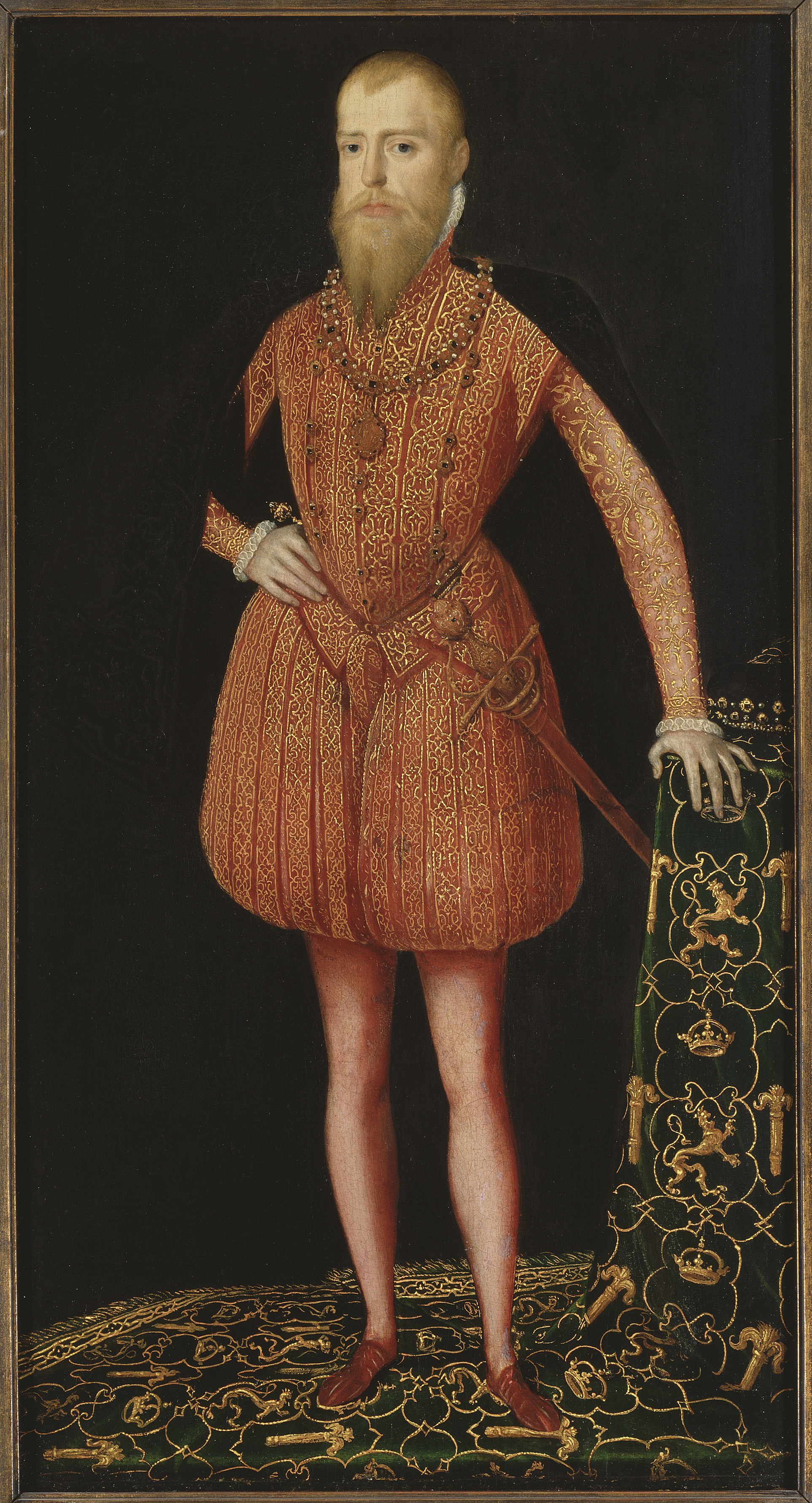
5 – c. 1560
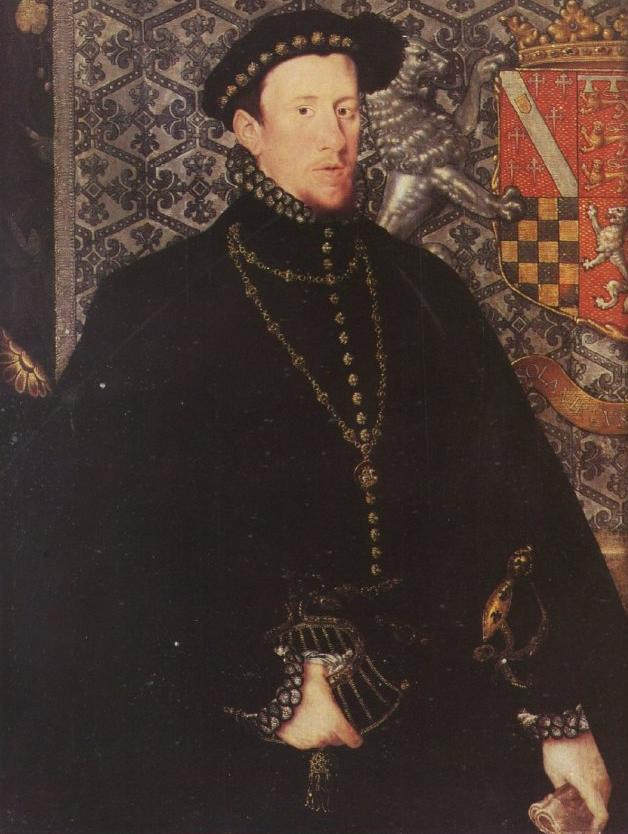
6 – 1563
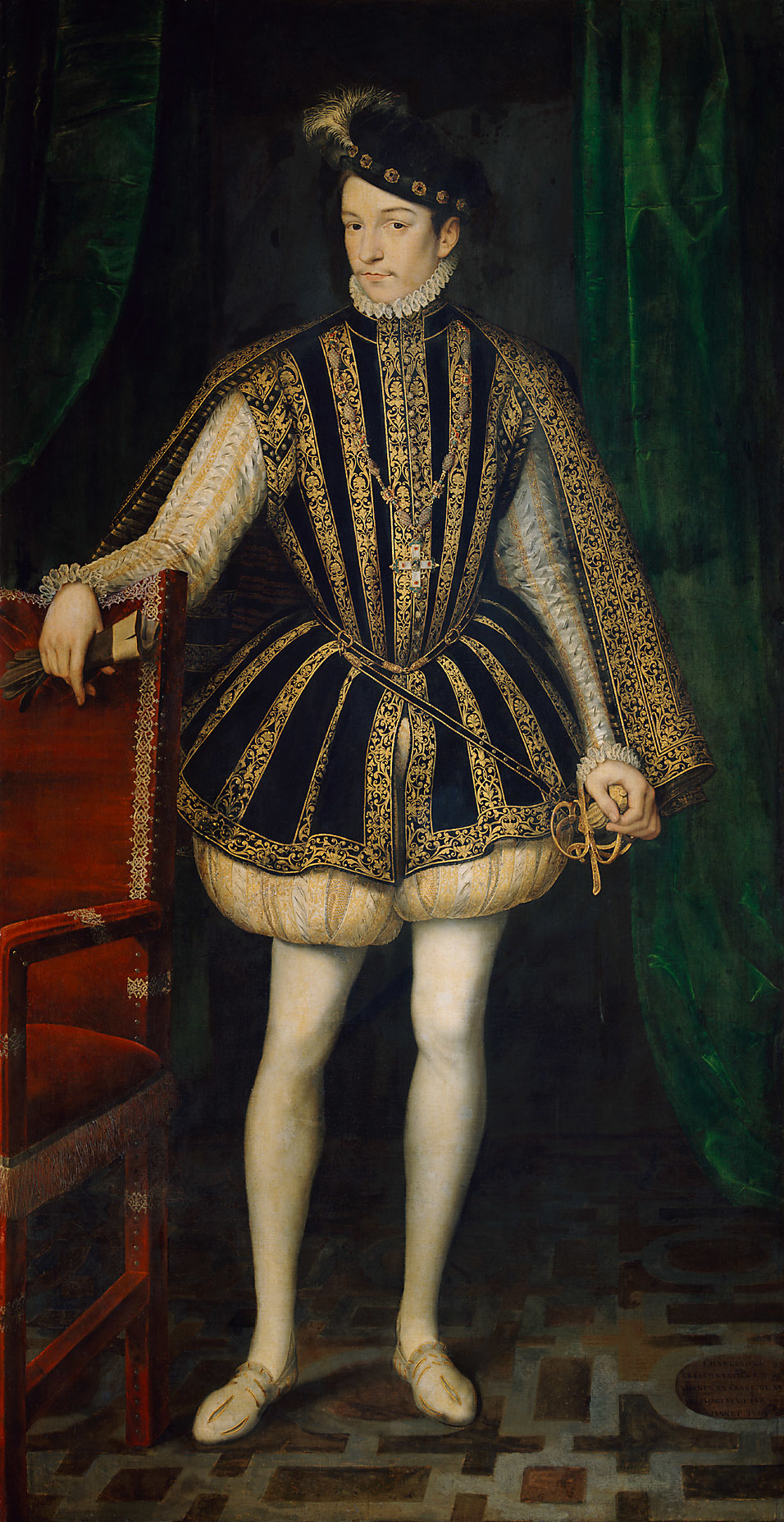
7 – 1566
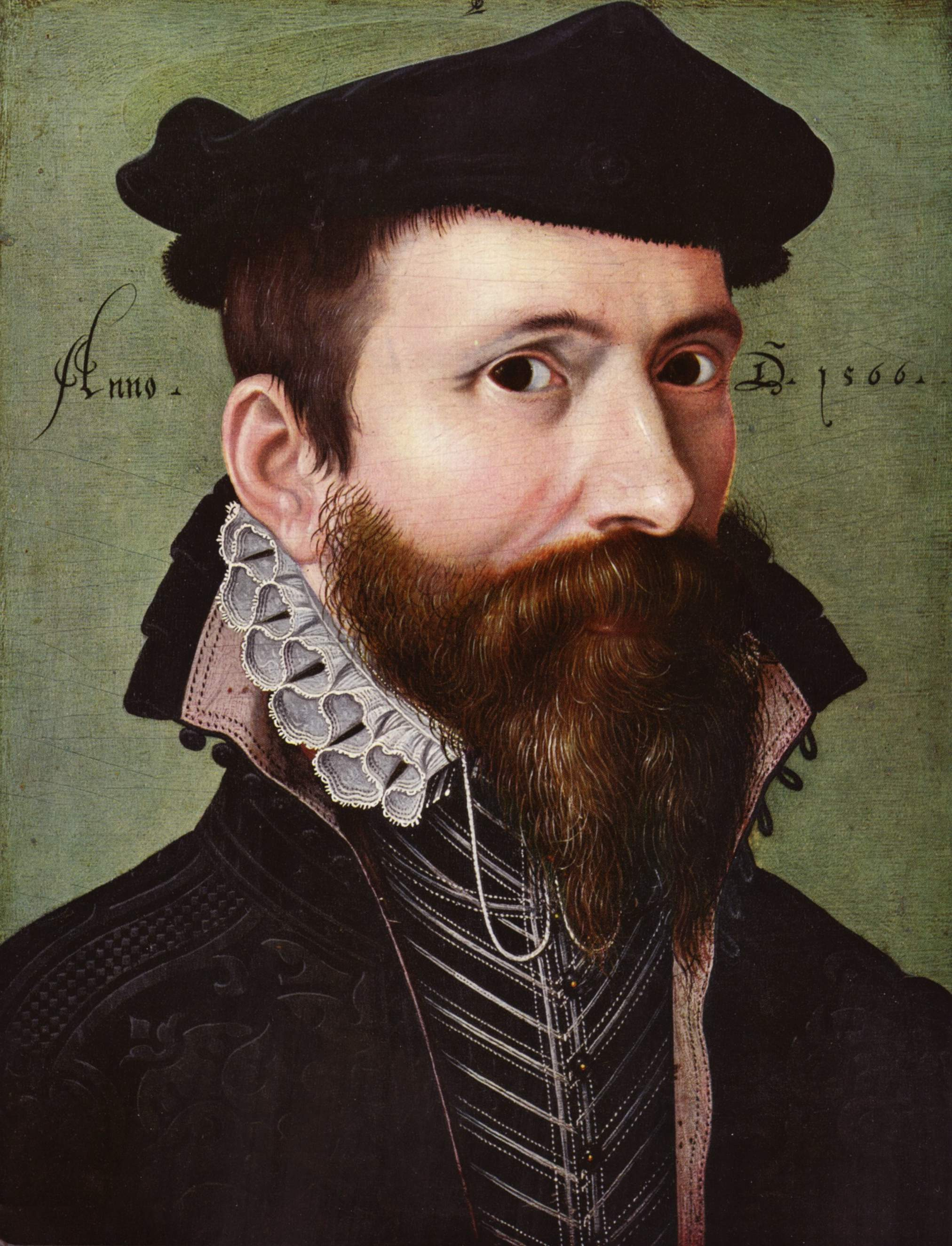
8 – 1566
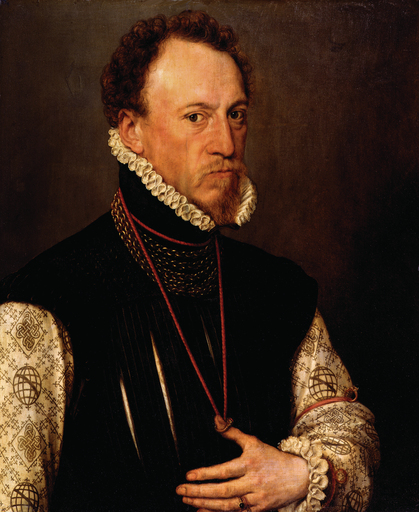
9 – 1568

1. Re Edoardo VI d'Inghilterra indossa un doppiopetto, calzoni a sbuffo e un abito decorato con fasce in oro e gioielli, c. 1550.
2. Antonio di Borbone indossa un doppietto nero ricamato con bottoni lavorati e un abito coordinato. Il suo alto collare è aperto al termine secondo la moda francese dell'epoca.
3. Don Gabriel de la Cueva indossa un farsetto con maniche corte su un doppiopetto di satin rosso. I suoi calzoni a sbuffo di velluto roso sono a coste; 1566.
4. Prospero Alessandri indossa un severo farsetto nero sopra un doppiopetto grigio con decorazioni a fasce orizzontali in oro. I pantaloni a sbuffo sono decorati con ricami applicati in oro, 1560.
5. Re Eric XIV di Svezia indossa un doppiopetto rosso con ricami in oro e calzoni a sbuffo rossi coordinati. Ha inoltre calze di seta rosse, c. 1560.
6. Thomas Howard, duca di Norfolk indossa un abito nero con bottoni in oro, dei gioielli e una cintura in vita. 1563.
7. Carlo IX di Francia indossa un farsetto nero ricamato con lunghi terminali sopra un satin bianco e calzoni a sbuffo coordinati, 1566.
8. Un farsetto nero a collo alto completato da bottoni e lacci. Germania, 1566.
9. Ritratto di Henry Lee di Ditchley in farsetto nero su un doppiopetto di satin bianco decorato con sfere armillari ricamate in oro; 1568.

### Galleria di stile degli anni '70 del Cinquecento

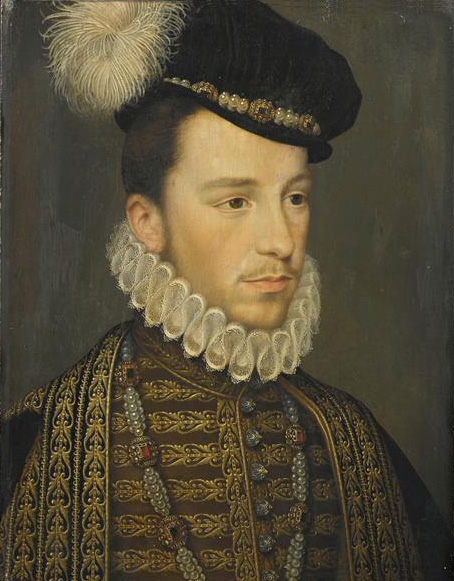
1 – 1573–74
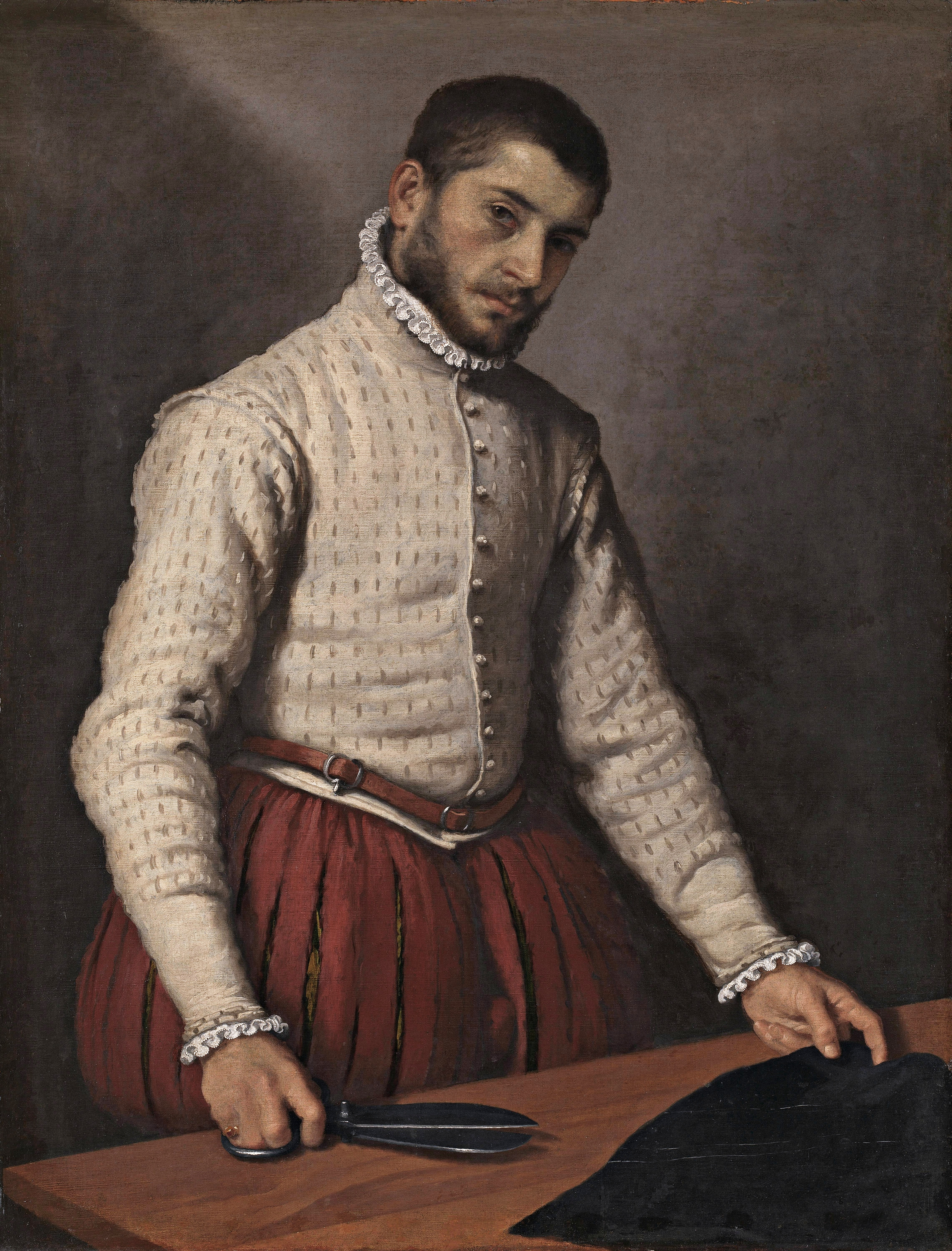
2 – c. 1570
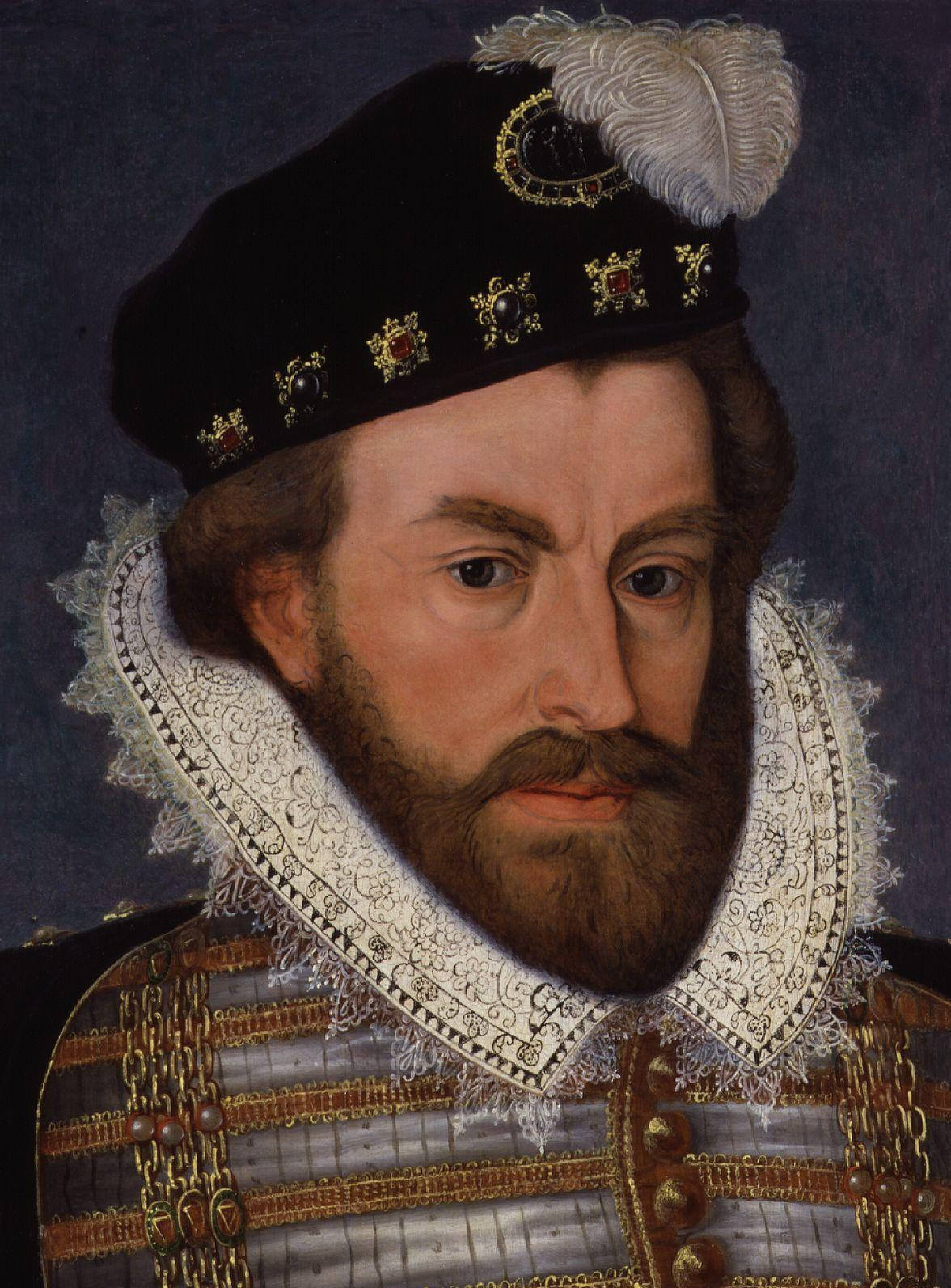
3 – c. 1575
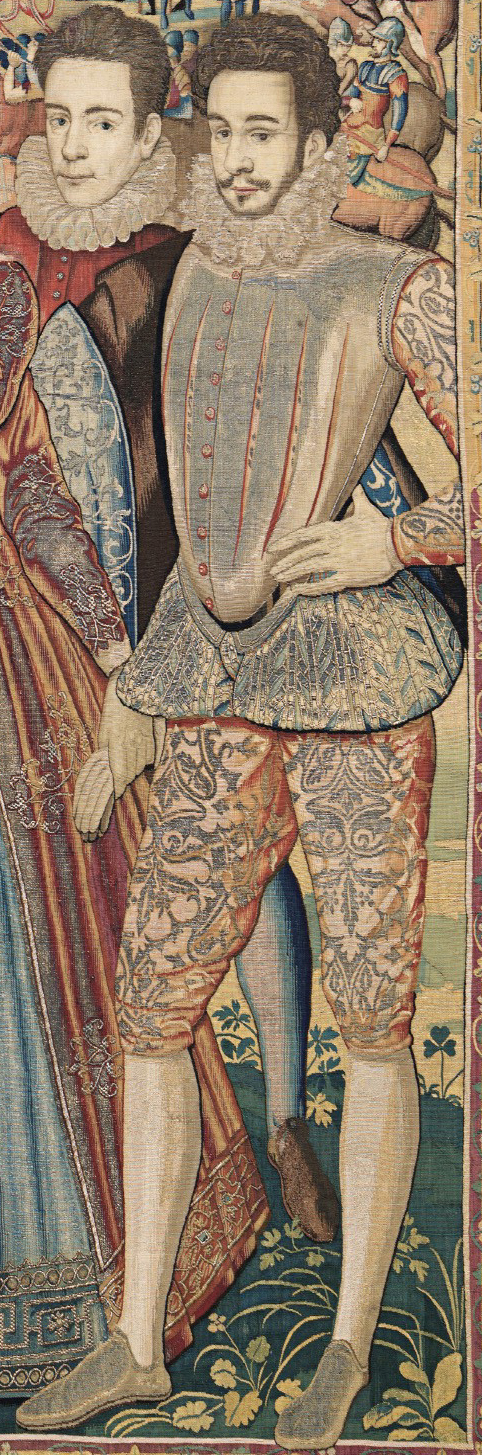
4 – c. 1576
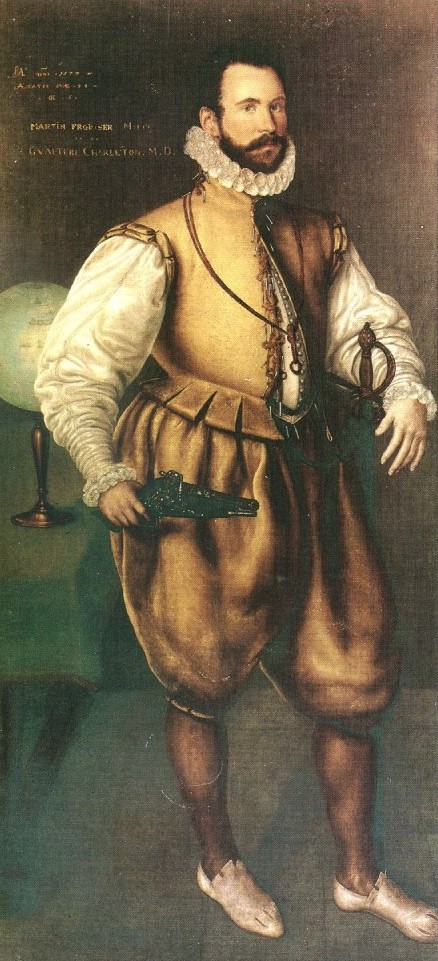
5 – 1577
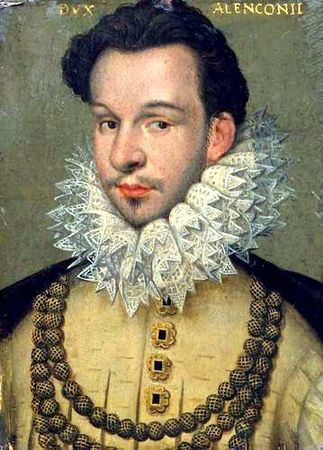
6 – 1577
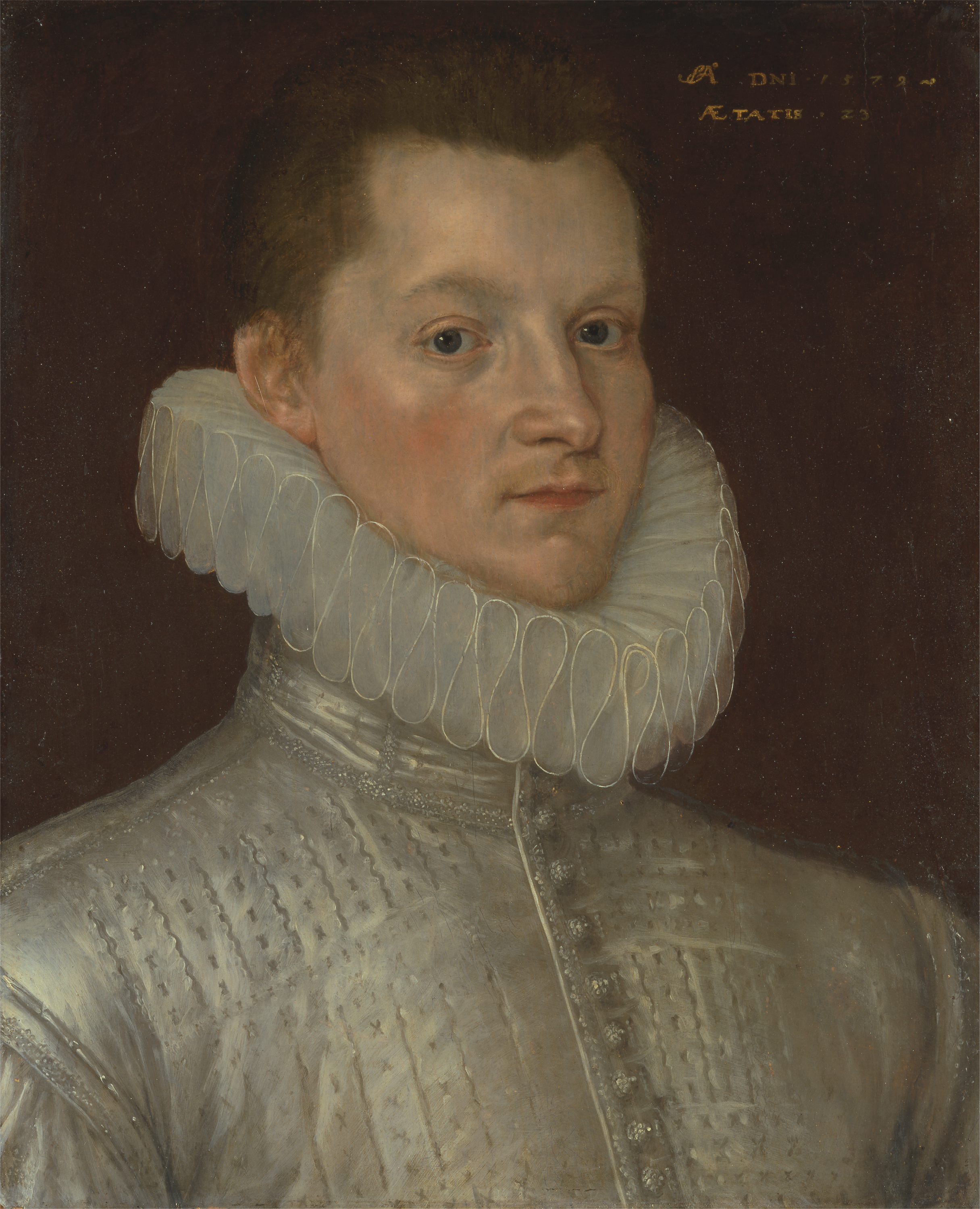
7 - 1579

1. Enrico, duca d'Angiò, il futuro Enrico III di Francia, indossa un doppiopetto ed una cappa coordinati con un collare alto e pizzo; c. 1573–74.
2. Un sarto italiano indossa un doppiopetto rosa sopra un dei calzoni a sbuffo rossi. Il pizzo è minimo.
3. Questo ritratto di sir Christopher Hatton mostra i pizzi e i ricami al collo; 1575.
4. La moda francese mostra pantaloni aderenti portati sopra un doppiopetto e un farsetto; arazzi Valois, c. 1576.
5. Sir Martin Frobisher in un doppiopetto con "pancia a pesca"; 1577.
6. Miniatura del duca d'Alençon che mostra una gorgiera (probabilmente di reticella). Si notino i bottoni ingioiellati del doppiopetto, 1577.
7. John Smythe indossa un doppiopetto rosa-bianco con bottoni decorati e gorgiera di lino, 1579.

### Galleria di stile degli anni '80 e '90 del Cinquecento

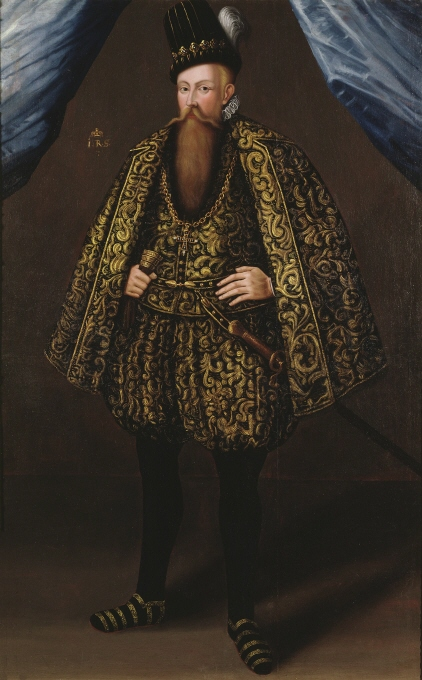
1 – 1582
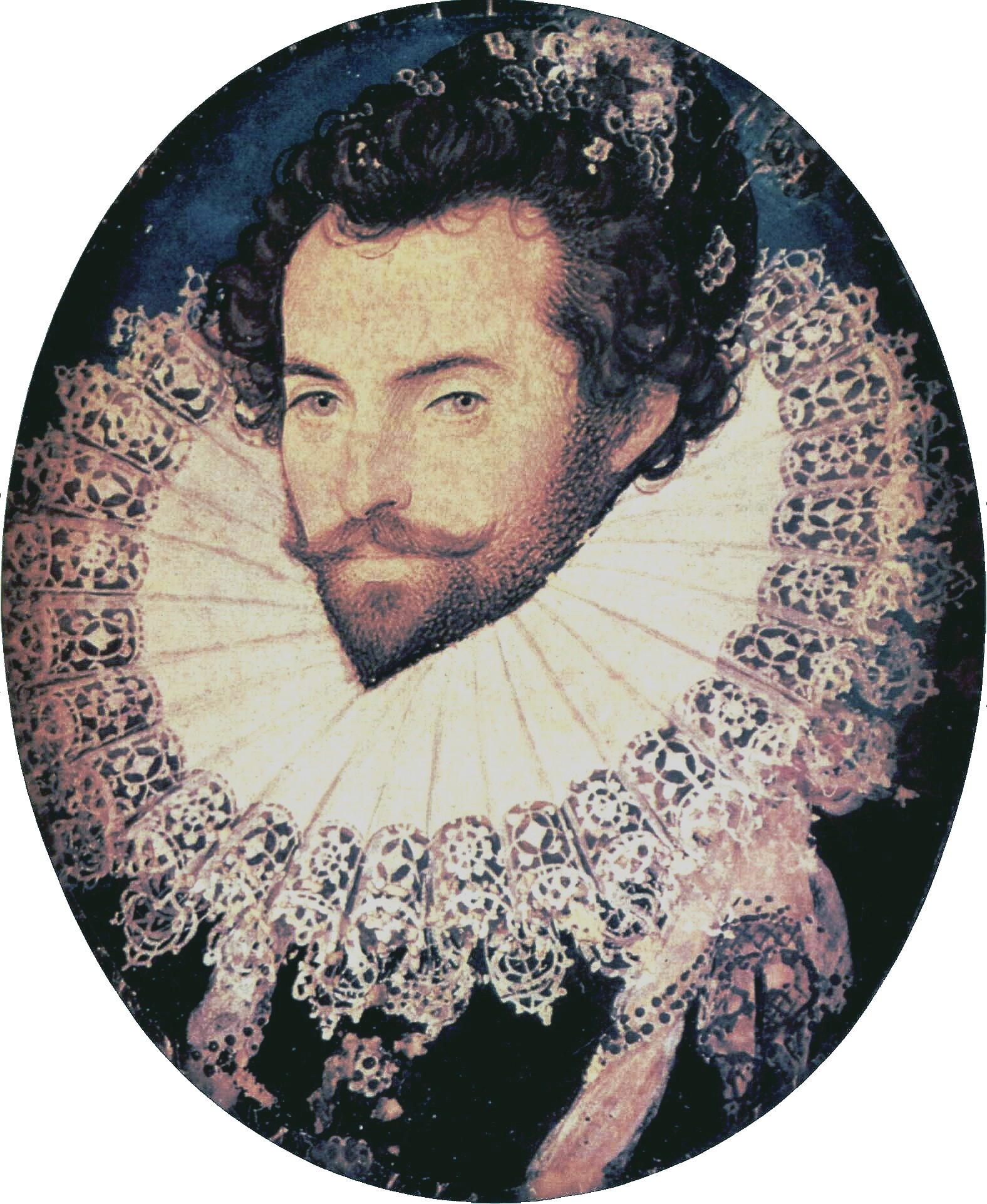
2 – 1585
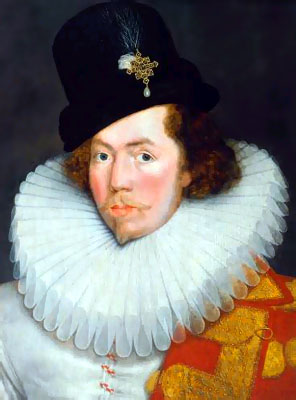
3 – 1586
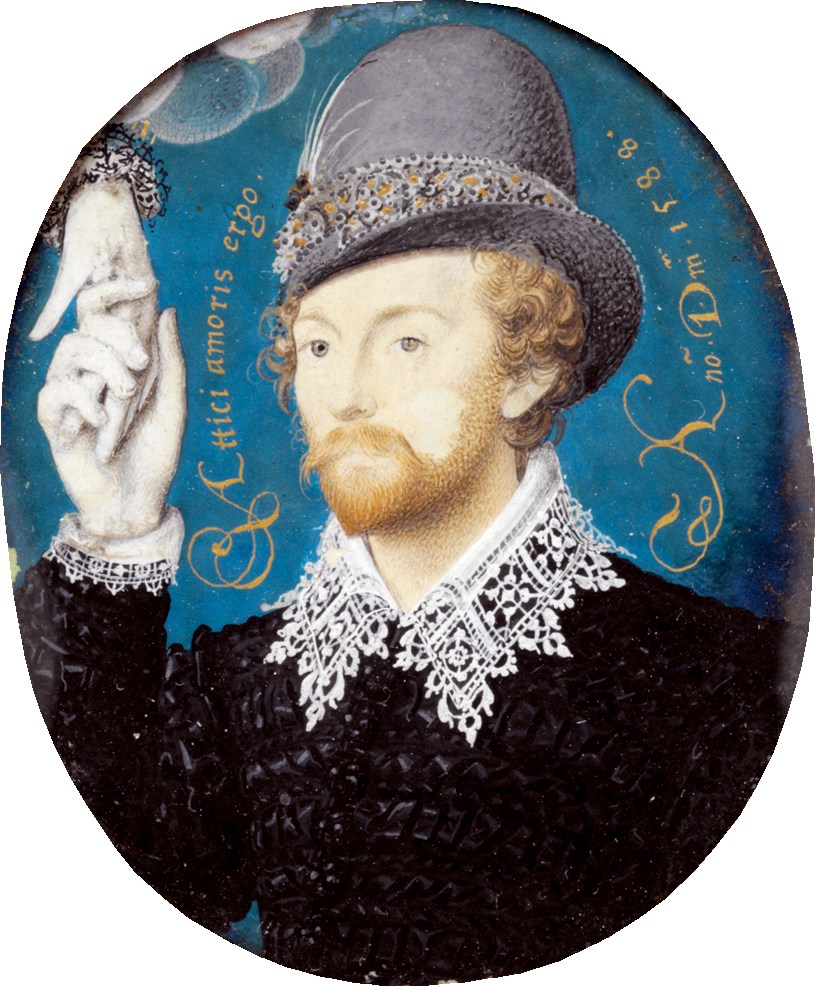
4 – 1588
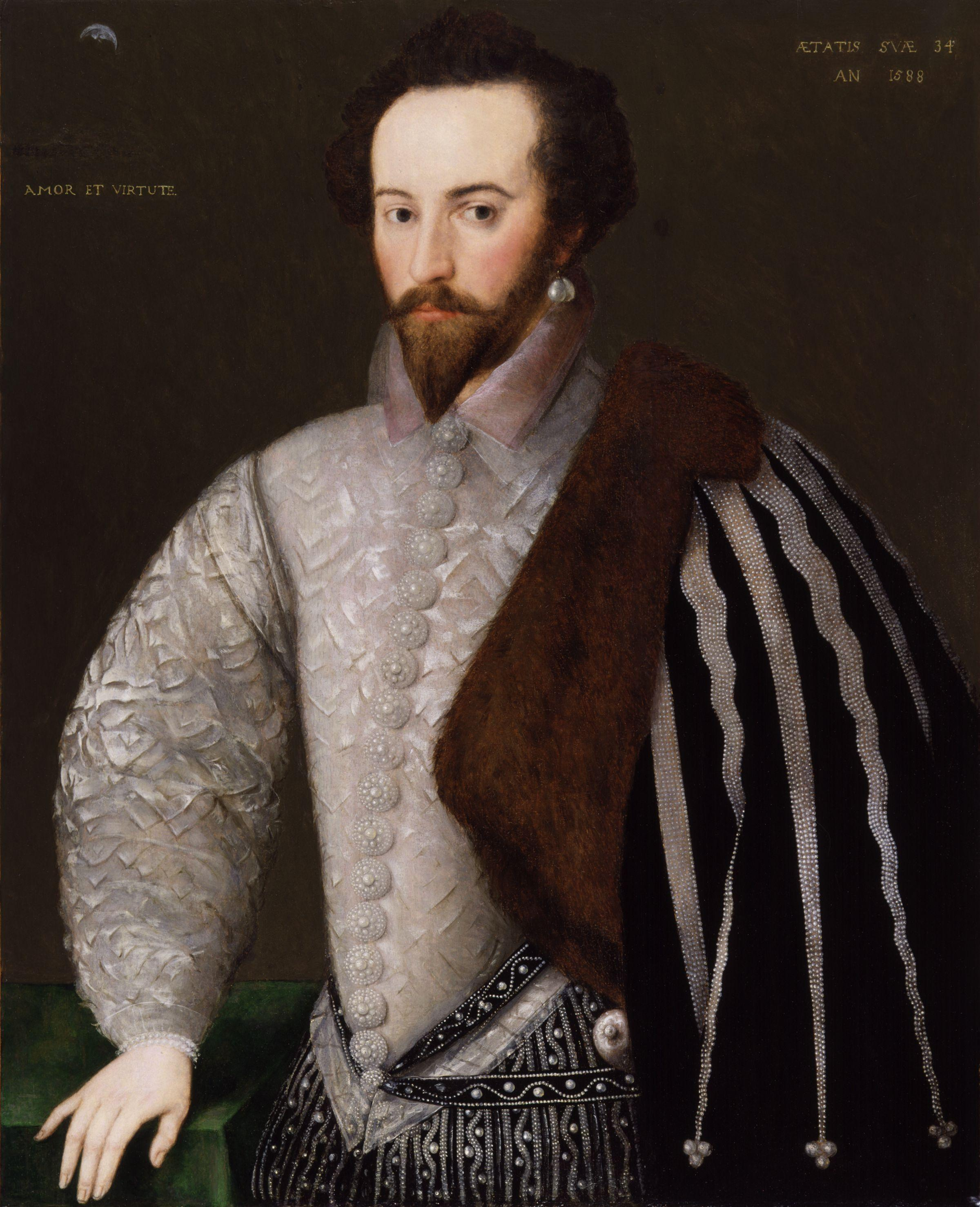
5 – 1588
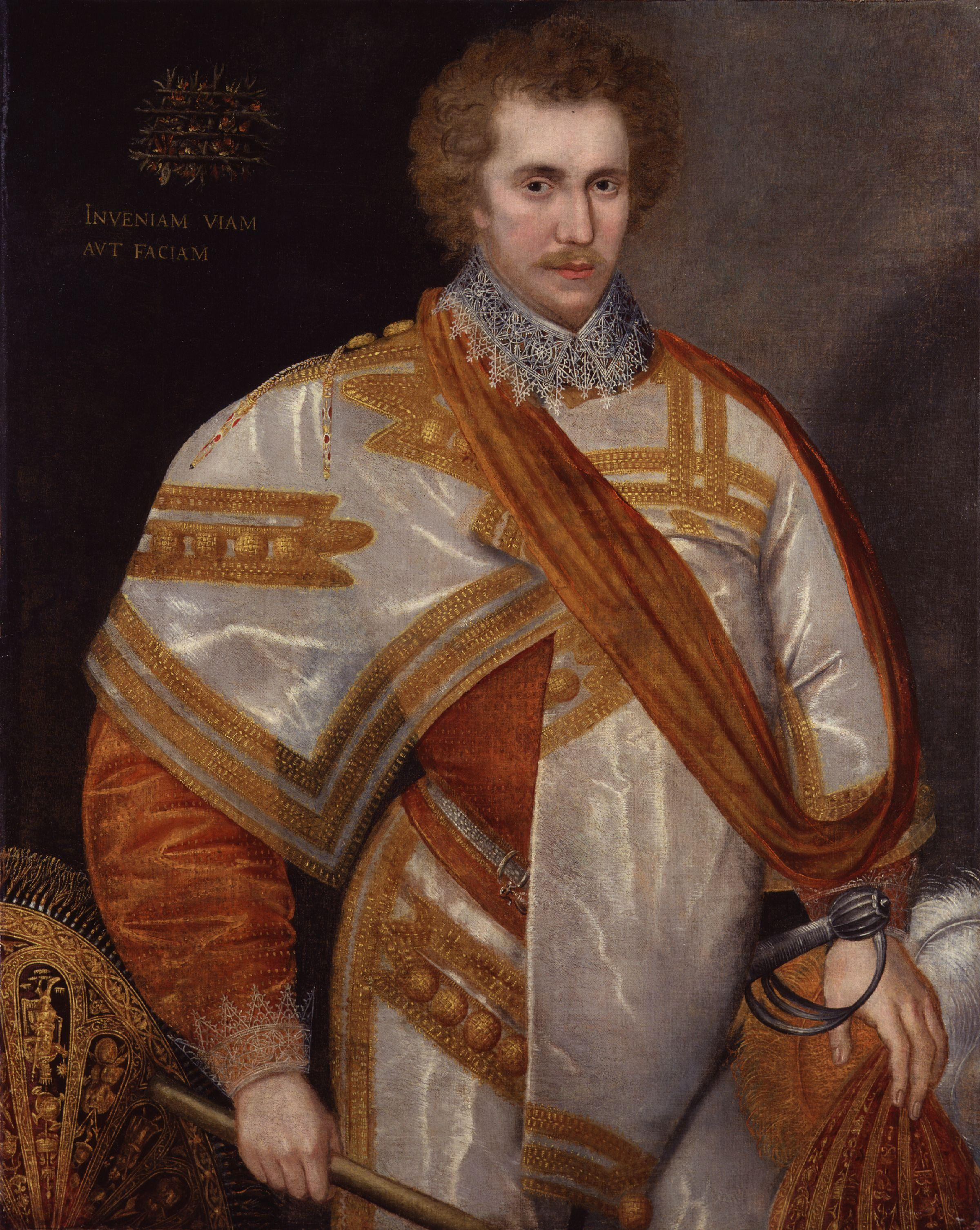
6 – 1588
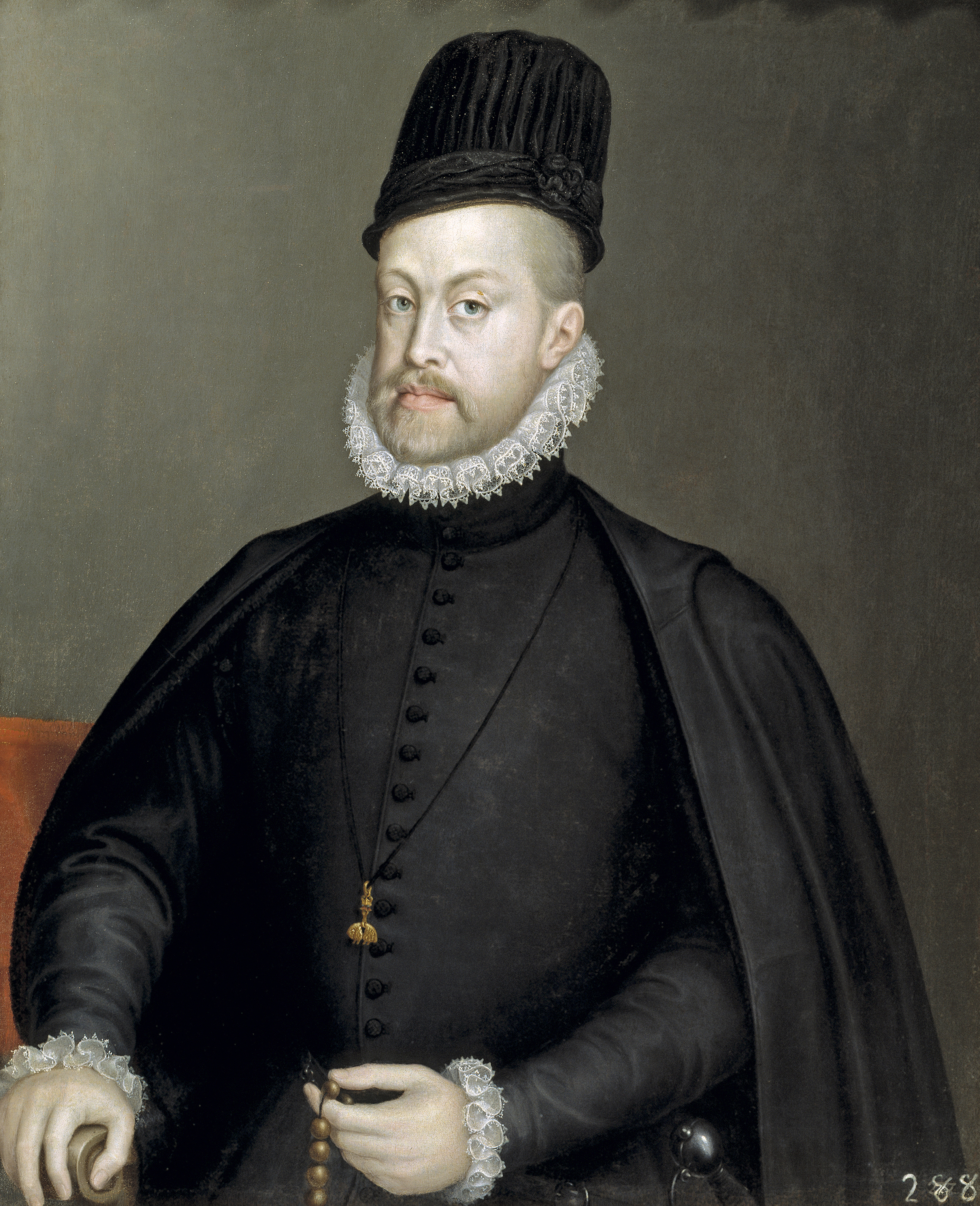
7 – Anni '90 del Cinquecento
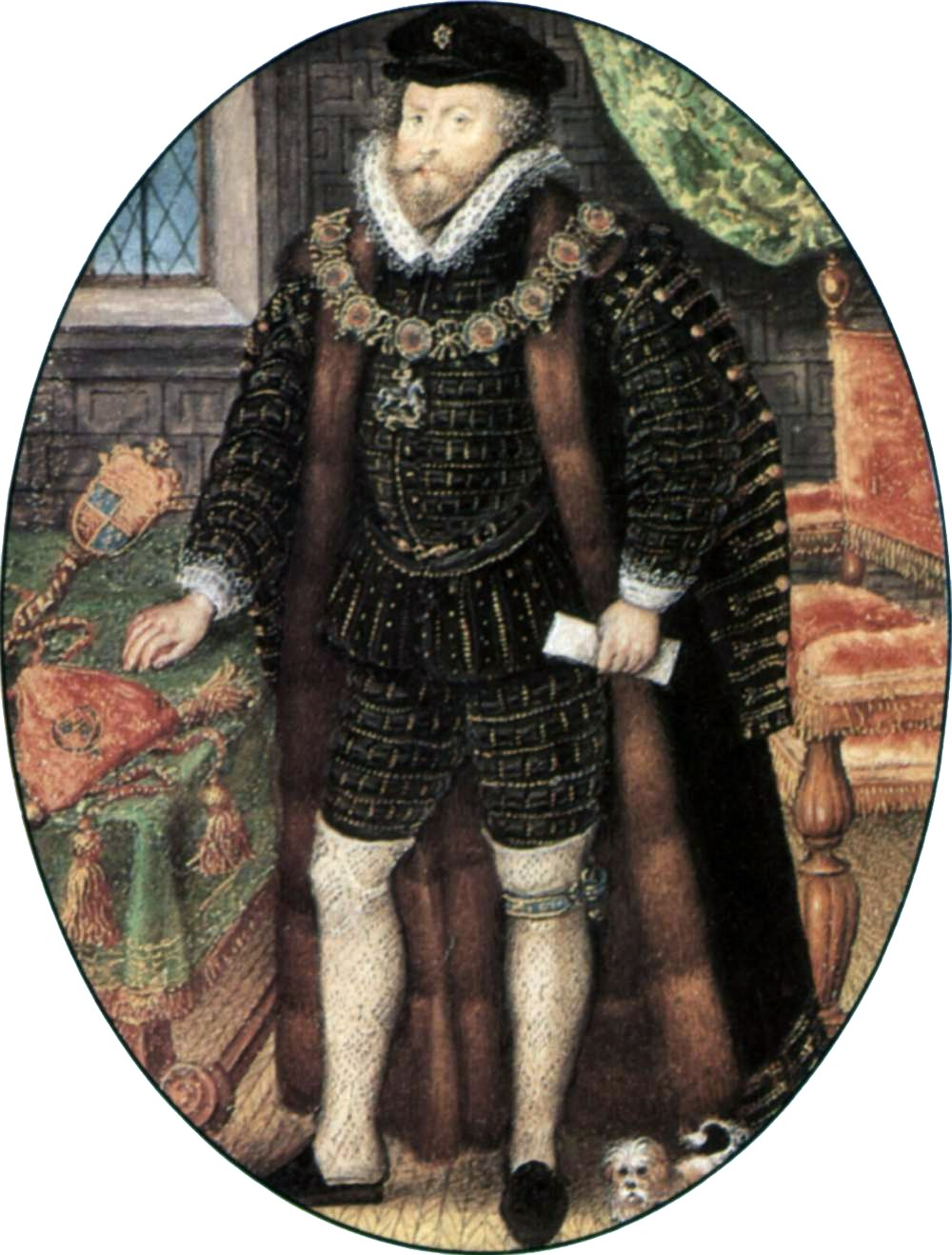
8 – c. 1590
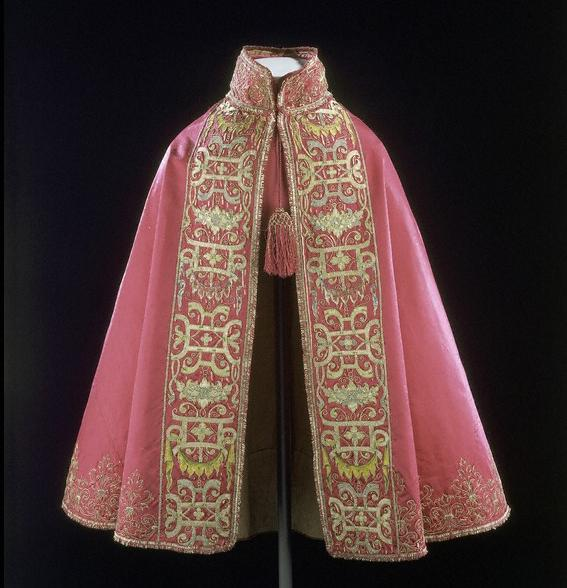
9 – 1580–1600

1. Re Giovanni III di Svezia indossa un doppiopetto nero con ricami in oro. Le calze di seta nera e le scarpe sono del medesimo colore con decorazioni in oro. Indossa inoltre un mantello sul medesimo stile. Sul capo porta un cappello con ricami in oro e piume bianche. 1582.
2. La miniatura di sir Walter Raleigh mostra una gorgiera di pizzo (forse reticella) con una barba a punta abbinata; 1585.
3. Sir Henry Unton indossa una gorgiera spessa popolare in Inghilterra negli anni '80 del Cinquecento. Il suo doppiopetto di satin bianco ha corde bianche e rosse. Sopra tutto porta una giubba rossa con ricami in oro; in capo porta un cappello nero alto con una piuma; 1586.
4. Uomo sconosciuto del 1588 indossa un collare di pizzo anziché una gorgiera, che si abbina al pizzo delle maniche. Indossa un cappello grigio capotain.
5. Sir Walter Raleigh indossa i colori della regina (bianco e nero). Il suo mantello è bordato di pelo; 1588.
6. Robert Sidney indossa una giacca militare chiamata mandilion; 1588.
7. Filippo II di Spagna (m. 1598) in età avanzata. La moda spagnola cambiò ben poco dagli anni '60 del Cinquecento alla fine del secolo.
8. Sir Christopher Hatton indossa un abito bordato di pelo con maniche lunghe e col collare dell'ordine della Giarrettiera, c. 1590.
9. Mantello da uomo di satin rosso ricamato in argento, argentone e fili di seta colorati, 1580–1600 (V&A Museum no. 793–1901)

## Scarpe
Le scarpe di moda per uomini e donne erano simili, con una suola piatta e punte arrotondate. Le scarpe erano decorate con lacci o nastri. Le scarpe coprivano il piede quasi interamente e in molti casi anche la caviglia come in precedenza. Come nella prima metà del secolo, le scarpe erano realizzate in cuoio leggero, velluto o seta. In Spagna, Italia e Germania rimase lo stile aperto sopra, mentre nella sola Francia si diffuse la tradizione di colorare le suole, spesso di rosso. Le scarpe potevano inoltre essere adorne di ogni tipologia di corde e persino pizzi. Nel caso di terreni accidentati o infangati si indossavano degli zoccoli legati alle scarpe che consentivano di tenere il piede sollevato dalla strada. Una variante di questi zoccoli erano le pianelle veneziane che erano piuttosto alte rispetto al livello della strada ed erano utilizzate in particolare dalle dame.

## Moda per i bambini
Gli infanti indossavano tutti abiti unici o gonne e doppiopetti sino ai 7 anni circa.

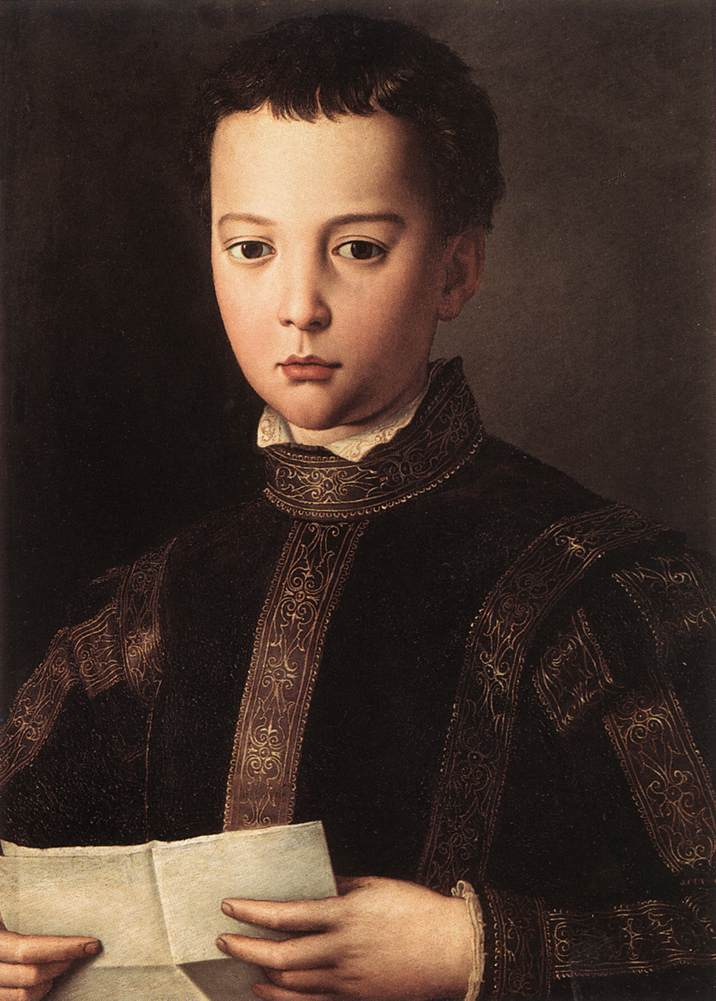
1 – 1551
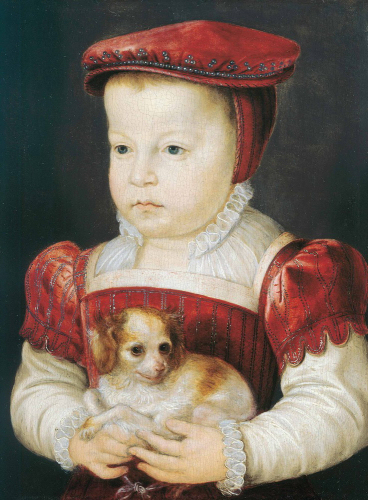
2 – 1556–58
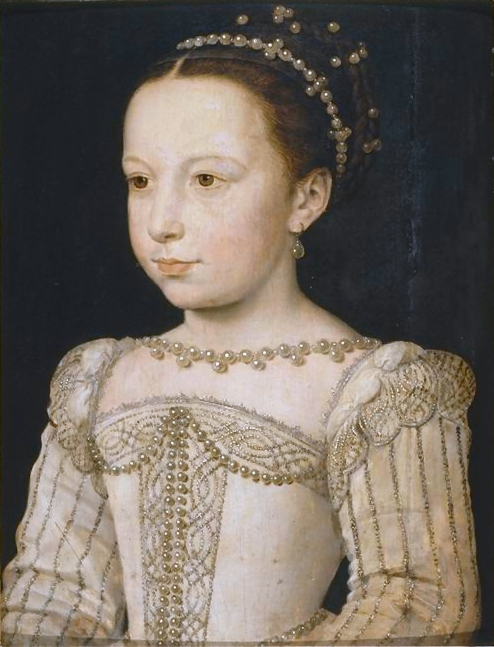
3 – 1560
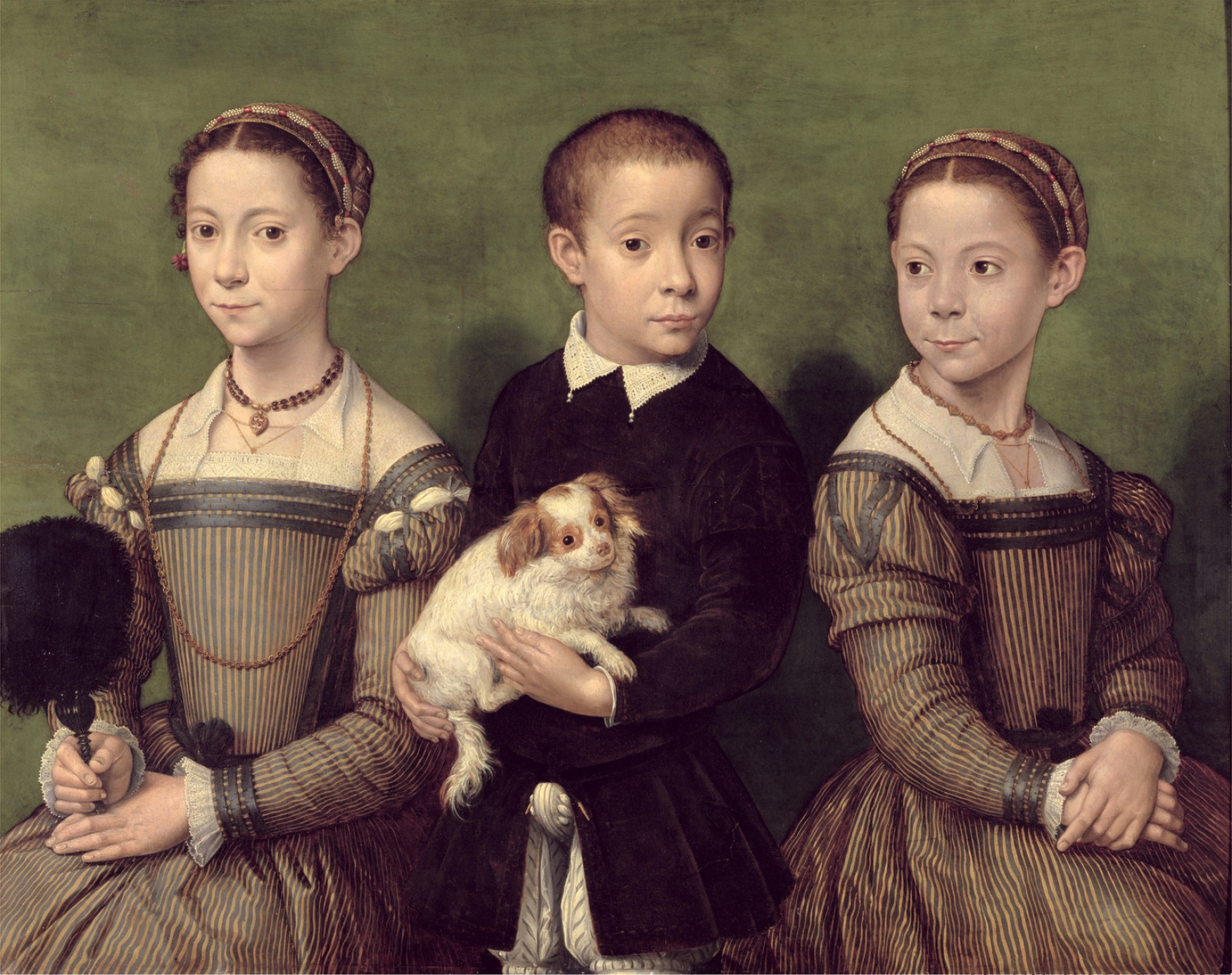
4 – c. 1570
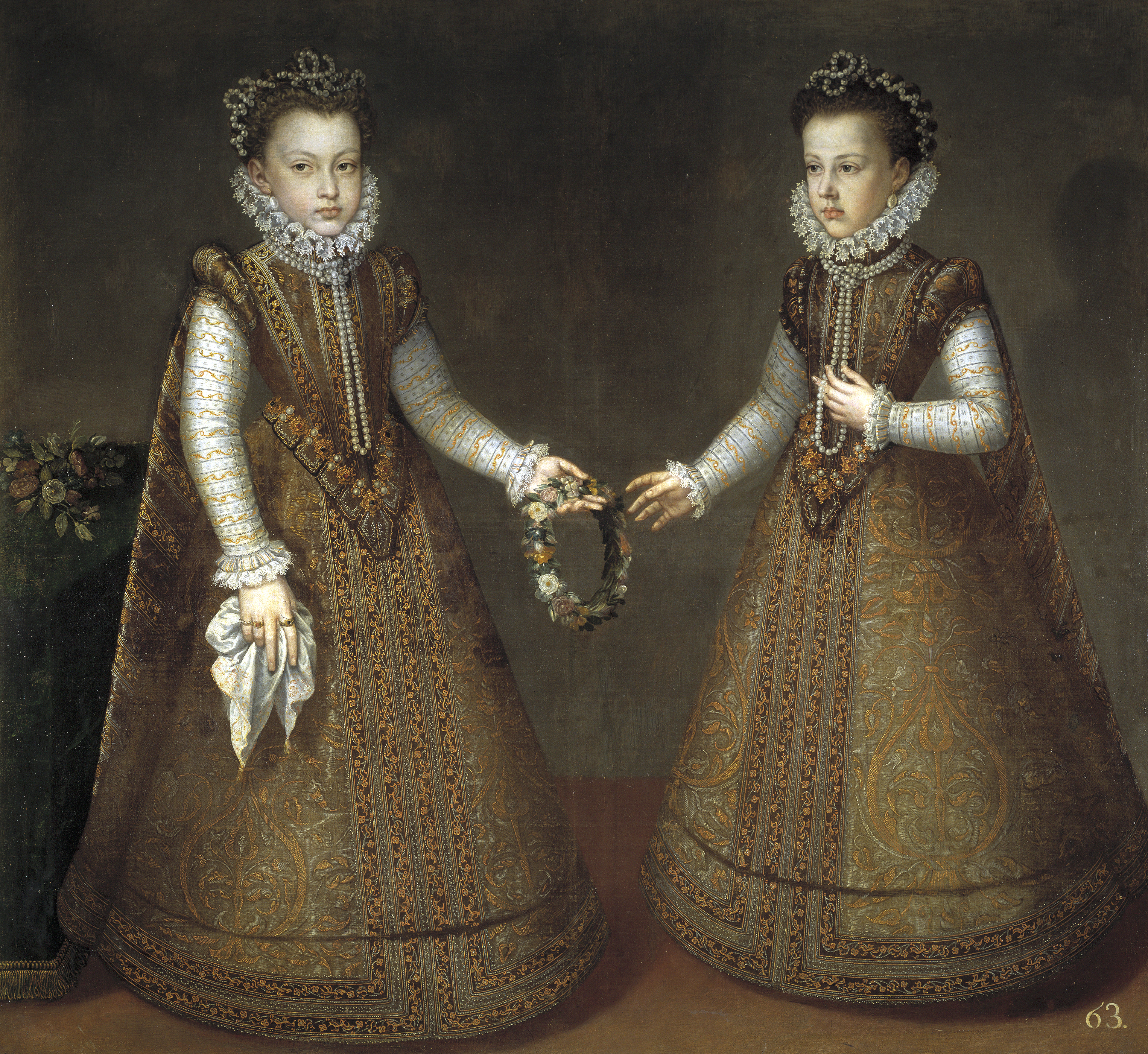
5 – c. 1571
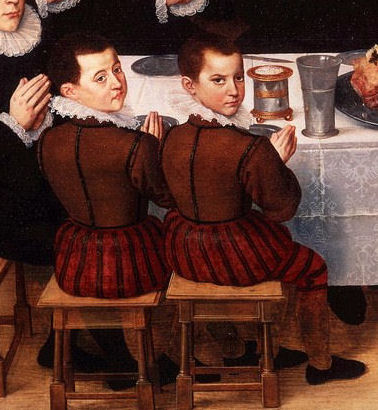
6 – 1585
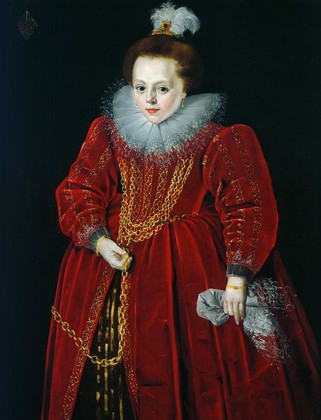
7 – 1586
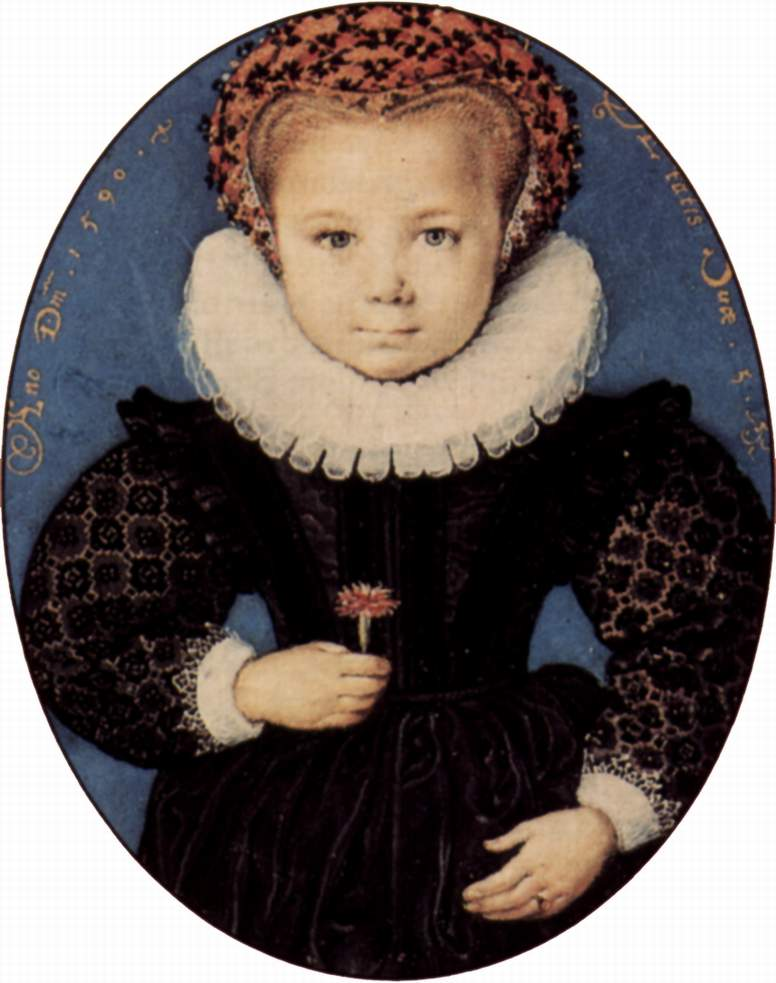
8 – 1590

1. Francesco de Medici indossa un'inusuale doppiopetto decorato, Italia, 1551
2. Francesco, duca d'Alençon, Francia, 1556–58
3. La principessa francese Margherita di Valois indossa un abito bianco decorato con ricami e perle. I suoi capelli sono raggruppati con un filo di perle sul capo; 1560.
4. Bambini italiani, c. 1570. Le ragazze indossano abiti unici con camicie e partlets.
5. Le infante Isabella Clara Eugenia e Caterina Michela di Spagna indossano versioni in miniatura dei costumi da dame adulte della loro epoca, inclusi abiti con maniche a sbuffo e crinoline spagnole, c. 1571.
6. Due ragazzi al tavolo indossano doppietti marroni sopra i loro cannions; Paesi Bassi, 1585.
7. Catherine van Arckel di Ammerzoden, di 8 anni, indossa un abito di velluto rosso e una catena d'oro. Paesi Bassi, 1586.
8. Una bambina di cinque anni indossa un abito con gorgiera e una cuffia sui capelli; Inghilterra, 1590

## Abiti della classe lavoratrice

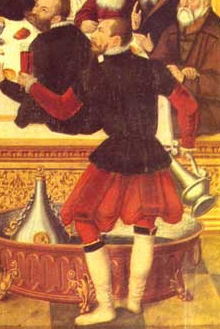
1 – 1565
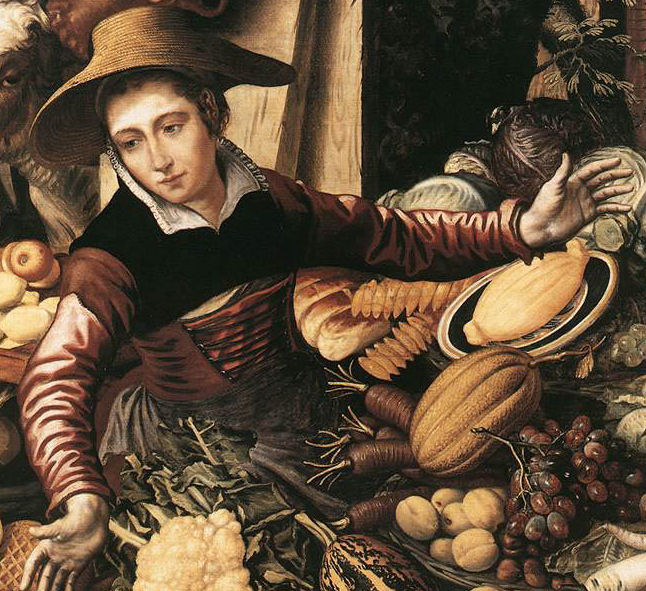
2 – 1567
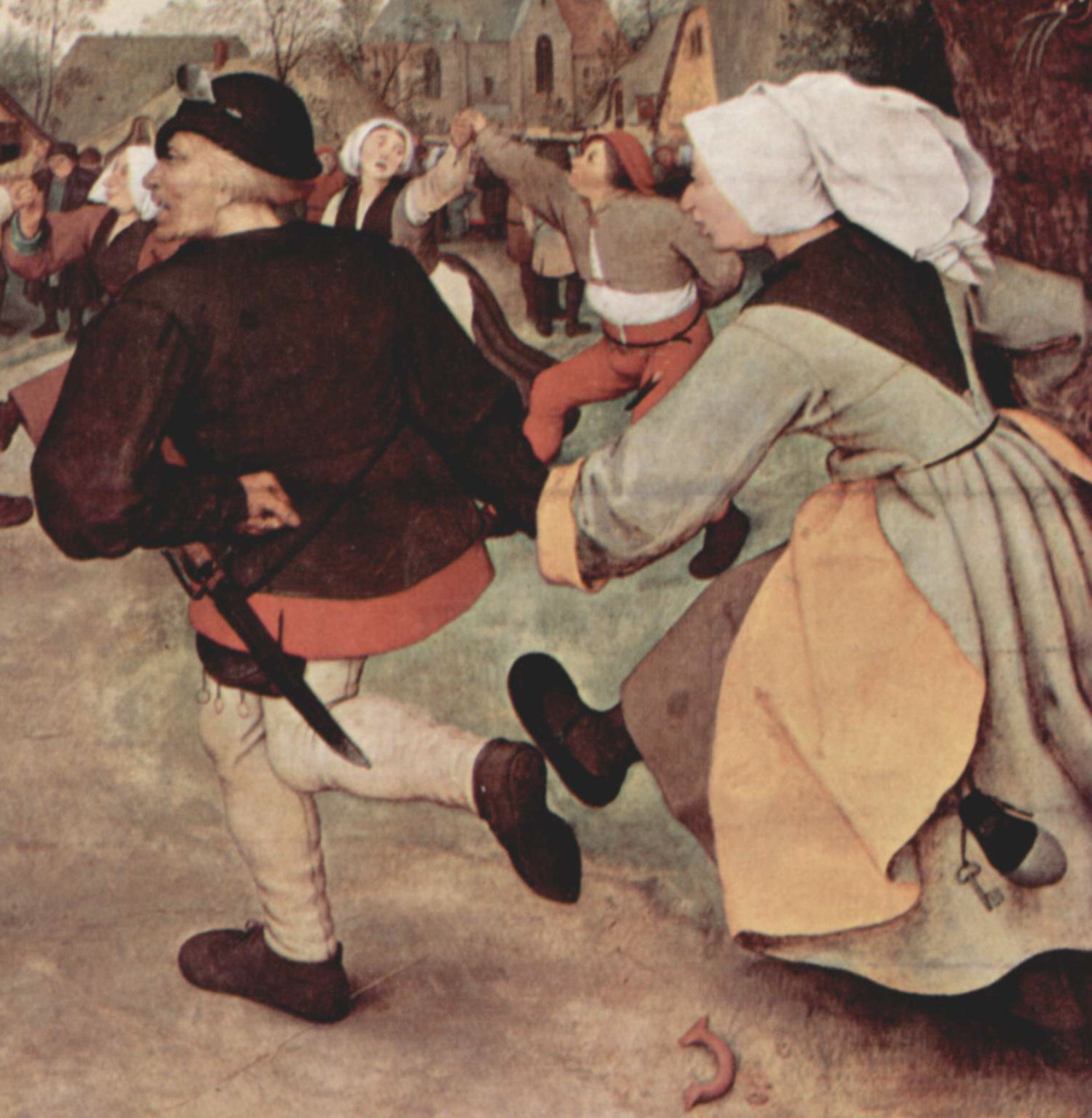
3 – 1568
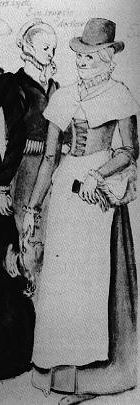
4 – 1570
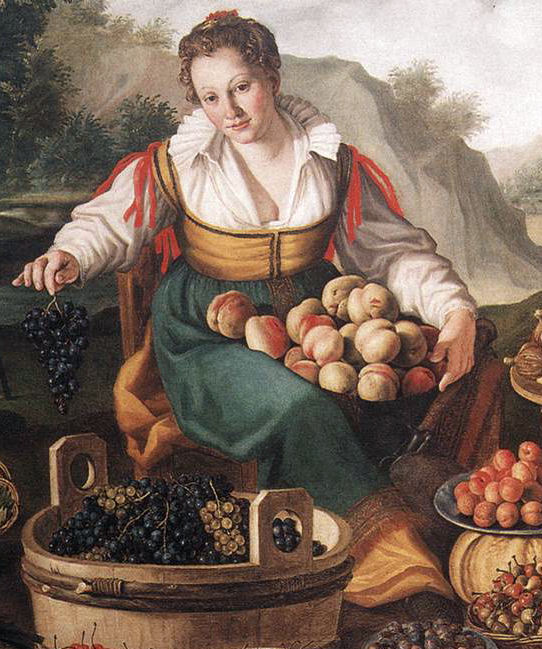
5 – c. 1580
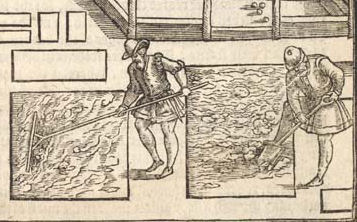
6 – 1594

1. Dipinto tedesco raffigurante l'Ultima Cena in abiti contemporanei; qui il particolare di un servitore che indossa i cosiddetti pluderhosen, classici pantaloni a sbuffo; 1565.
2. Una venditrice di ortaggi olandese indossa un partlet nero, un abito marrone e un cappello di paglia sul capo; 1567.
3. Costume popolare fiammingo. La donna in primo piano indossa un abito con rifiniture in contrasto. La scollatura a V sul retro era comune nelle Fiandre dell'epoca. Sul capo porta una cuffia di lino. Dalla cintura pende una lunga borsa con effetti personali; 1568.
4. Una contadina inglese indossa un abito e una camicia con piccoli pizzi al collo e alle maniche. Sulle spalle porta uno scialle puntato sul davanti; sul capo un cappello; c. 1555.
5. Venditrice di frutta italiana che indossa un abito aperto sul davanti con abbinata una gonna verde e una camicia con collare di pizzo. I capelli scoperti erano tipici del costume italiano di fine Cinquecento.
6. Giardinieri inglesi indossano dei farsetti lunghi, calzoni a sbuffo, cappelli e scarpe basse; 1594.